# Saint-Andéol-de-Berg
Pour les articles homonymes, voir Berg et Saint-Andéol.
Saint-Andéol-de-Berg est une commune française située dans le département de l'Ardèche en région Auvergne-Rhône-Alpes.
Ses 123 habitants (recensement 2019) sont appelés les Saint-Andéolais.

## Géographie

### Localisation

Drapeau
du Vivarais.

Saint-Andéol-de-Berg est un petit village situé dans le sud de l'ancienne province du Vivarais, le Bas-Vivarais, dans la vallée du Rhône, entre l'extrémité est du Massif central (Cévennes) et les Alpes, dans la région Auvergne-Rhône-Alpes, le département de l'Ardèche (339 communes recensées en 2012), l'arrondissement de Largentière, le canton de Villeneuve-de-Berg, et la communauté de communes Berg et Coiron.
Le Rhône coule à 13,4 km de Saint-Andéol-de-Berg et traverse 35 communes ardéchoises en 2011. Il borde toute la façade est du département de l'Ardèche et toute la façade ouest du département de la Drôme et faisait office de frontière entre l'Empire (rive gauche) et le Royaume (rive droite) au Moyen Âge. Affluent droit du Rhône, l'Ardèche conflue avec lui en amont de Pont-Saint-Esprit.

### Communes limitrophes

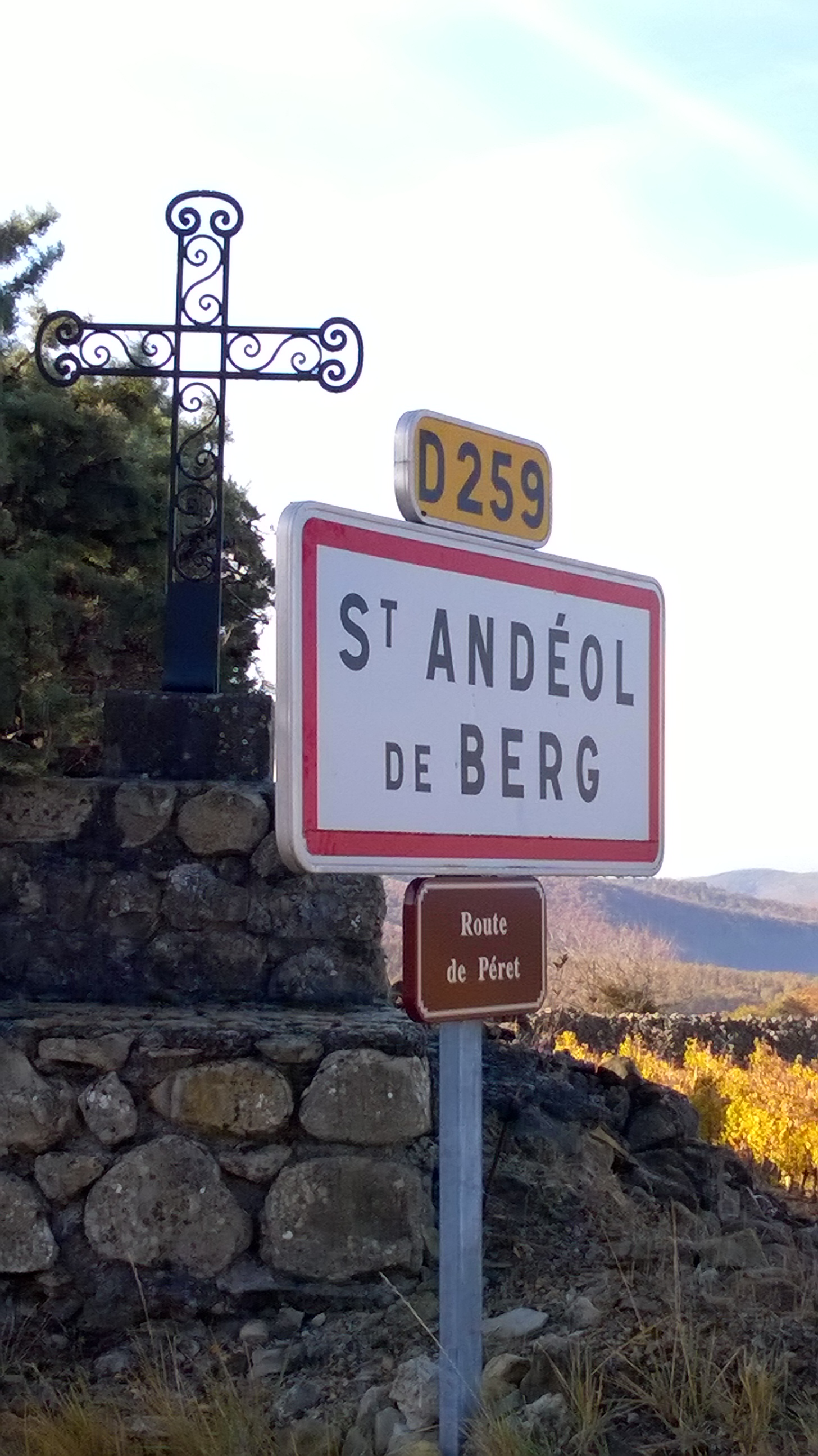
Croix du Clorond
à l'entrée du village.

Par les routes, le village se trouve à cinq kilomètres et demi de Villeneuve-de-Berg, à 13 kilomètres de Saint-Maurice-d'Ibie, de Mirabel et du domaine du Pradel d'Olivier de Serres,, à 17 kilomètres d'Alba-la-Romaine, à 24 kilomètres de Valvignères et d'Aubenas et à 28 kilomètres de Vals-les-Bains, à 34 kilomètres de Viviers et de la route nationale 7, de l'Autoroute du Soleil (A7) et de la gare de voyageurs (SNCF) de Montélimar, toutes les trois situées dans la Drôme (en 2017, l'Ardèche est le seul Département de France qui n'est desservi par aucune Gare SNCF de voyageurs et qui n'est traversé par aucune Autoroute), à 45 kilomètres de Bourg-Saint-Andéol et 57 kilomètres de la neige de La Croix de Bauzon,, à 86 kilomètres du théâtre antique d'Orange et de ses Chorégies, à 170 kilomètres de Grenoble, à 180 kilomètres de Lyon et de la mer Méditerranée du Grau-du-Roi, à 187 kilomètres de Montpellier, à 200 kilomètres des Saintes-Maries-de-la-Mer et de Marseille… et aussi, par le T.G.V., au départ de Montélimar, à deux heures cinquante et une minutes de Paris et cinquante-quatre minutes de l'aéroport de Lyon-Saint-Exupéry…
Un aérodrome civil ouvert au trafic international se trouve sur la commune de Lanas, à 10 kilomètres.
| Aubenas (24 km) • Villeneuve-de-Berg | Lyon (180 km) Mirabel (13 km) • Villeneuve-de-Berg (5,5 km) | • Alba-la-Romaine (17 km)                        |
| • Villeneuve-de-Berg                 | Saint-Andéol-de-Berg                                        | Montélimar (34 km) • Valvignères                 |
| • Saint-Maurice-d'Ibie (13 km)       | • Saint-Maurice-d'Ibie Marseille (200 km)                   | • Valvignères (24 km) Bourg-Saint-Andéol (45 km) |

### Voies de communication
.

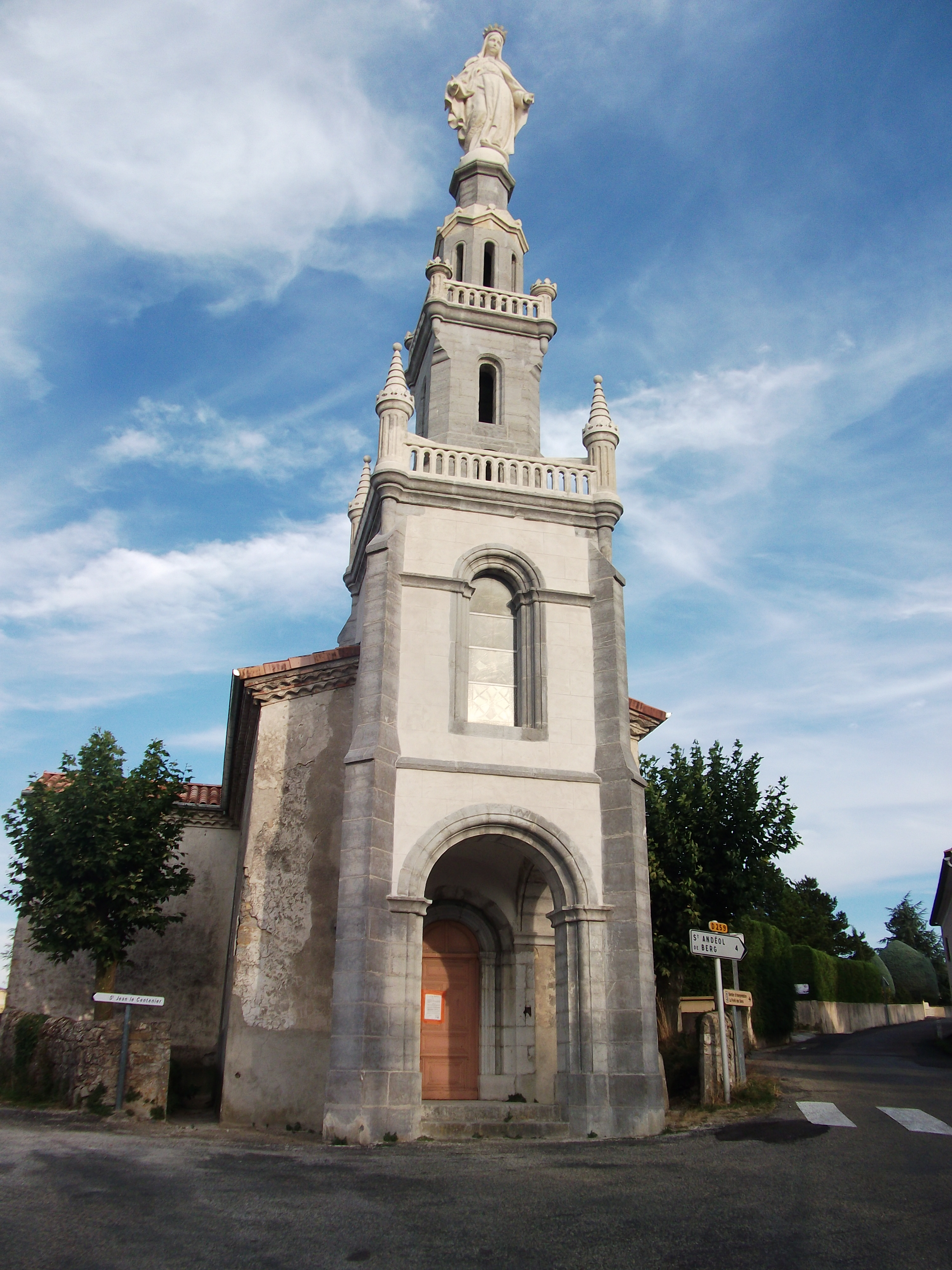
La chapelle du Devois
(22 août 2015).

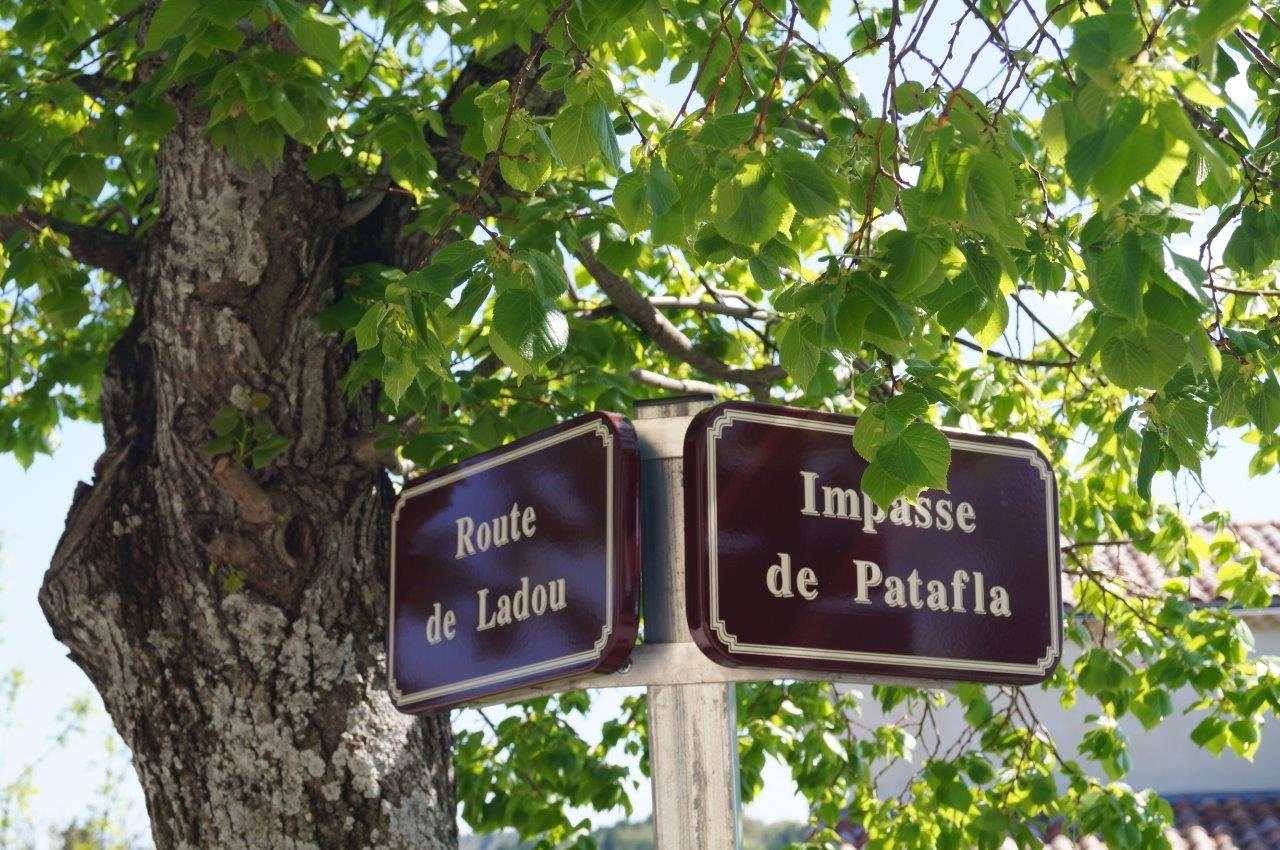
Plaques de rues.

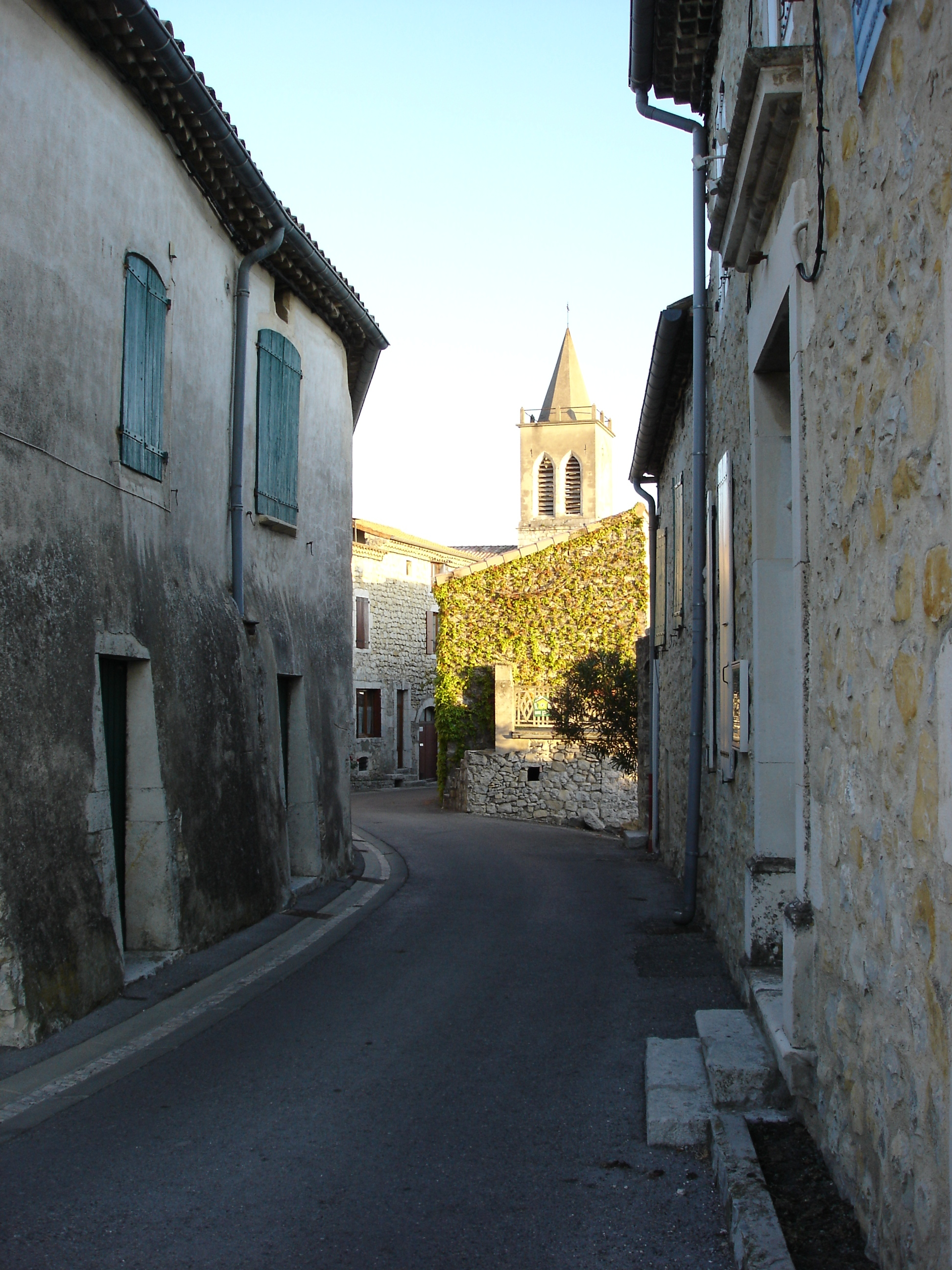
Rue centrale du village.

La route nationale RN 102 relie Villeneuve-de-Berg à Montélimar et à l'autoroute A7 (autoroute du Soleil).
À la sortie de Villeneuve-de-Berg, la route départementale D 259 traverse l’Ibie sur le pont des Frères, puis escalade la colline au sommet de laquelle se trouve la chapelle Notre-Dame du Devois ou Notre-Dame-des-Sept Douleurs (rénovée en 2015 et  2022), qui marque le début de la voie conduisant à Saint-Andéol-de-Berg,.
Elle descend alors, le long de la ferme fortifiée de Pierouby, jusqu'au pied d'une colline boisée où se nichait une maisonnette (et son enclos de derrière), agrandie et rénovée en 2016, que le Saint-Andéolais Marius Ribon surnommait à l'intention de ses petits-enfants, la " Maison de monsieur Seguin"

Après avoir traversé le pont du quartier de Chabridières qui enjambe le Rounel (ou Chabrillères, appellatation courante, qui est un bel exemple de cacographie), elle passe sur un faux plat qui le longe et le surplombe, puis franchit un troisième pont - le pont de Péret, appelé aussi pont du ravin des Abéouradous - avant de gravir la montée de Péret dominant le cours d'eau, jusqu'à quelques virages en lacets après lesquels elle arrive à Saint-Andéol-de-Berg. Une fois le bourg traversé, elle continue jusqu'au hameau de Ladou, tout en bas du village (voir l'image au paragraphe Sports ci-dessous), mais ne va pas plus loin.
Conformément à la loi, au début de l'année 2013, la municipalité donne un nom et une plaque de signalisation aux routes, rues, impasses et chemins habités de Saint-Andéol-de-Berg et en numérote les maisons. Ainsi, la RD 259, qui traverse de part en part la commune, est baptisée route de Péret, à l'entrée du village (à partir du panneau "Saint-Andéol-de-Berg", de la croix du Clorond et du chemin pierreux des Rouvières), où elle croise le chemin goudronné du Clux (sans plaque car sans habitant) et l'impasse des Mourades, puis rue du Pigeonnier, dans la partie haute du bourg (où elle croise la route de Masgiraud, qui commence à proximité du cimetière, en direction du nord-est, et permet d'atteindre le bois des Pins, l' arbre Ferrat, le quartier de Serrecourt, le Mas Giraud, le Cros de Berg... et Alba-la-Romaine), puis rue du Puits-du-Moine, dans la partie centrale (où elle longe la place de l'Église et croise le chemin des Lauriers, l'impasse de l'Église - qui conduit au sentier du Vallat (en occitan : le viôl du Vallat) - et l'impasse des Prés), puis rue des Pourettes, dans la partie basse (où elle croise le chemin du Lavoir, l'impasse des Fresnes - qui conduit au sentier du Vallat - et l'impasse de Patafla), puis route de Ladou, à la sortie du bourg (croisant le chemin d'Autignas), puis rue de l'Abri-de-la-Fontaine, dans sa traversée du hameau de Ladou (où elle croise les chemins du Merdaric, du Moulin et de l'Arcade), après lequel elle se continue en route de Coussas  (croisant l'impasse de Bas-Coussas), avant de se prolonger en un chemin de terre qui permet de rejoindre Valvignères.

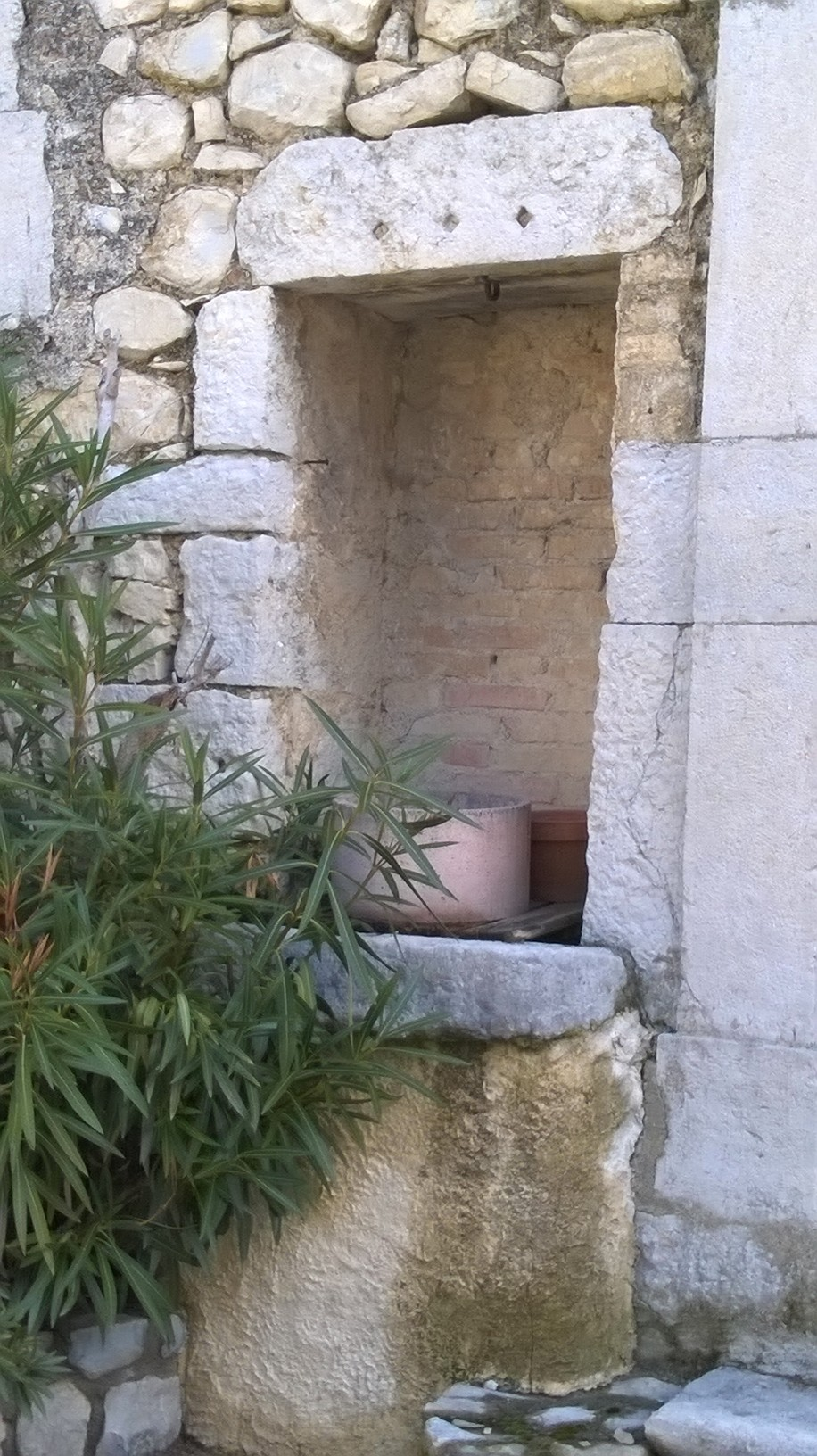
Puits de Veyrenc ou Fontaine d'Argent ou Puits du Moine.

#### La Calade
Selon Marius Ribon, la rue du Puits-du-Moine (qui commence juste après le chemin pierreux du Puits et qui va de l'ancienne Mairie - no 1  et no 3 - jusqu'à la place de l'Église) et la rue des Pourettes (de l'ancienne école publique - no 1 - jusqu'à l'ancienne aire de la Cure - no 7) ne constituaient qu'une seule et même rue au début du XXe siècle, que les Saint-Andéolais appelaient la Calade (Calade : rue en pente raide, pavée, dans les villes, ou empierrée, dans les villages).

Selon Marius et Pierre Ribon, au XVIIIe siècle, le puits qui est aujourd'hui intégré dans la façade du 6 de la rue du Puits-du-Moine était nommé par les Saint-Andéolais, Puits de Veyrenc - car il appartenait aux Veyrenc - ou bien Fontaine-d'Argent - car il avait coûté très cher au village (cf. la Notice historique de Marius Ribon, page 29).

En 2013, le Conseil municipal a donné à la rue où se trouve ce puits le nom de Puits du Moine, en référence à une légende qui dit qu'autrefois les habitants de Saint-Andéol-de-Berg y ont jeté le corps d'un moine de la Grange de Berg, légende qui a sans doute pris sa source dans l'événement de 1280, au cours duquel un moine de Berg a effectivement été tué par les villageois, au sein même de la Grange, selon les archives paroissiales du procès de Berg (cf. la Notice historique de Marius Ribon, page 15), et non dans le bourg, à la Calade, près de la Fontaine d'Argent, comme le dit la légende (ou "une tradition", ainsi que l'écrit Marius Ribon). Et il n'a bien sûr pas été jeté dans ce puits, qui n'existait pas à cette époque et que, s'il avait existé, les Saint-Andéolais n'auraient en aucun cas pollué, l'eau potable étant pour eux une ressource bien trop précieuse (cf. paragraphe ci-dessous intitulé XIIe et XIIIe siècles).
En 2018, le propriétaire de l'une des maisons voisines du Puits de Veyrenc fait supprimer le crépi qui couvre les pierres de sa façade et donc, dans le même temps, le cadran solaire qui y est dessiné, et dévoile ainsi, derrière ce dernier, un autre cadran, gravé sur l'une des pierres et daté de 1580. Celui-ci étant illisible depuis la rue, il en appose un nouveau en dessous.

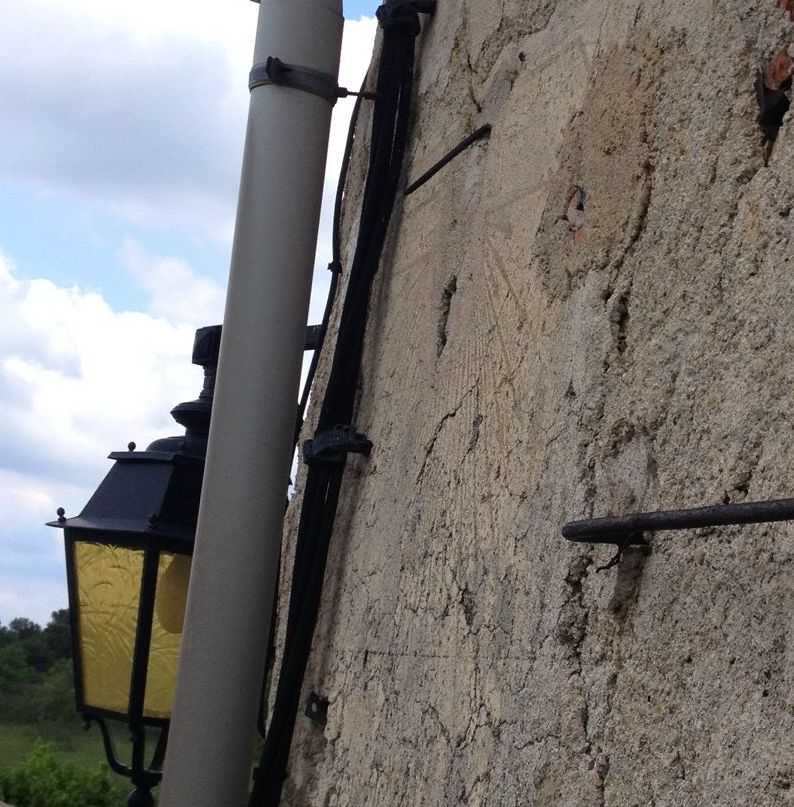
Cadran dessiné sur le crépi avant 2018.
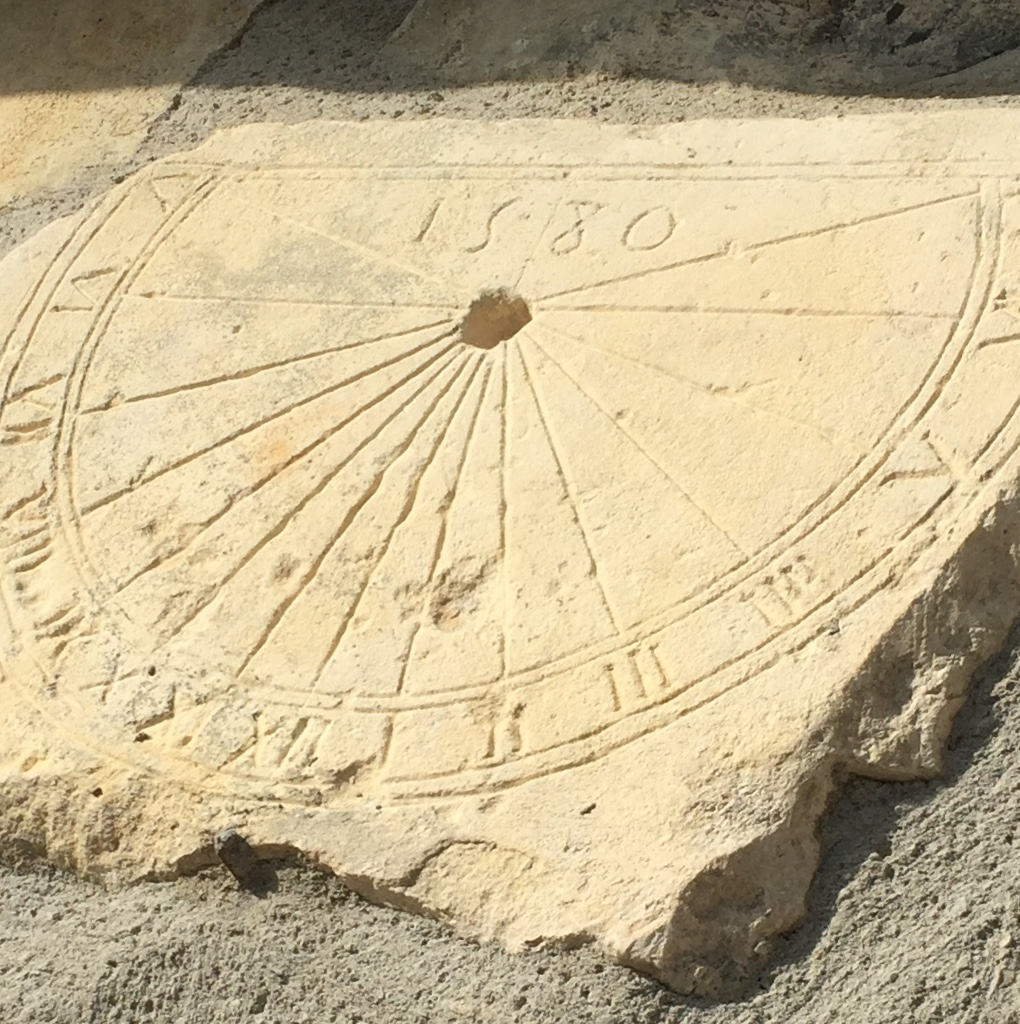
Le cadran solaire daté de 1580.
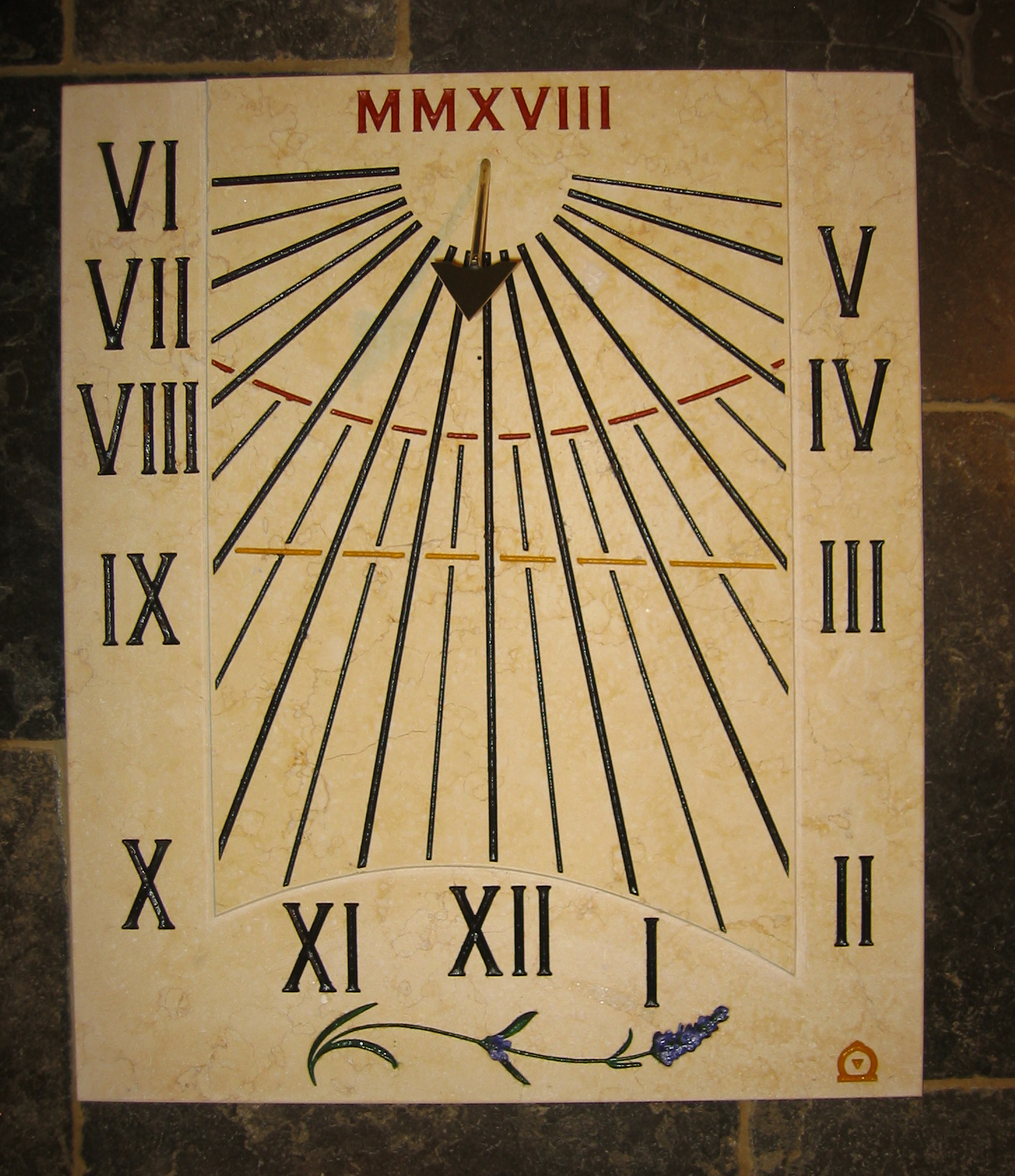
Le cadran solaire daté de 2018.
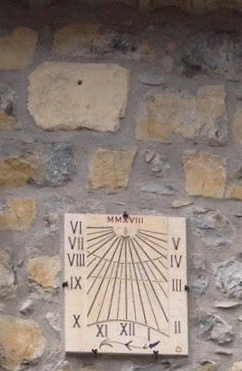
Les deux cadrans du centre du village (2018).

### Relief

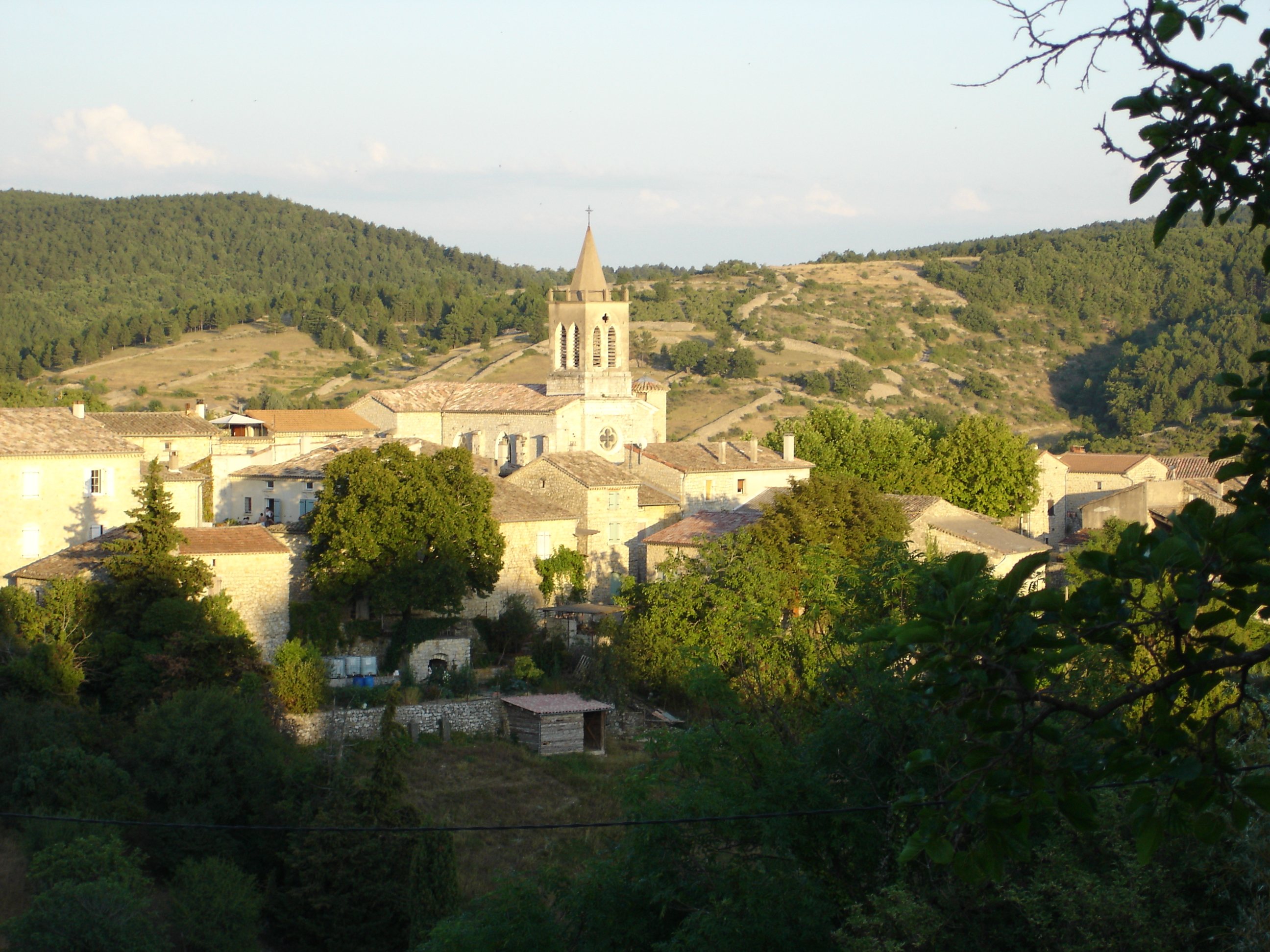
24 juillet 2009.

Aux portes du parc naturel régional des Monts d'Ardèche, proche du Plateau du Coiron, Saint-Andéol-de-Berg se niche sur une crête, au cœur des montagnes de Berg et au milieu de forêts de chênes et de pins, près des deux tiers de la surface de la commune étant boisés. Le point le plus haut du territoire communal se trouve à 524 mètres et le plus bas à 262 mètres. La mairie est à une altitude de 360 m environ.
Le paysage est parcouru de murets en pierres sèches, appelés « clapas », abritant une dense faune de lézards et délimitant de nombreuses faysses (« terrasses qui rythment la chute des prés dans les vallons »),.
Les Saint-Andéolais ont longtemps été surnommés Couocho létro (Chasseurs de lézards) par les habitants des villages voisins.

### Géologie
"Saint-Andéol-de-Berg se trouve au cœur des montagnes de Berg qui culminent à 553 m. Ces montagnes sont caractérisées par une alternance de bancs marneux et de bancs calcaires, à débit en boules rappelant des miches de pain, d’où leur nom de "calcaires à miches". On trouve dans ces calcaires de nombreux fossiles (huîtres, ammonites, oursins, etc.), témoins de la présence de la mer qui occupait la région au Crétacé. L’érosion ronge peu à peu ces montagnes, de nombreux ravins s’y creusent et sont occupés par des ruisseaux plus ou moins pérennes."

### Hydrographie
.

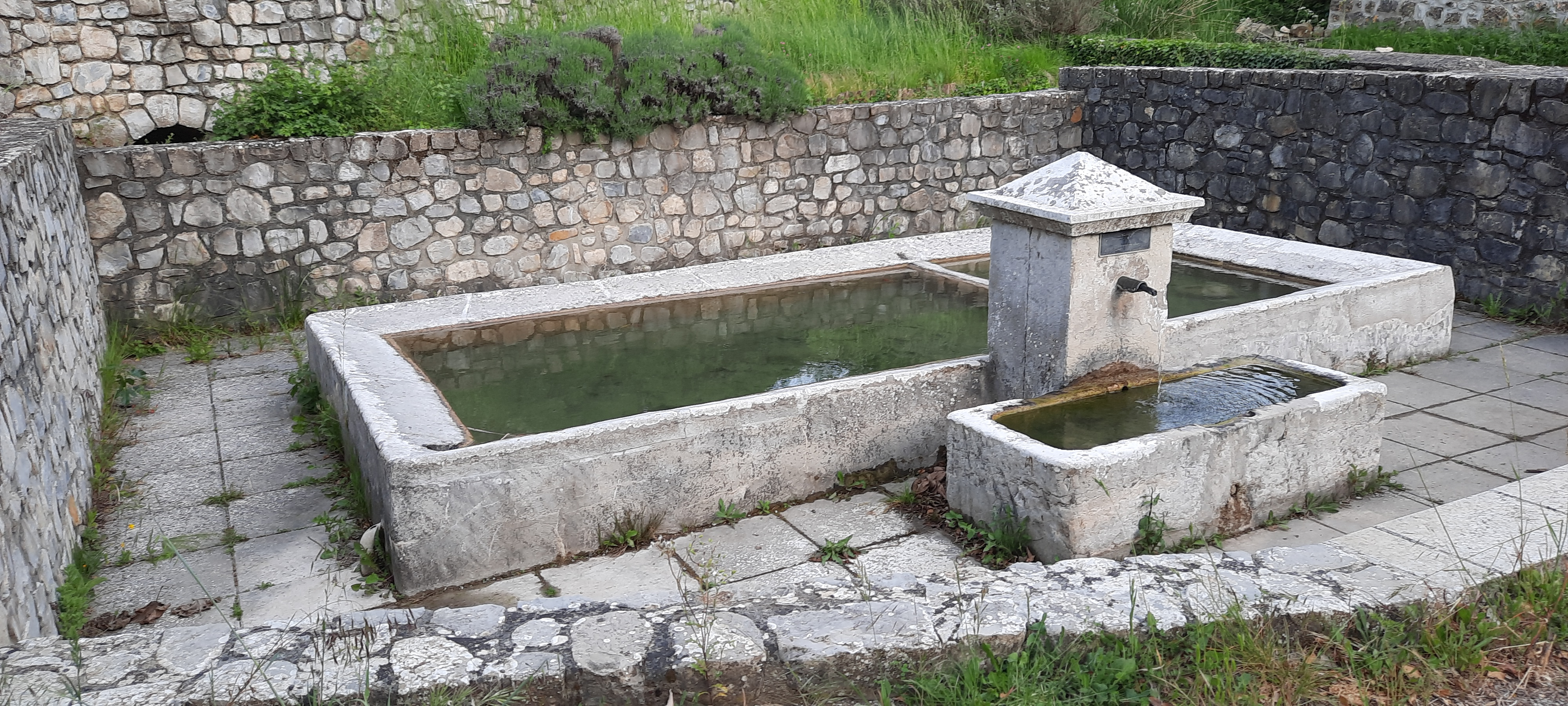
Lavoir et fontaine de Ladou,
le 8 mai 2023

L'eau et l'absence d'eau, les sources, les puits et les fontaines ont joué et jouent encore un rôle important à Saint-Andéol-de-Berg (cf. les paragraphes traitant des XIIe et XIIIe siècles et du XIXe au XXIe siècle).
Selon Marius Ribon, la seule source du village, « pendant des siècles », se trouvait sur le territoire nommé aujourd'hui Ladou (dou signifiant source en occitan) et situé tout en bas du village.
De nombreux ruisseaux presque toujours à sec (eaux temporaires) passent sur le territoire de la commune, dont quatre principaux : le ruisseau de Vazeille, qui fait office de frontière avec Saint-Maurice-d'Ibie, sur un quart de sa longueur, le Mézeyras et le Merdaric, qui confluent près du hameau de Ladou, et le Rounel, qui rejoint l'Ibie (affluent de l'Ardèche) après avoir constitué une limite communale entre Saint-Andéol-de-Berg, sur sa rive gauche, et Villeneuve-de Berg, sur sa rive droite, le long de la route qui relie les deux villages (Vazeille et Merdaric → Rounel → Ibie → Ardèche).

Le ruisseau de Brune, le ruisseau de Magdeleine  et le ruisseau de Serre Miou, affluents de l'Ibie, traversent également la commune.
Pendant l'été, la prudence et les autorités recommandent de limiter les arrosages au strict nécessaire et interdisent les feux de broussailles ou autres.
Juste avant l'ancienne mairie, le chemin pierreux du Puits descend jusqu'à un ancien puits bouché, près du Pouzet, ruisseau sec qui longe le bas des prés de Landreau et de la Piche, puis va se jeter dans le Merdaric. Pendant l'été 2022, dans le cadre d'un chantier international, des jeunes ont œuvré à la réfection de ce Puits du Pouzet (appelé Puits du Moulin par certains, aujourd'hui), et ont fabriqué et installé près de lui, une table de pique-nique. Ils ont également nettoyé la fontaine et le lavoir du hameau de Ladou, situés tout en bas du village .

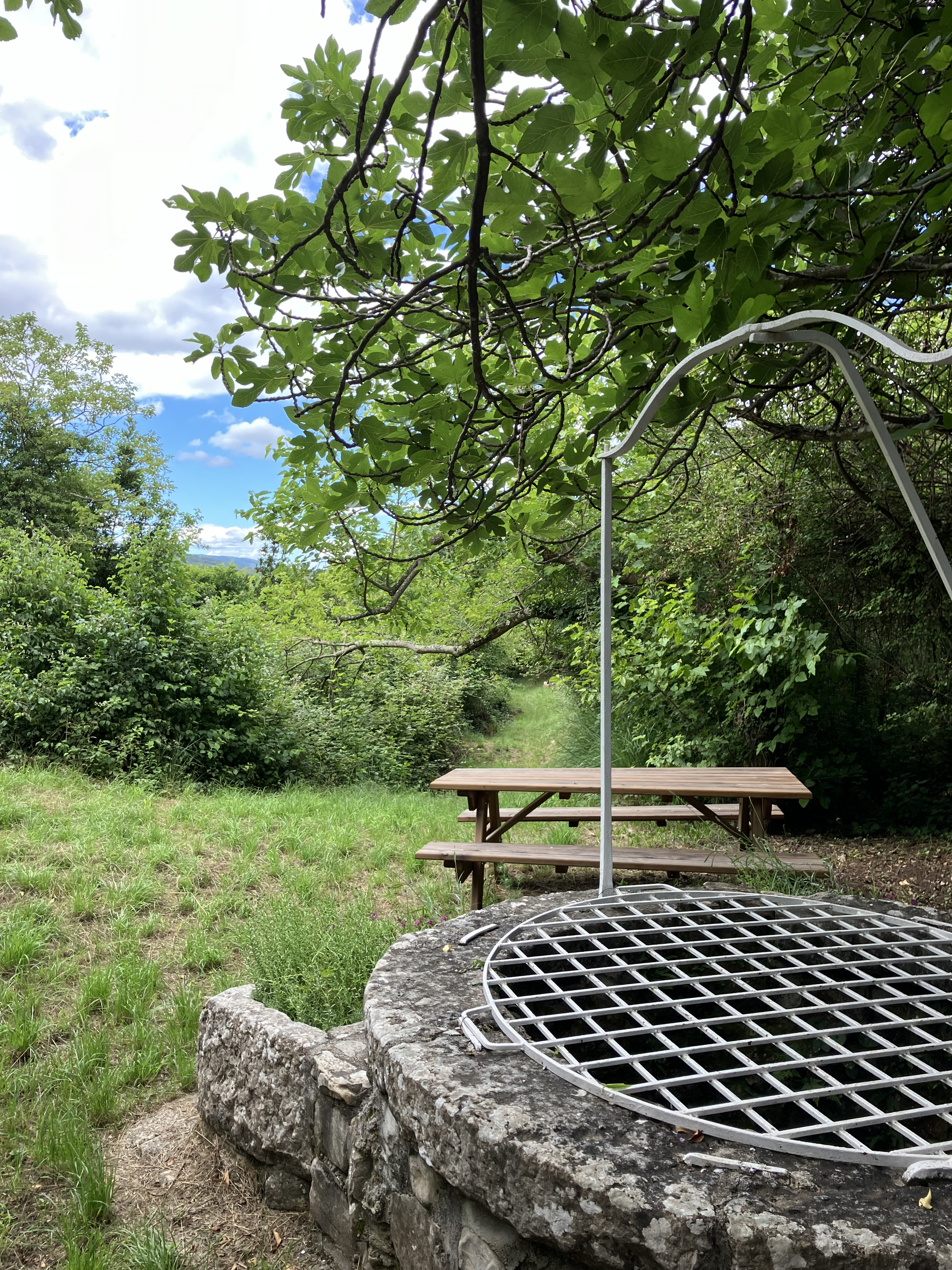
Puits du Pouzet
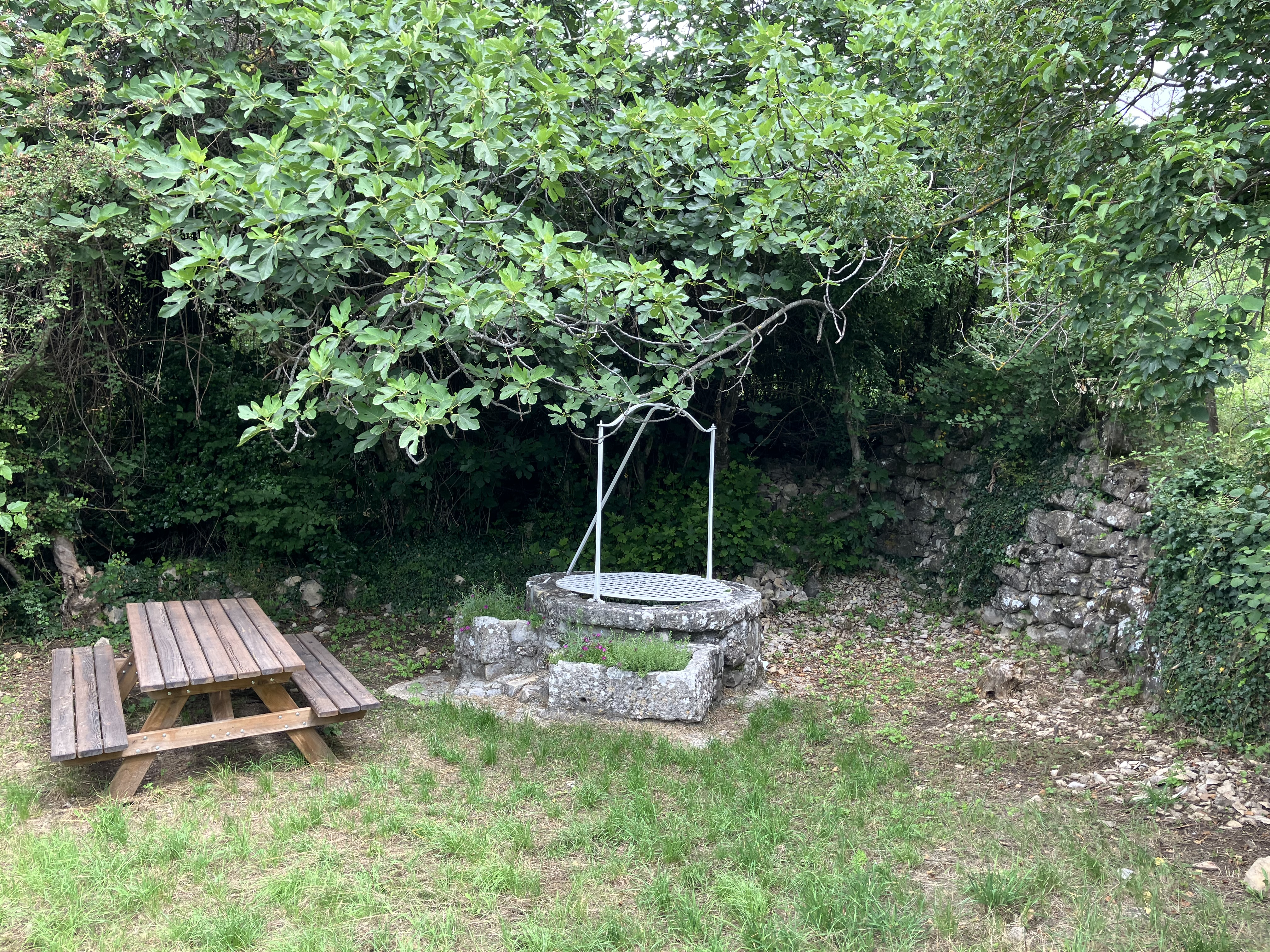
Puits du Pouzet ou du Moulin (23 juin 2022)

Au XXIe siècle, la Source du Bouyril, la Fontaine-réservoir des Chabannes et, en centre-bourg, le Puits de Veyrenc (appelé aussi la Fontaine d'Argent ou bien, depuis 2013, le Puits du Moine) et le Puits du Pouzet, sont des buts de promenade.
De 125,1 km de longueur, l'Ardèche prend sa source, à 1 467 m d'altitude, dans le Vivarais, près du col de la Chavade, dans la forêt de Mazan, sur la commune d’Astet. Après Aubenas et Ruoms, elle reçoit le Chassezac et La Beaume, puis s’enfonce à partir de Vallon-Pont-d’Arc dans les célèbres gorges qu’elle a elle-même creusées. Affluent droit du Rhône, elle le rejoint en amont de Pont-Saint-Esprit.

### Climat
Pour des articles plus généraux, voir Climat d'Auvergne-Rhône-Alpes et Climat de l'Ardèche.
En 2010, le climat de la commune est de type climat méditerranéen altéré, selon une étude du CNRS s'appuyant sur une série de données couvrant la période 1971-2000. En 2020, Météo-France publie une typologie des climats de la France métropolitaine dans laquelle la commune est dans une zone de transition entre le climat de montagne et le climat méditerranéen et est dans la région climatique Provence, Languedoc-Roussillon, caractérisée par une pluviométrie faible en été, un très bon ensoleillement (2 600 h/an), un été chaud (21,5 °C), un air très sec en été, sec en toutes saisons, des vents forts (fréquence de 40 à 50 % de vents > 5 m/s) et peu de brouillards.
Pour la période 1971-2000, la température annuelle moyenne est de 11,9 °C, avec une amplitude thermique annuelle de 17,4 °C. Le cumul annuel moyen de précipitations est de 1 073 mm, avec 6,4 jours de précipitations en janvier et 4,5 jours en juillet. Pour la période 1991-2020, la température moyenne annuelle observée sur la station météorologique de Météo-France la plus proche, « Alba la Romaine », sur la commune d'Alba-la-Romaine à 7 km à vol d'oiseau, est de 13,6 °C et le cumul annuel moyen de précipitations est de 1 043,8 mm,. Pour l'avenir, les paramètres climatiques de la commune estimés pour 2050 selon différents scénarios d'émission de gaz à effet de serre sont consultables sur un site dédié publié par Météo-France en novembre 2022.
La chaleur estivale peut être écrasante à Saint-Andéol-de-Berg et entraîner une sécheresse importante, mais néanmoins parfois rafraîchie par un petit vent frais appelé "Rhouné" et de fortes précipitations aux équinoxes.
Montélimar et les communes proches bénéficient d'une durée exceptionnelle d'ensoleillement, avec en moyenne 2496 heures de soleil par année (entre 1961 et 1990).	
Des épisodes extrêmes restent gravés dans les mémoires Saint-Andéolaises : abondantes précipitations en été ou en automne, pluies d'eau propices à la chasse aux escargots puis à la baignade dans les ruisseaux, pluies de grêlons gros comme des oranges, cyclone dévastateur (lire le paragraphe L'église Saint-Andéol ci-dessous). Le thermomètre a atteint à Montélimar −15 °C le 10 février 1956 et +39,6 °C le 6 juillet 1982.
| Mois                              | jan. | fév. | mars | avril | mai  | juin | jui. | août | sep.  | oct.  | nov. | déc. | année |
| --------------------------------- | ---- | ---- | ---- | ----- | ---- | ---- | ---- | ---- | ----- | ----- | ---- | ---- | ----- |
| Température minimale moyenne (°C) | 1,2  | 2,3  | 3,9  | 6,5   | 9,9  | 13,5 | 16,1 | 15,6 | 13,2  | 9,4   | 4,8  | 1,9  | 8,2   |
| Température moyenne (°C)          | 4,5  | 6    | 8,6  | 11,6  | 15,5 | 19,3 | 22,5 | 21,7 | 18,6  | 14    | 8,3  | 4,9  | 13    |
| Température maximale moyenne (°C) | 7,7  | 9,8  | 13,3 | 16,7  | 21,1 | 25,1 | 28,9 | 27,9 | 24,1  | 18,5  | 11,9 | 7,8  | 17,7  |
| Précipitations (mm)               | 67,4 | 74,7 | 71,4 | 73,3  | 88,7 | 56,3 | 35,3 | 69,6 | 107,8 | 121,8 | 79,9 | 67,1 | 913,3 |

| Mois                                  | jan.         | fév.         | mars         | avril       | mai          | juin         | jui.        | août        | sep.        | oct.          | nov.         | déc.           |
| ------------------------------------- | ------------ | ------------ | ------------ | ----------- | ------------ | ------------ | ----------- | ----------- | ----------- | ------------- | ------------ | -------------- |
| Record de froid (°C) date du record   | −14,4 5/1/71 | −15 10/2/56  | −7,2 7/3/71  | −3,1 7/4/71 | −0,2 4/5/67  | 3,6 3/6/75   | 7,5 6/7/54  | 7,4 18/8/63 | 2,6 24/9/77 | −1,5 29/10/81 | −5 23/11/98  | −12,2 28/12/62 |
| Record de chaleur (°C) date du record | 18,4 28/1/02 | 22,4 23/2/90 | 26,4 25/3/94 | 29,7 8/4/61 | 33,4 26/5/53 | 37,5 30/6/52 | 39,6 6/7/82 | 37,9 5/8/90 | 36,2 9/9/66 | 29,1 4/10/86  | 22,8 3/11/77 | 19,9 4/12/61   |

## Urbanisme

### Typologie
Au 1er janvier 2024, Saint-Andéol-de-Berg est catégorisée commune rurale à habitat dispersé, selon la nouvelle grille communale de densité à 7 niveaux définie par l'Insee en 2022.
Elle est située hors unité urbaine et hors attraction des villes,.

### Occupation des sols
L'occupation des sols de la commune, telle qu'elle ressort de la base de données européenne d’occupation biophysique des sols Corine Land Cover (CLC), est marquée par l'importance des forêts et milieux semi-naturels (85,2 % en 2018), en diminution par rapport à 1990 (86,6 %). La répartition détaillée en 2018 est la suivante :
forêts (70,3 %), milieux à végétation arbustive et/ou herbacée (14,9 %), zones agricoles hétérogènes (14,8 %).
L'évolution de l’occupation des sols de la commune et de ses infrastructures peut être observée sur les différentes représentations cartographiques du territoire : la carte de Cassini (XVIIIe siècle), la carte d'état-major (1820-1866) et les cartes ou photos aériennes de l'IGN pour la période actuelle (1950 à aujourd'hui).

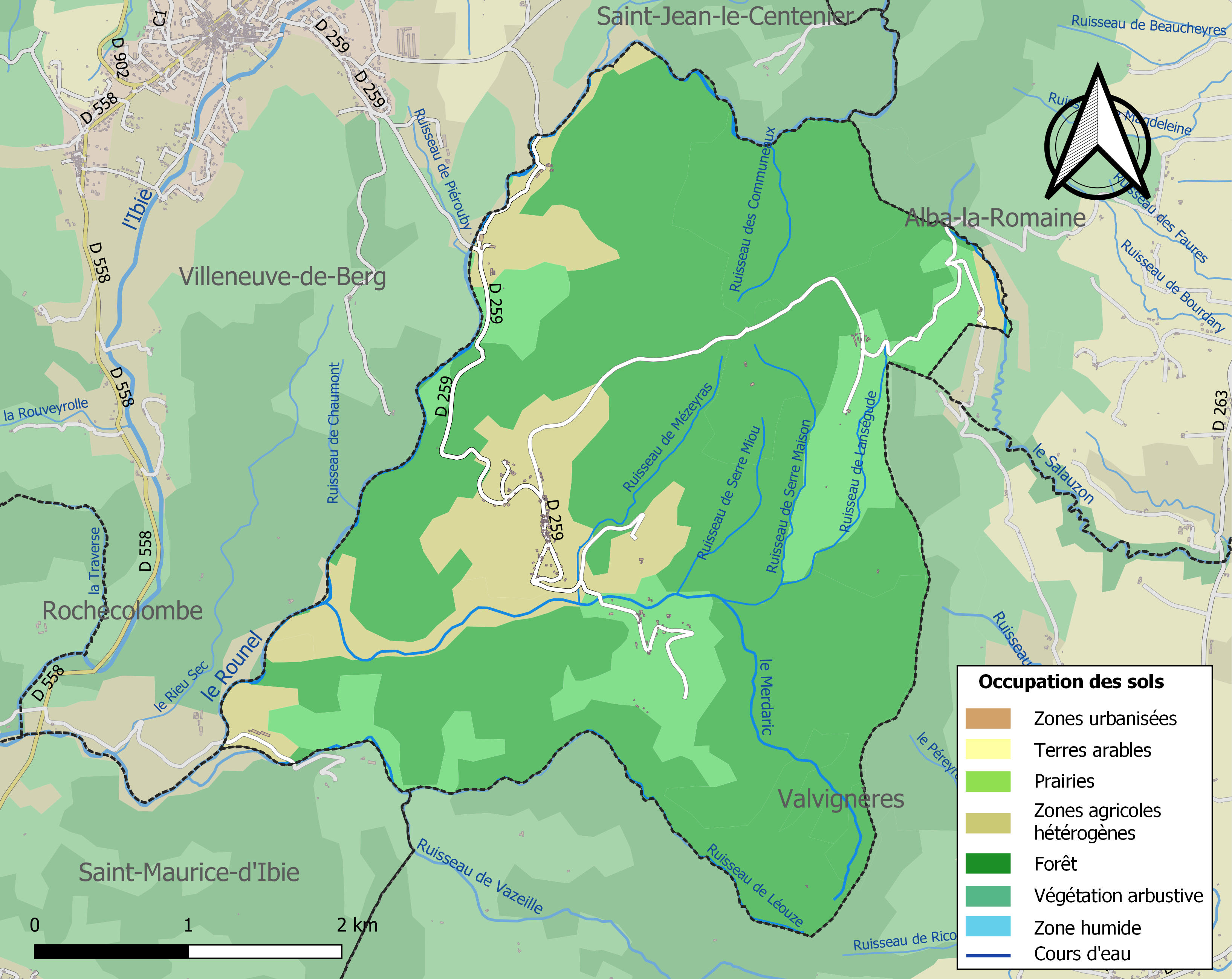
Carte des infrastructures et de l'occupation des sols de la commune en 2018 (CLC).

## Toponymie
La commune tire son nom d'un saint catholique et d'une montagne.

### Saint-Andéol-…

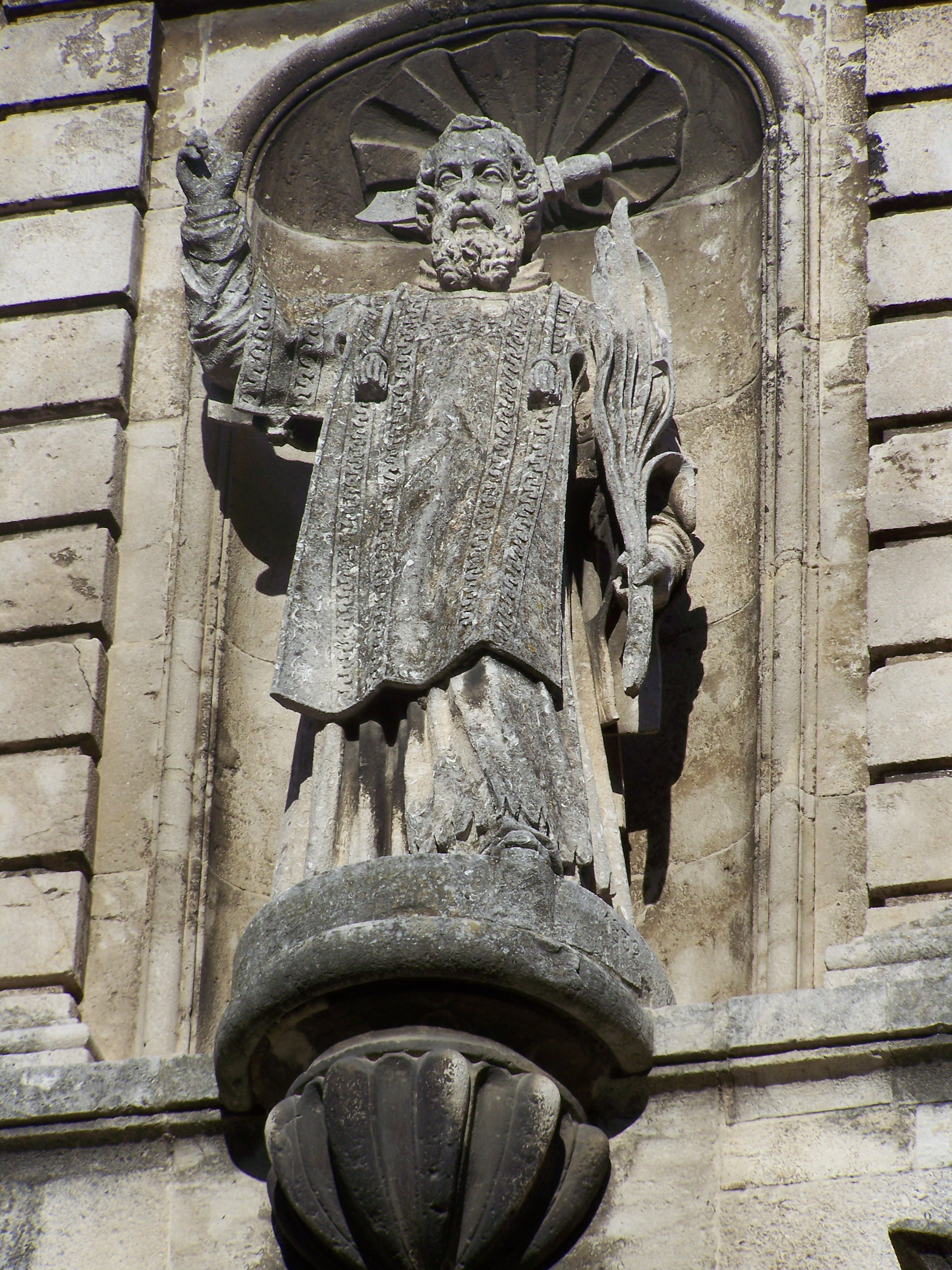
Statue de saint Andéol
à Bourg-Saint-Andéol.

Saint Andéol-… (du gallo-romain Sanctus Andeolus) naquit à Smyrne (actuellement Izmir, Turquie) au IIe siècle. Sous-diacre, il fut envoyé par saint Polycarpe (évêque de Smyrne, disciple de l'apôtre Jean, martyrisé en 155 ou en 167, selon les sources) ou bien par son successeur, Polycrate, évangéliser la Gaule, en l'an 166, à l'appel de saint Irénée, évêque de Lyon (né à Smyrne). Il arriva ainsi dans le Vivarais (Ardèche actuelle). L'empereur Septime Sévère, de passage dans la région, le fit mettre à mort, la tête fendue par un glaive de bois, le 1er mai 208, à Bergoïata, ancienne cité celte devenue Bourg-Saint-Andéol-… au XVe siècle.
On fête saint Andéol-… , premier apôtre du Vivarais, le 1er mai, jour de son martyre (selon le martyrologe romain et le site Infocatho de la Conférence des évêques de France), ou bien le 4 mai (selon le diocèse de Viviers).
En 1902, l'Ardèche est le département de France qui comprend le plus de communes portant le nom d'un saint, soit 30,5 % d'hagiotoponymes contre 12,3 % de moyenne nationale,,.

### ...-de-Berg
Jusqu'au XIXe siècle, on disait Berc [bɛrc]. Ce fut d'ailleurs le nom de la commune pendant la Terreur, quand furent supprimés les saints catholiques du calendrier républicain, en 1793.
Le déterminant -Berg représente la fixation du vieux celtique continental (gaulois) bergo- « mont ». Il se réfère sans doute à la région montagneuse et boisée dans laquelle le village est situé et que l'on trouve désignée ainsi dans les plus anciens documents.

### Lieux-dits

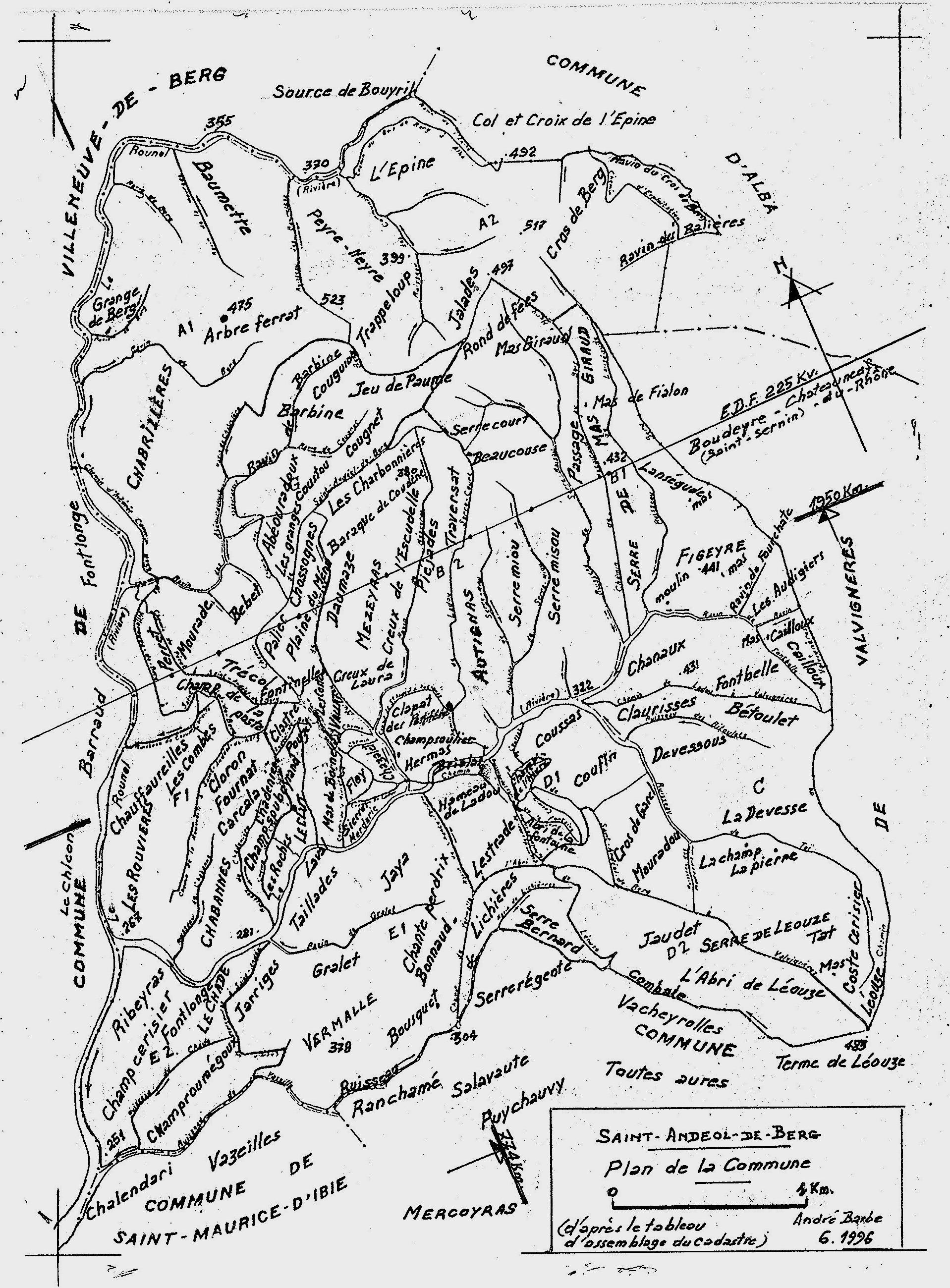
Lieux-dits.

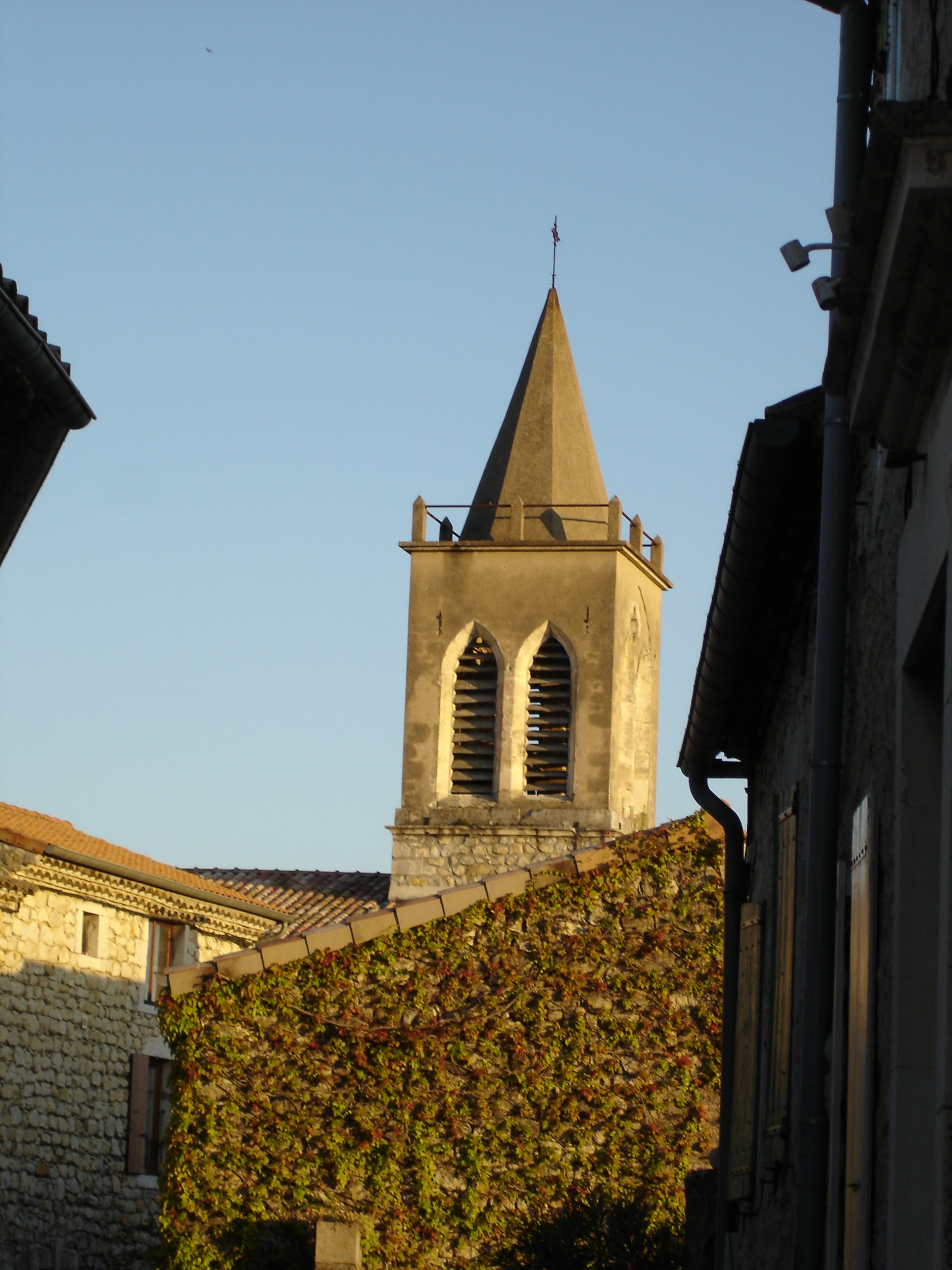
Clocher de l'église
de Saint-Andéol-de-Berg.

Le territoire de Saint-Andéol-de-Berg comprend de nombreux lieux aux noms fleuris, à l'orthographe incertaine (toponymes dénaturés en raison de mauvaises transcriptions, de cacographies...) et d'origines plus ou moins mystérieuses, lieux autrefois appelés "quartiers" quand il s'agissait d'endroits habités,,.
En voici quelques-uns :
| - Chabrillères (Cadastre 1813) ou Chabridières (Carte IGN) = des chèvres - Le Cros de Berg - Serrecourt - Mas-Giraud - Abérouadoux - La Barbine - Le pré de la Piche - Le Pouzet (ruisseau sec qui "coule" en bas de la Piche) - Autignas (Autignac) - Le Clux (déformé en Clut, alias Clu, Clos) - Le Cloron ou Clorond (Clos rond) - Les Chabannes - Le Vallat - Le pré de Landreau (ou Landrau), en bas duquel les onze enfants Guigon "gardaient " encore les chèvres au début des années 1960 | - Mézeyras (misère) - Patafla (onomatopée = patatras) - Les Chossognes - Les Rouvières (chênes rouvres) - Chanteperdrix - Clastre - Figeyre - Fontlonge - Toutes aures - L'Épine - Le Chade - Chauffaureilles - Ribeyras - Serremisou - Vermalle - Beaucouse | - Jeu de Paume - Champsoulier - Clapas des pestiférés - Chazalet - Daumaze - Ladou (hameau) - Mas de Fialon - Claurisses - Devessous - Serre de Léouze - Lestrade - Taillades - Pouzet (puits) - Bouyril - Les Charbonnières - Peyre-Neyre (pierre ou rocher de couleur noire) - La Devesse | - Rond de fées - Creux de l'Escudelle - Baraque de Coudène - Creux de Laura - Fournat - Les Combes - Trappeloup - Jalades - Coustou - Lichières - Jarriges - Champroumégoux - Carcala - Bébet ou Cougnet de bébet = Coin de l'agneau ou des agneaux (du latin conhetum, devenu cohn, cohq, conhet, cognit, coignet, cosnié, cognet, cougnet... et du latin bebo = crier bê bê = bêlement d'agneau) |

## Histoire

### Néolithique
Le territoire de Saint-Andéol-de-Berg était habité au Néolithique (6000 à 2500 av. J.-C.). On a trouvé des tombes de cette époque aux quartiers du Clut (Clux au Moyen Âge) et du Pouzet.

### L’arbre Ferrat et le culte de la Nature
« L’arbre Ferrat, un chêne situé à 2,5 km au nord du village, à 475 mètres d’altitude, est un vestige du culte de la Nature. On plantait des clous dans son tronc à la suite d'un vœu ou en mémoire d'une grâce obtenue (ex-voto). »
Selon l'abbé Mollier, cet arbre plusieurs fois séculaire aurait été brûlé par un berger en 1861. Selon Maurice Bousquet, maire de Saint-Andéol-de-Berg pendant 22 ans, il n'aurait pas survécu à un élagage mal effectué pendant la Seconde Guerre mondiale (taille trop importante). On dit aussi que ses restes furent foudroyés dans les années 1960. Au cours de sa très longue vie, il fut le témoin d'actes judiciaires (lire le paragraphe « XVe siècle » ci-dessous), mais aussi de rendez-vous amicaux ou galants. Pour beaucoup, il est encore aujourd'hui un but idéal de promenade en famille, à l'occasion d'une fête religieuse par exemple. En 1984, sa circonférence mesurait 9,5 mètres au niveau du sol et 4 mètres à 1,5 mètre de hauteur. Un écriteau citant des historiens locaux a été cloué sur son tronc par un auteur anonyme, à une date inconnue, et portant l'inscription "restauré en 2009 par Mr Chazal".

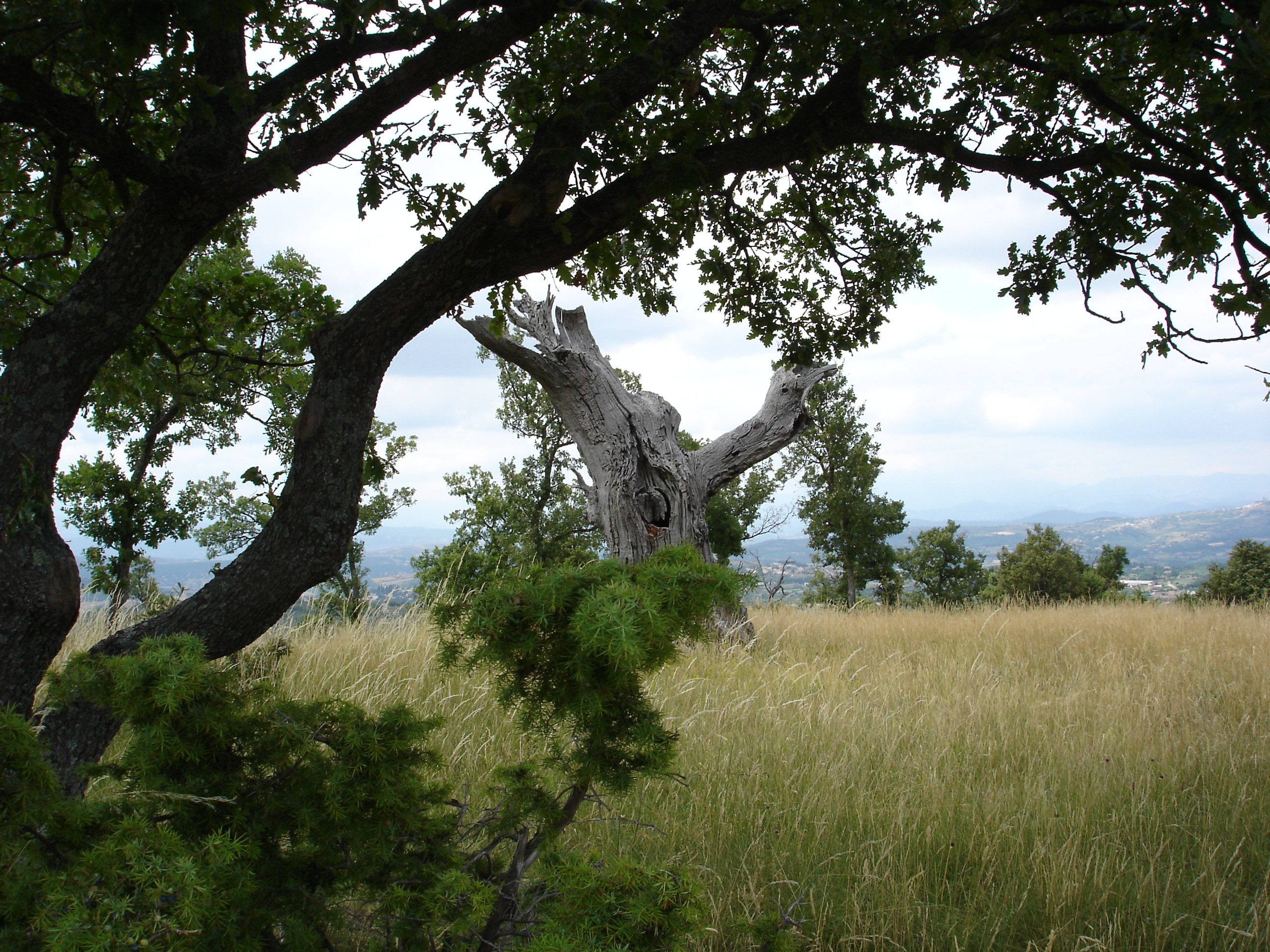
L’arbre Ferrat 13 juillet 2009.
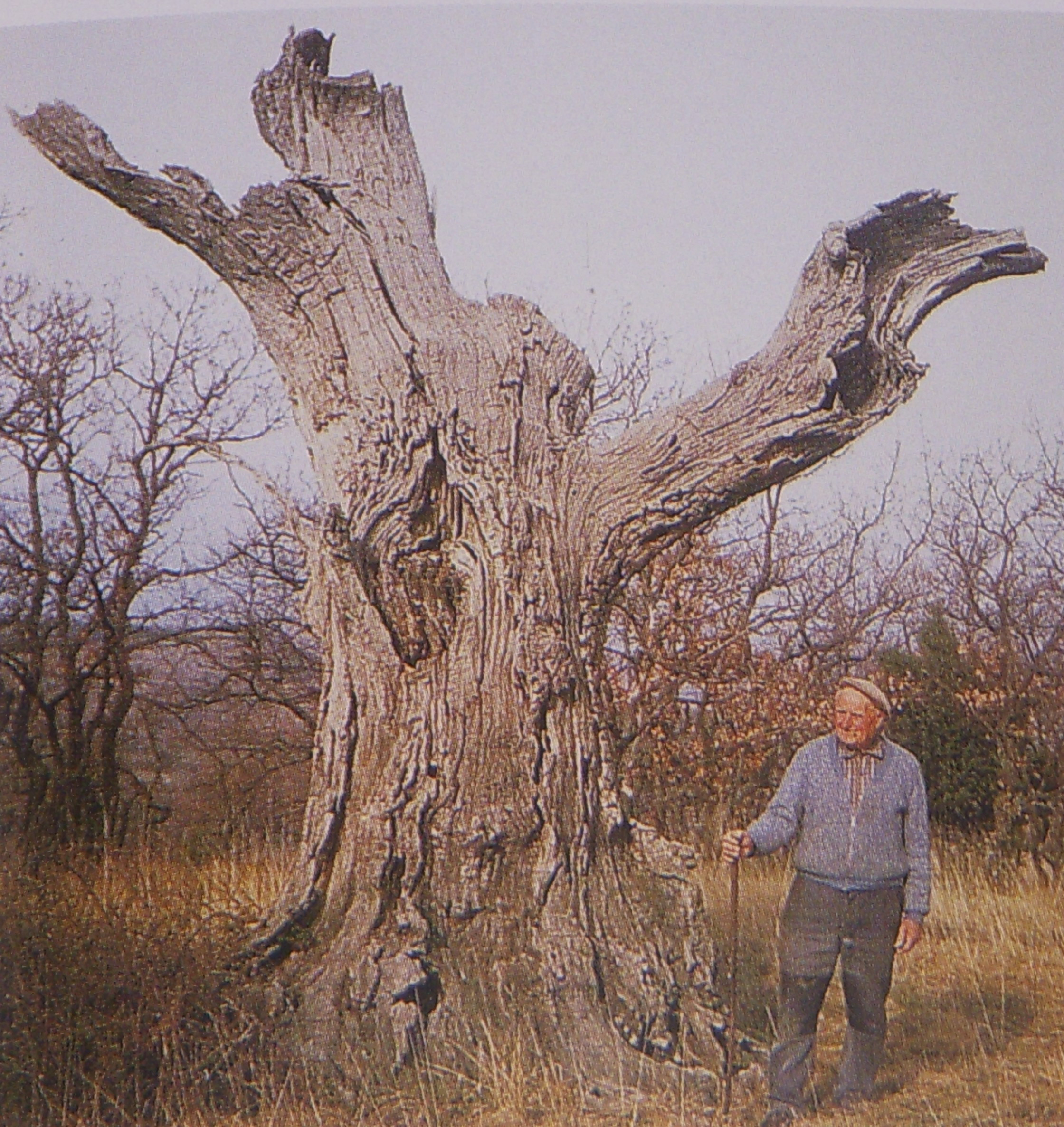
De plus près, en 1994 (Paul Bousquet).
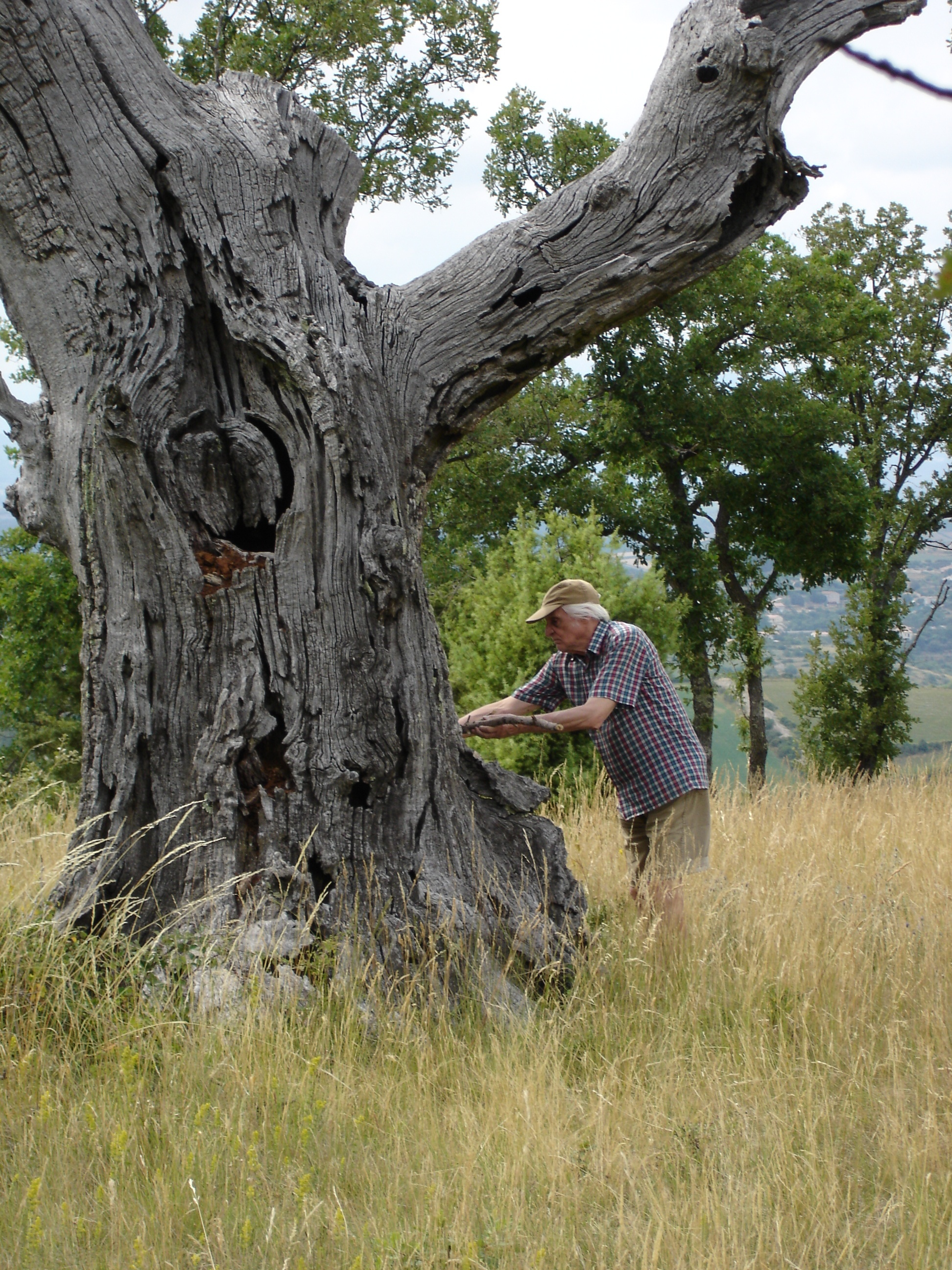
Une circonférence qui se mesure encore en 2009 (André Barbe).
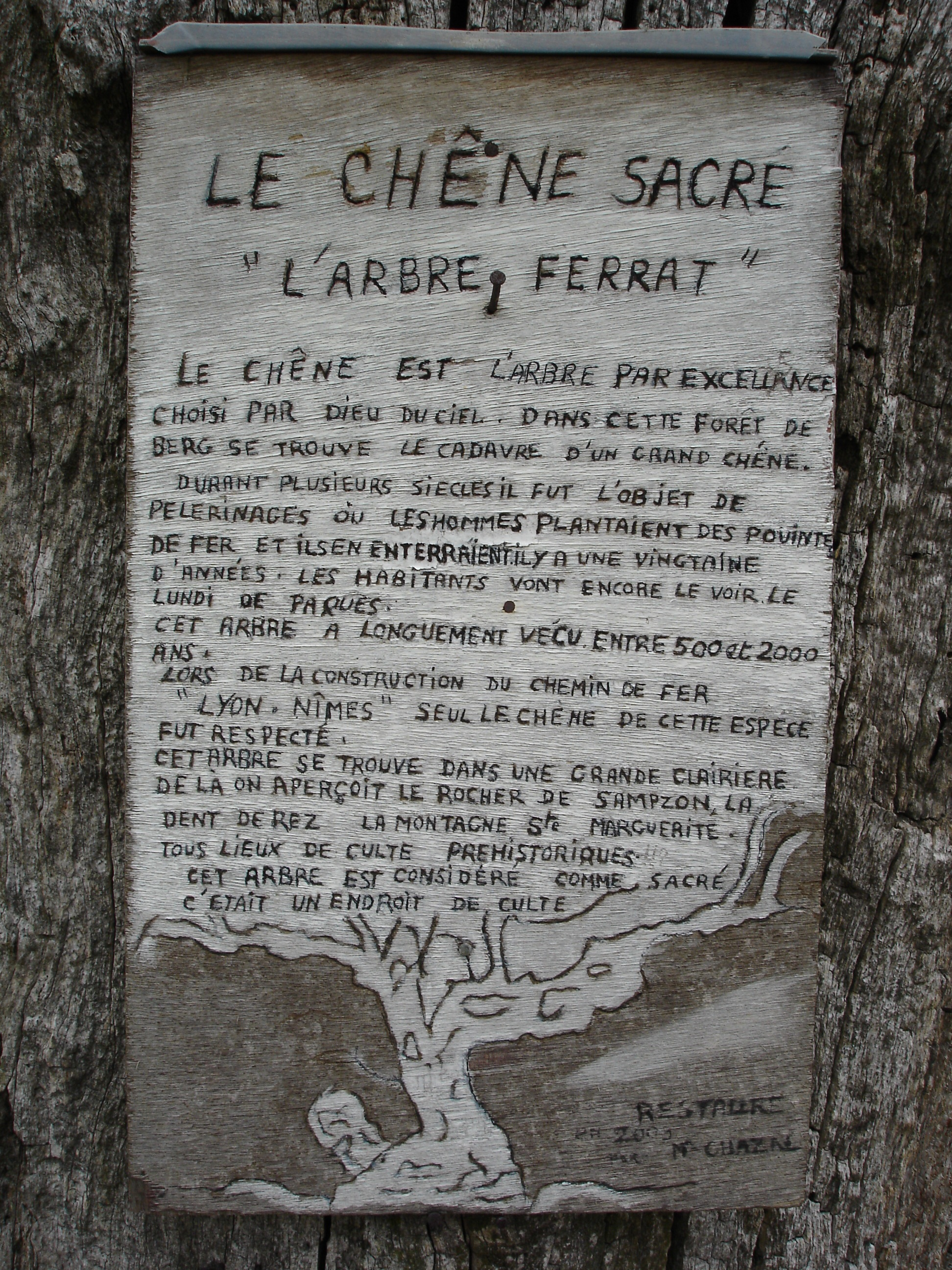
Écriteau anonyme cloué sur l'arbre[65].

Dans son livre intitulé Guérisseurs et remèdes populaires dans la France ancienne (Éditions Horvath, 1983), Pierre Ribon publie une photographie de l'arbre Ferrat encore bien vivant (cf. ci-dessous), prise par son père Marius Ribon, à l'occasion d'une promenade familiale effectuée le dimanche de Pâques 1938, l'année où il publiait sa Notice historique consacrée à Saint-Andéol-de-Berg.
 « Le site est impressionnant, même de nos jours, pour qui sait voir, écouter, sentir, imaginer. On devine en ce lieu la présence d'un Grand Passé. » écrit Pierre Ribon.

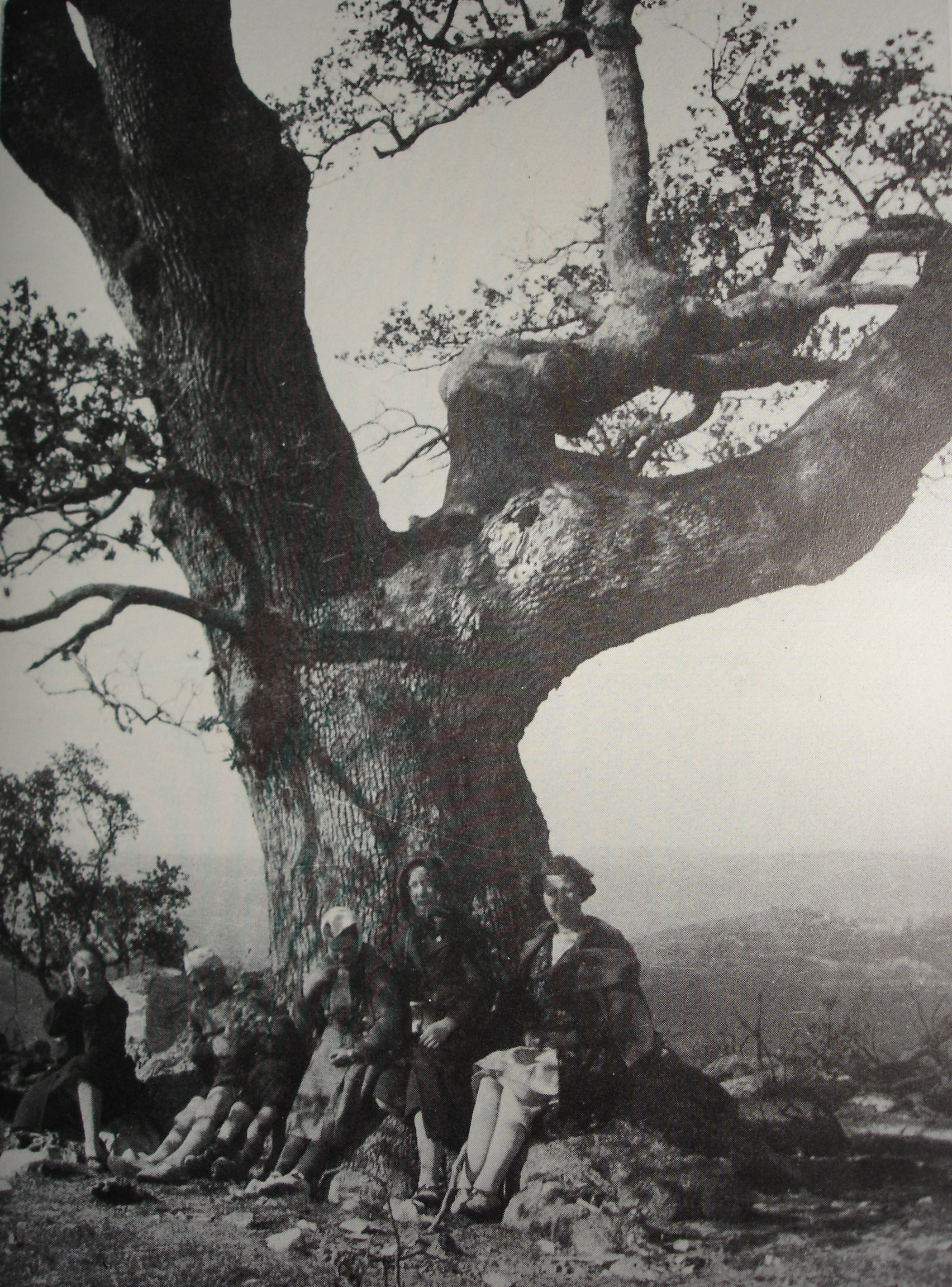
L'arbre Ferrat, le 17 avril 1938 (Marthe Ribon, à l'extrême gauche, et Madeleine Saunier, à l'extrême droite).

### Antiquité
À la suite de la Guerre des Gaules, conduite par Jules César de 58 à 51/50 av. J.-C., le territoire qui correspond à la France d'aujourd'hui est totalement sous la domination de Rome. La Gaule transalpine, qui correspond aux régions de Languedoc-Roussillon, Provence-Alpes-Côte d'Azur et Auvergne-Rhône-Alpes, avait déjà été conquise par les Romains, entre 122 et 118 av. J.-C., et les Helviens, qui habitaient la région correspondant au département de l'Ardèche, avaient soutenu Jules César contre Vercingétorix (cf. Histoire de l'Ardèche).

### DuVeauIXesiècle
Aux Ve et VIe siècles, la région se trouve sous la domination des Burgondes, peuple d'origine germanique (cliquer sur  la carte du Royaume burgonde au Ve siècle).
Pour Marius Ribon, « La date de la fondation de Saint-Andéol-de-Berg n’est pas très sûre. Cependant, il semble que la destruction d'Alba-la-Romaine, vers 411, ait provoqué la fuite d’un certain nombre de ses habitants dans les forêts qui couvraient alors entièrement la région de Berg, et que ces fuyards auraient alors constitué une première communauté, installée sur un territoire correspondant à celui du village d'aujourd'hui. »
Pour Jean Volane (pseudonyme d'Auguste Bourret), « C’est sous saint Avolus, le cinquième évêque d’Alba, que la capitale de l’Helvie (Alba-la-Romaine) fut pillée et incendiée par Chrocus, roi des Vandales, en 411, et totalement anéantie par les Goths et les Alains qui, pendant dix ans, ravagèrent la contrée. Après la destruction d’Alba, le siège de l’église helvienne fut transporté par l’évêque Auxonius à Vivaria (Viviers), qui donna son nom à notre province : rien n’a résisté à la fureur des barbares. Ils n’ont rien épargné, ni le sacré, ni le profane, ni la faiblesse du sexe, ni celle de l’âge : peuple, prêtres, vierges, évêques, tout a été frappé sans distinction, envoyé au supplice ou conduit en esclavage. Les moissons, les vignes, les oliviers ont péri dans les flammes. Les ronces et les épines effaceront bientôt la trace de tout ce qui a vécu. Quand tout l’Océan aurait inondé les Gaules, il n’aurait pas commis de si terribles ravages. » (Saint Prosper (403-463), chroniqueur aquitain, prêtre de Marseille). »
Pour d'autres, « L'existence réelle de Chrocus n'est aucunement prouvée, bien que l'on lui ait prêté nombre de destructions de cités romaines (Alba…). Or, l'archéologie n'a pas apporté de traces de destructions rapides de ces cités. Il s'agit plutôt d'un chef mythique, non toutefois sans une certaine historicité (invasion des Alamans sous le règne de Valérien (253-260). »
Ainsi, pour Jean Moulin, « Les campagnes successives de fouilles du site d'Alba ont démontré que la cité n'a pas connu de destruction massive, mais au contraire un déclin très lent, qui s'est accentué avec le transfert du siège épiscopal d'Alba à Viviers. »
Par contre, il est certain qu'« à la fin du VIIe siècle, la paroisse de Saint-Andéol-de-Berg était fondée ».
« Il est aussi établi que le mas de la famille Deborne (maison de Patafla, aujourd'hui) existait déjà en l'an 877, comme l'atteste la Charta Vertus, une charte de Charles le Chauve. » (Charles le Chauve : roi de Francie occidentale de 843 à 877, et empereur d'Occident de 875 à 877). Deborne est le plus ancien nom de famille connu à Saint-Andéol-de-Berg.

### XIIeetXIIIesiècles

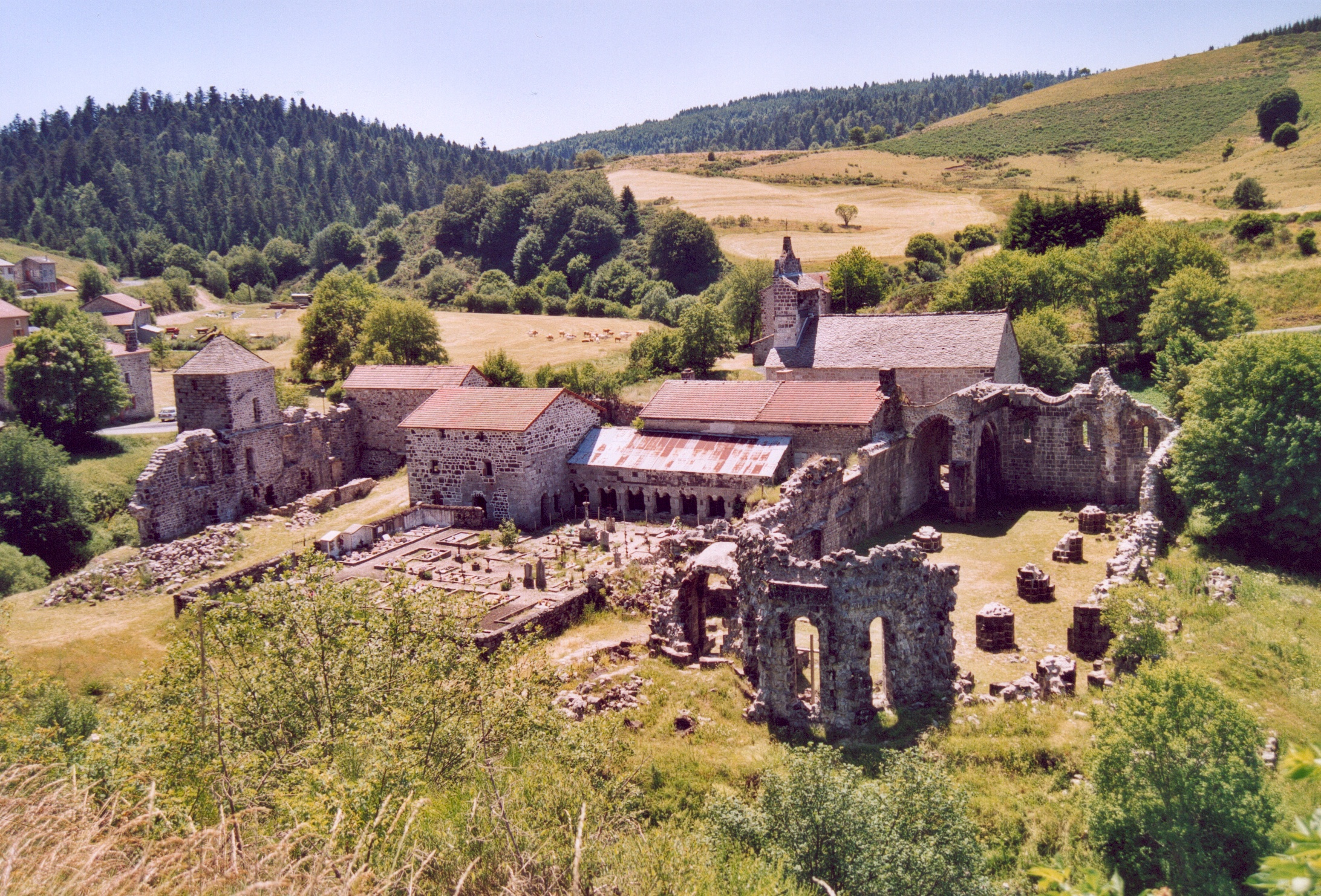
Abbaye de Mazan (Ardèche).

Les abbayes cisterciennes possédaient généralement des exploitations éloignées de leur monastère et connues sous le nom de « granges ».

Les moines de l'ordre de Cîteaux appartenant à l'abbaye de Mazan,, exploitèrent une grange dans la montagne de Berg, jusqu’en 1554,.

La grange de Berg constituait un petit prieuré, dirigé par l'un des religieux qu'on appelait « le Maître de la Grange ».
« Au début du XIIIe siècle, à la suite de dons et d'acquisitions, les moines possédaient tout le pourtour de Saint-Andéol-de-Berg. Les conflits pour l'usage des sources (dont celle du Bouyril) et des pâturages étaient fréquents entre les religieux et les habitants de Saint-Andéol-de-Berg qui vivaient surtout d'élevage. C’est ainsi qu’en 1280, ceux-ci tuèrent un moine et pillèrent la grange ». 

L'incident est très grave et, en 1281, une sentence retire donc aux paysans de Saint-Andéol les droits de pacage sur l'Épine, Jalades et le Cros de Berg et les droits d'abreuvage à Chabridières et à Bouyril. De plus, pour que le pardon religieux soit accordé, deux Consuls du village (équivalents des maires et adjoints d'aujourd'hui) doivent se présenter la corde au cou à la porte de Mazan, pour y faire amende honorable, le 15 août, jour de la fête de l'Assomption de la Vierge Marie.
Pour Marius Ribon, « Ce drame accéléra la fondation de la Bastide de Villeneuve-de-Berg », en 1284, par le roi de France Philippe III le Hardi, fils de Saint Louis, et l’abbé de Mazan, propriétaire de la commune de Villeneuve-de-Berg et désireux de se mettre sous la protection de la Couronne, et valut à Saint-Andéol-de-Berg « de jouer un jour, un seul jour il est vrai, un rôle important dans l'histoire du Vivarais ».
Pour Jean Moulin, « Il faut chercher la cause de cette fondation dans l'évolution interne des cisterciens et dans la politique expansionniste des Capétiens, à la suite de leur mainmise sur le Languedoc oriental, mais il reste vrai cependant que l'événement de 1280 contribua largement à précipiter le processus déjà engagé ».
Sur le site internet de Villeneuve-de-Berg, il est écrit que la bastide naquit de la convergence « des intérêts d'un pouvoir royal soucieux de faire pénétrer l'influence capétienne dans les principautés du Midi » avec ceux « d'une communauté de moines déterminés à sauvegarder leurs ressources, fût-ce au prix d'un partage de souveraineté ».
Ainsi donc, le 12 et le 25 novembre 1284, l’abbé cistercien de Mazan et le sénéchal de Beaucaire, représentant du roi, signèrent devant notaire une charte de paréage, concrétisant la fondation en pays de Berg d’une Ville Neuve, en co-seigneurie.

#### Seigneurie de Saint-Andéol-de-Berg

Armoiries de la famille d'Aps

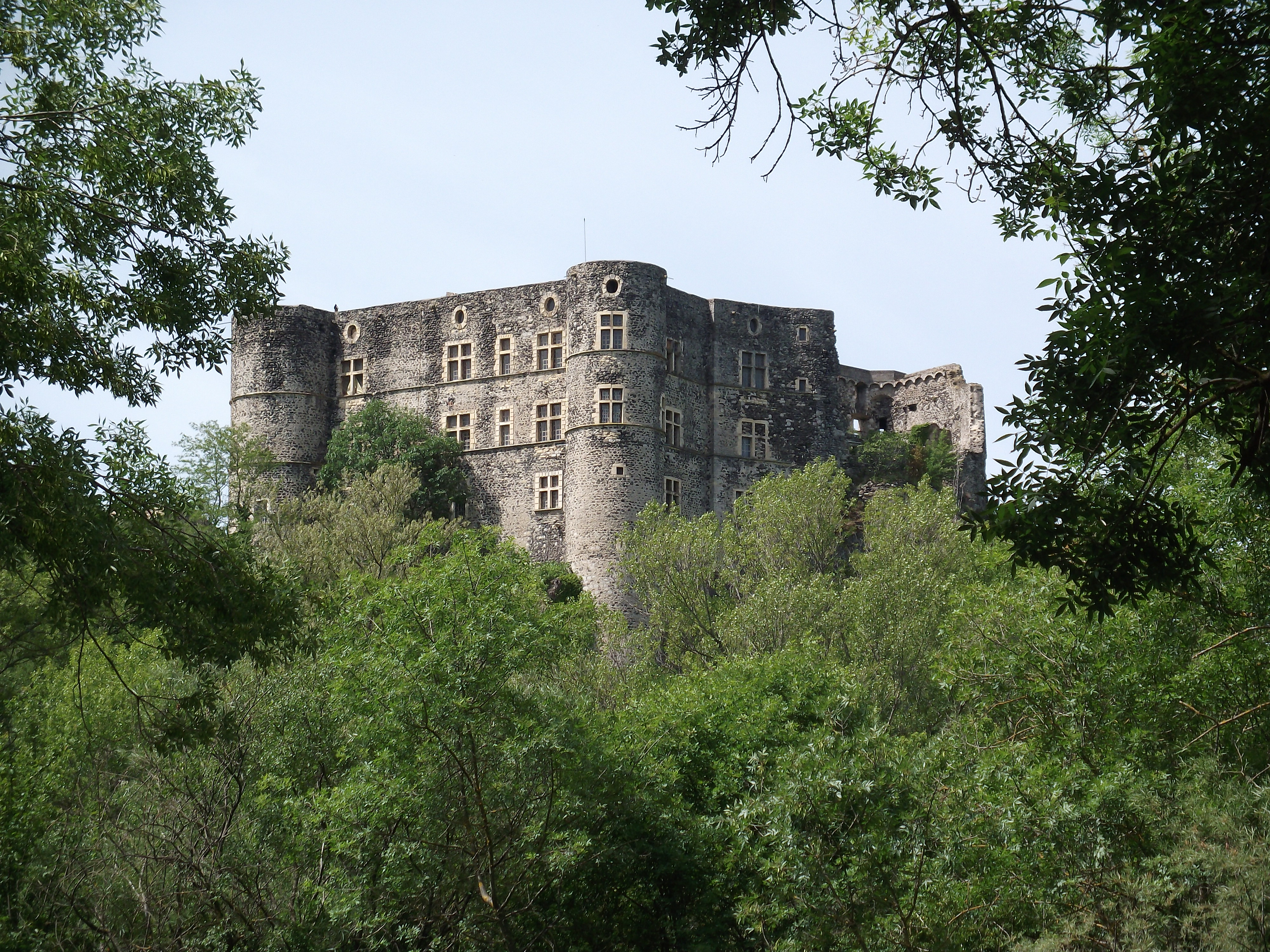
Château d'Alba-la-Romaine

Au XIIIe siècle, Saint-Andéol-de-Berg fait partie de la baronnie d'Aps (Alba-la-Romaine),,,.
La famille d'Aps, alias d'Achas, possède la seigneurie d'Aps depuis le XIe siècle (armoiries qui se lisent « d'argent à la tour crénelée d'azur maçonnée de sable »). On sait que c'est une baronnie grâce à l'hommage d'un membre de cette famille à l'évêque de Viviers, Arnaud de Vogüé, en 1250.
La famille d'Aps et la famille des Deux-Chiens (alias "de Douchanès" ou "de Douchanet"; en latin, le nom se dit de duobus canibu) se partagent la seigneurie d'Aps. L'évêque de Viviers était tenu d'offrir deux chiens (des lévriers) au seigneur des Deux-Chiens, en retour d'hommage à chaque changement de baron. L'évêque Bermond d'Anduze le fit en 1241, de même que l'évêque Aimon de Genève en 1262, présents dûment constatés par des actes publics (docteur Francus = Albin Mazon - 1828-1908, Voyage au pays helvien, Imprimerie du « Patriote », Privas, 1885).
Généalogie de la famille des Deux-Chiens :
- Pons I des Deux-Chiens, marié à Bronne de Verfeuil,
- Pons II des Deux-Chiens, marié à Gaufride de Chamaret,
- Blonde des Deux-Chiens (petite fille de Pons I, nièce de Pons II), mariée à Giraud Adhémar de la branche de Grignan.

Après la fête de Pentecôte de 1267, Pons II des Deux-Chiens fait un appel au Roi de France, Louis IX (Saint Louis), afin d'être sous sa protection : c'est le rattachement de la seigneurie d'Aps au royaume de France. En 1281, le Roi accorde une charte aux habitants d'Aps. Pons II des Deux-Chiens meurt avant 1290 sans héritier direct. La seigneurie d'Aps revient donc à sa nièce, Blonde des Deux-Chiens.

#### Blonde des Deux-Chiens
Née vers 1252, mariée
vers 1282 avec Giraud Adhémar VI, de l'illustre famille d'Adhémar,, Blonde des Deux-Chiens, baronne d'Aps, était la suzeraine de Saint-Andéol-de-Berg. Après Pons I et Pons II des Deux-Chiens au XIIIe siècle, la branche de Grignan de la famille d'Adhémar régna sur Aps et Saint-Andéol-de-Berg pendant trois cents ans, du XIVe au  XVIe siècle, leur règne se terminant avec Anne de Saint-Chamond (1500-1573) - femme de Louis Adhémar décédé vers 1559 sans postérité - les Brunier de Larnage, descendant des Adhémar par Catherine d’Adhémar qui avait épousé en 1508 Jacques de Brunier, seigneur de Larnage, renonçant à la baronnie d'Aps en 1670,.

#### Les Adhémar en Allemagne

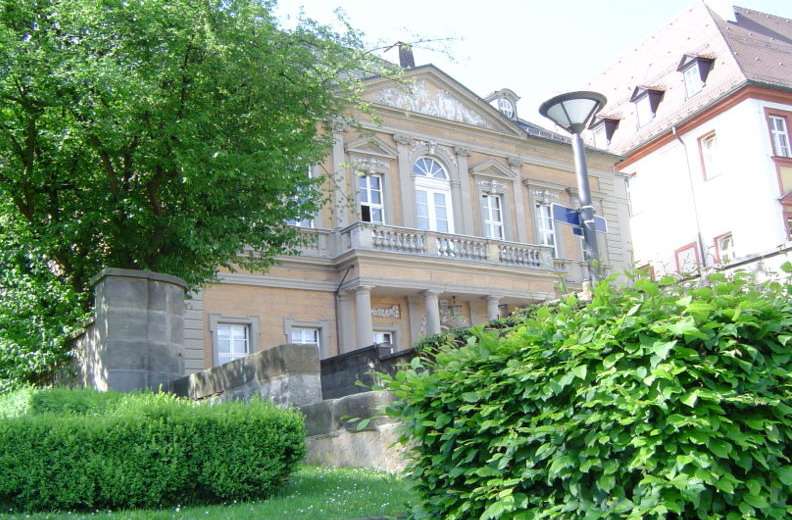
Le Palais d'Adhémar
à Bayreuth en Bavière.

Il existe un palais d'Adhémar en Allemagne, à Bayreuth.
 Ce Palais,, a été construit en 1759, juste à la gauche de sa propre maison (Gontardhaus), par l'architecte Carl von Gontard (1731-1791) (fils du maître de ballet de la maison du margrave de Bayreuth, arrière-petit-fils d'un huguenot du Dauphiné et descendant direct d'Hugues Gontard, coseigneur de Saint-Andéol-de-Berg quatre siècles avant sa naissance), pour son ami le marquis Antoine-Honneste d'Adhémar de Monteil de Brunier (1710-1785) (familier de Voltaire à partir de 1749, Grand maître à la cour de la margravine Wilhelmine de Brandebourg-Bayreuth à partir de 1752, et descendant direct de Blonde des Deux-Chiens, suzeraine de Saint-Andéol-de-Berg quatre siècles avant sa naissance,).

#### Le château fort de Saint-Andéol-de-Berg
Ni château, ni enceinte ne sont visibles dans le village actuel. Cependant, Marius Ribon mentionne dans son ouvrage la découverte à Saint-Andéol-de-Berg, en 1842, des « fondements d’un fort carré flanqué de tours circulaires et pouvant mesurer cent mètres carrés de superficie », qui fut le petit château fort de Blonde des Deux-Chiens,, qu'elle légua le 13 juin 1287 à son fils, (Giraud Adhémar VII).

Elle reviendra sur cette donation, le 14 décembre 1296, en se réservant jusqu'à la fin de sa vie (vers 1317) les revenus des biens qu'elle lui avait donnés.

#### Héraldique

Armoiries
des Douchanes (Deux-Chiens).

La municipalité de Saint-Andéol-de-Berg n'a pas adopté de blason pour servir l'image de la commune. Toutefois, l'armorial du Gévaudan (Montauroux)[réf. incomplète] et l'armorial du château d'Alba-la-Romaine sont connus et, au XIIIe siècle, les armes parlantes de la famille des Deux-Chiens étaient « Écartelé : aux 1 et 4 d'argent à deux chiens courant de gueules l'un sur l'autre; aux 2 et 3 d'or au huchet d'azur),, », celles de la famille d'Adhémar étaient « D'or à trois bandes d'azur », Lancea sacra (« Lance sacrée ») étant son cri de guerre et « Plus d'honneur que d'honneurs » étant sa devise, et les armoiries des Adhémar de Grignan étaient « Écartelé : aux 1 et 4 d'or à trois bandes d'azur; aux 2 et 3 de gueules au château d'or sommé de trois tours du même ».

Blason des Adhémar de Monteil.
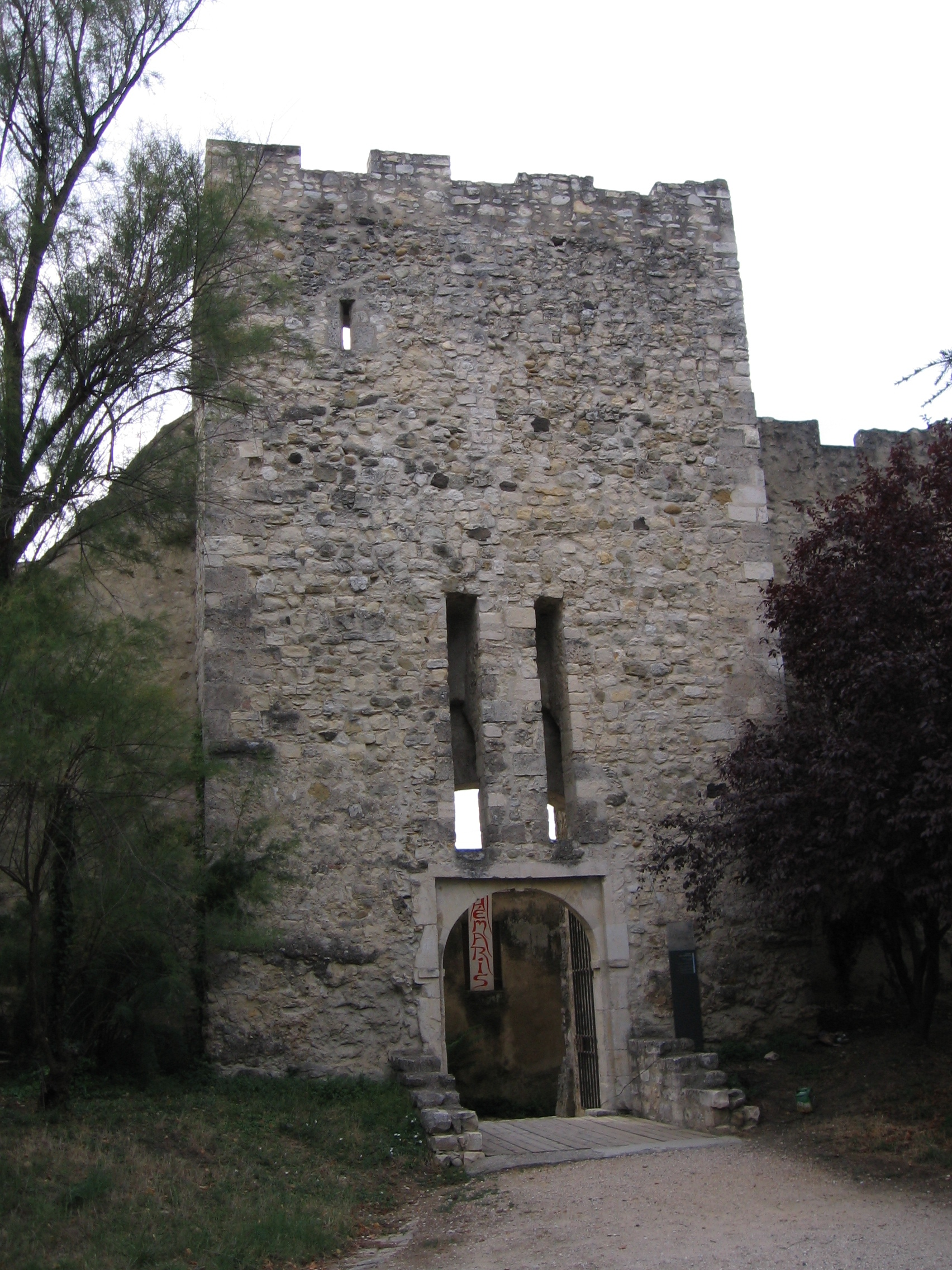
Château des Adhémar Monteil (Montilium Adhemari) Montélimar.
Blason des Adhémar de Grignan.
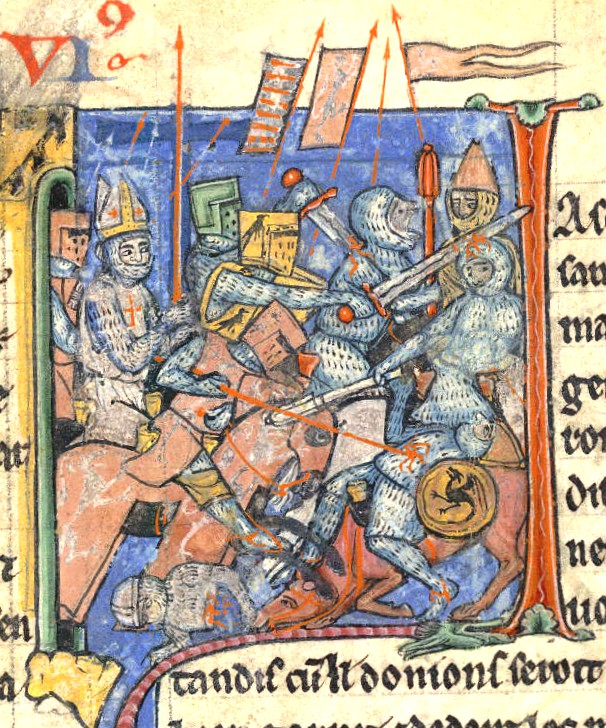
Adhémar de Monteil chargeant les Sarrasins.
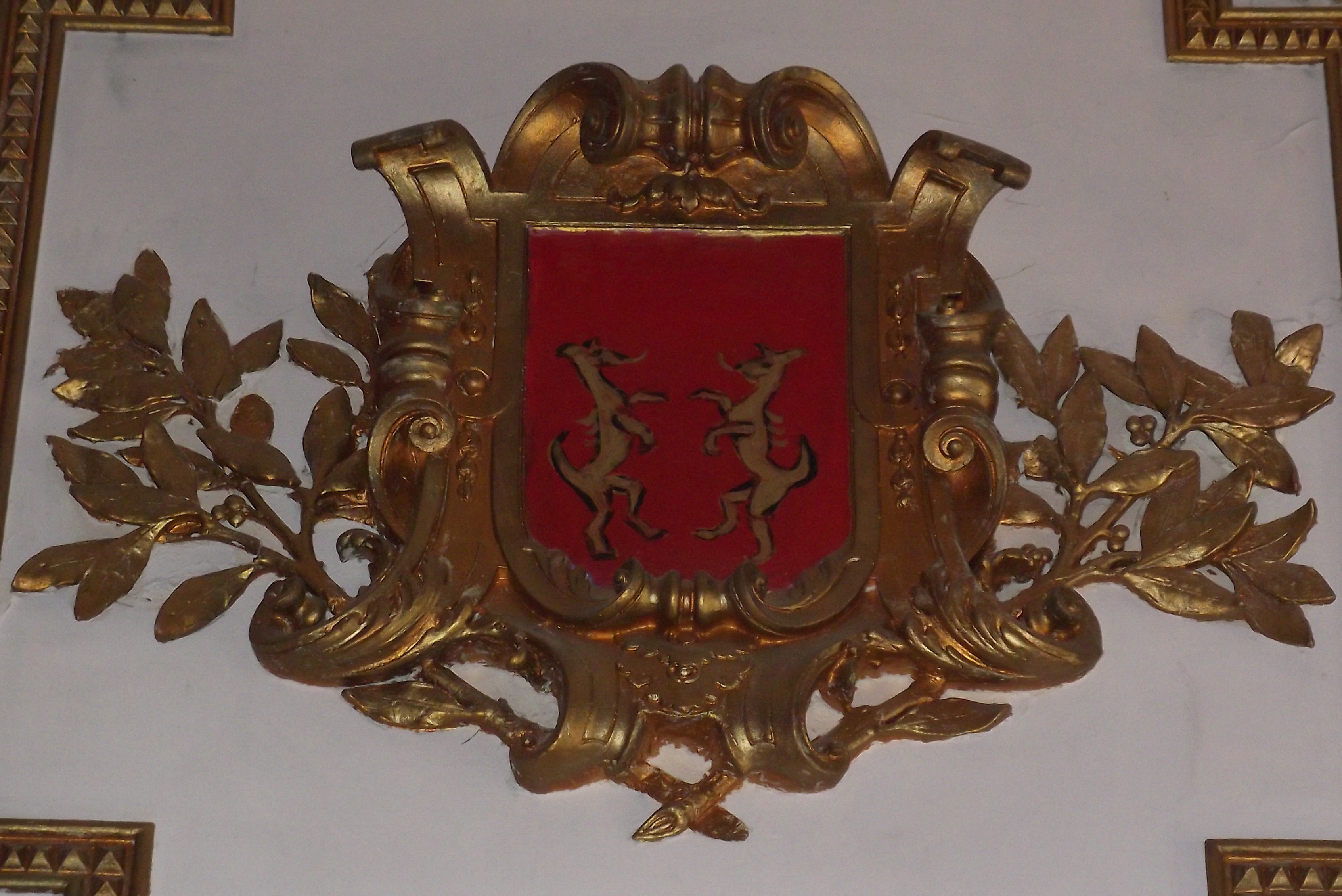
Interprétation libre des armoiries de la famille des Deux-Chiens[Note 8].

### XVesiècle
Le 3 mai 1467, un compulsoire fut signé par les autorités, au pied de l'Arbre Ferrat, pour « graver dans le marbre » les sentences arbitrales de 1265 et 1289 qui, au fil du temps et avec l'aide armée de la Couronne, avaient mis un terme aux conflits de voisinage entre les moines de la grange de Berg et les habitants de Saint-Andéol-de-Berg.
À la fin du XVe siècle, les abbés Pierre, Méraud, Louis I, Louis II et Annet de Grolée restaurent les abbayes de Mazan, Sénanque et Aiguebelle et leurs granges, qui ont souffert de la Guerre de Cent Ans. Ainsi, la grange de Berg est restaurée et, entre 1470 et 1494, une tour et une chapelle lui sont ajoutées par Pierre ou Méraud de Grolée, dont les armoiries familiales figurent encore aujourd'hui sur la tour (une rue importante de Lyon porte le nom d'un de leurs ancêtres qui fut sénéchal de la ville en 1180). Non loin de Berg, à la même époque et pour les mêmes raisons, la grange du Crouzet, située près d'Ailhon et d'Aubenas, est elle aussi fortifiée par Jean de La Roque, abbé de l'Abbaye des Chambons - fille de Sénanque et petite-fille de Mazan - dont elle dépend.
En juillet 1492, quelques semaines avant que Christophe Colomb ne découvre l'Amérique le 12 octobre, un grand incendie dévore meubles et maisons de Saint-Andéol-de-Berg.

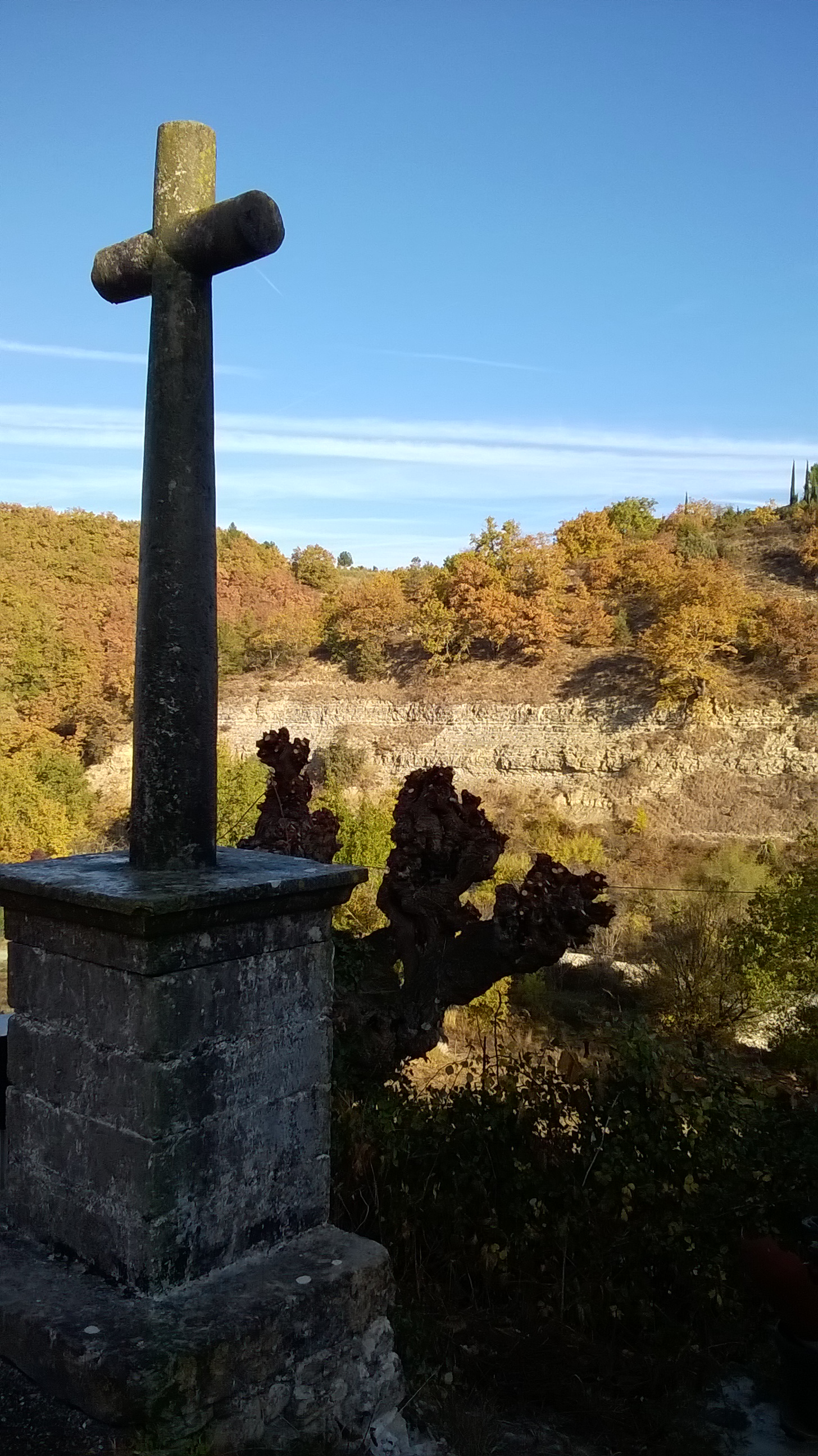
Croix de Ladou.

### DuXVIeauXVIIIesiècle
Au milieu du XVIe siècle, le protestantisme s'est développé dans le Vivarais,, comme dans le reste de la France et, ceci expliquant sans doute cela, La Grange de Berg ne comptait plus un seul religieux et n’était plus un monastère.
En 1573, les Réformés s’emparèrent de Villeneuve-de-Berg et de Saint-Andéol-de-Berg. Les luttes sanglantes entre catholiques et protestants ne cessèrent qu'en 1629, à la suite de la venue du roi Louis XIII à Villeneuve-de-Berg.
De 1720 à 1737, les sentences arbitrales de 1265 et 1289, confirmées en 1467, sont contestées par les laïcs qui, succédant aux religieux, exploitent le domaine de la Grange de Berg pour le compte de l'abbaye de Mazan. Plusieurs procès seront nécessaires pour déterminer les droits de pacage des uns et des autres. Un jugement rendu en 1737 donna finalement pleine propriété aux habitants de Saint-Andéol-de-Berg, sur les terrains et les bois des lieux encore appelés aujourd'hui, Mezeyras, Mas-Giraud et Cros-de-Berg.
En 1789, les Saint-Andéolais présentèrent un cahier de doléances, conservé de nos jours dans les Archives départementales. Ce cahier soulignait la sécheresse et l'aridité du terroir de la commune, précisait que les biens de l'abbaye de Mazan étaient les meilleurs et les plus productifs et que le reste était majoritairement consacré au pacage de bêtes à laine. Il demandait par exemple, « l’établissement d’un impôt sur le luxe, basé sur les domestiques, les voitures et les chevaux d’agrément » et « l’augmentation du traitement des curés ».
La municipalité profita de la suppression des ordres religieux et de la nationalisation de leurs biens, en 1790, pour agrandir la superficie des terrains communaux.

### DuXIXeauXXesiècle

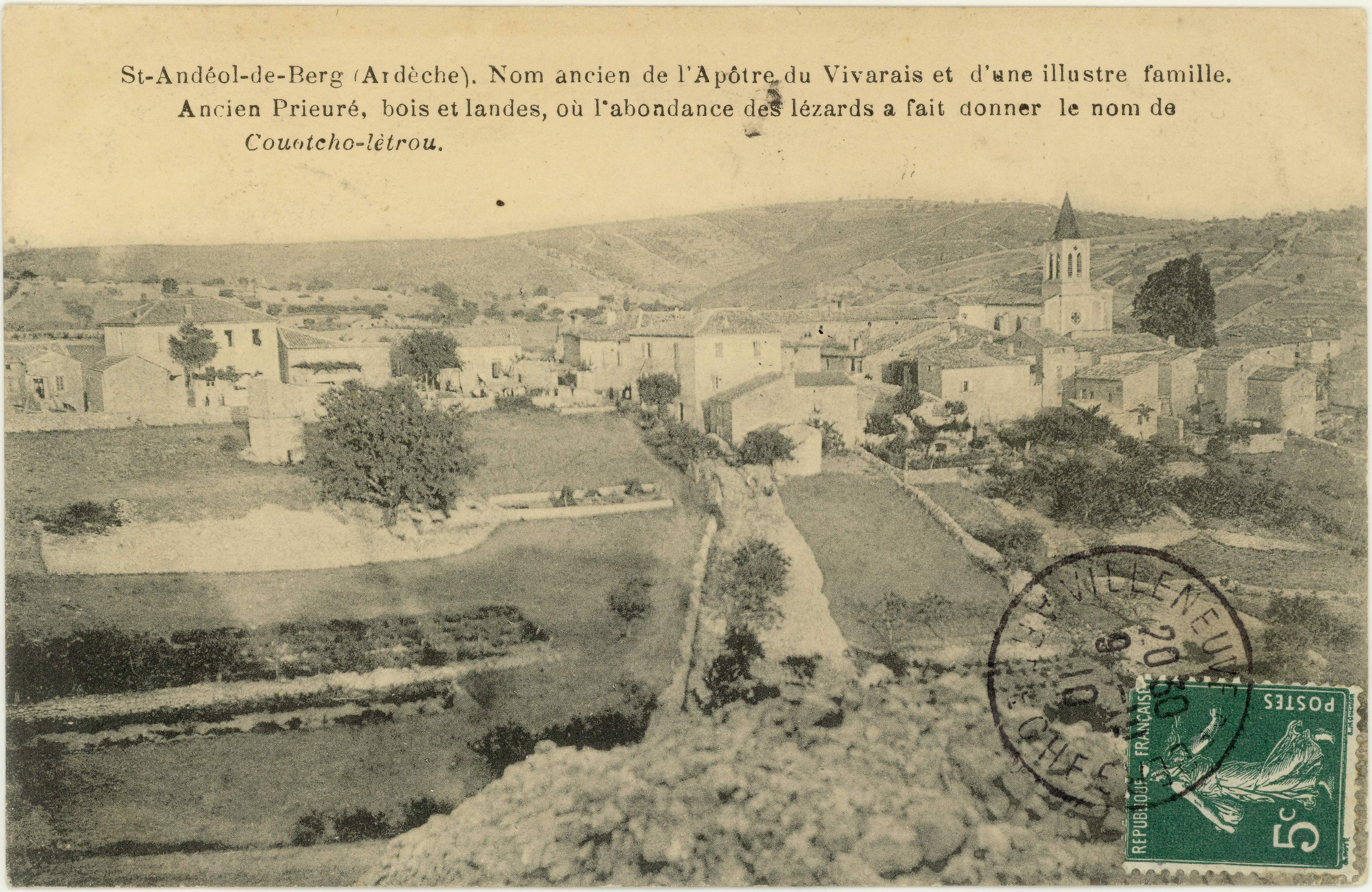
Saint-Andéol-de-Berg en 1910, quand les Saint-Andéolais étaient encore surnommés Couotcho-létro (Chasseurs de lézards).
À gauche, le grand bâtiment accueillant l'école jusqu'en 1950 et, devant lui, le pigeonnier.

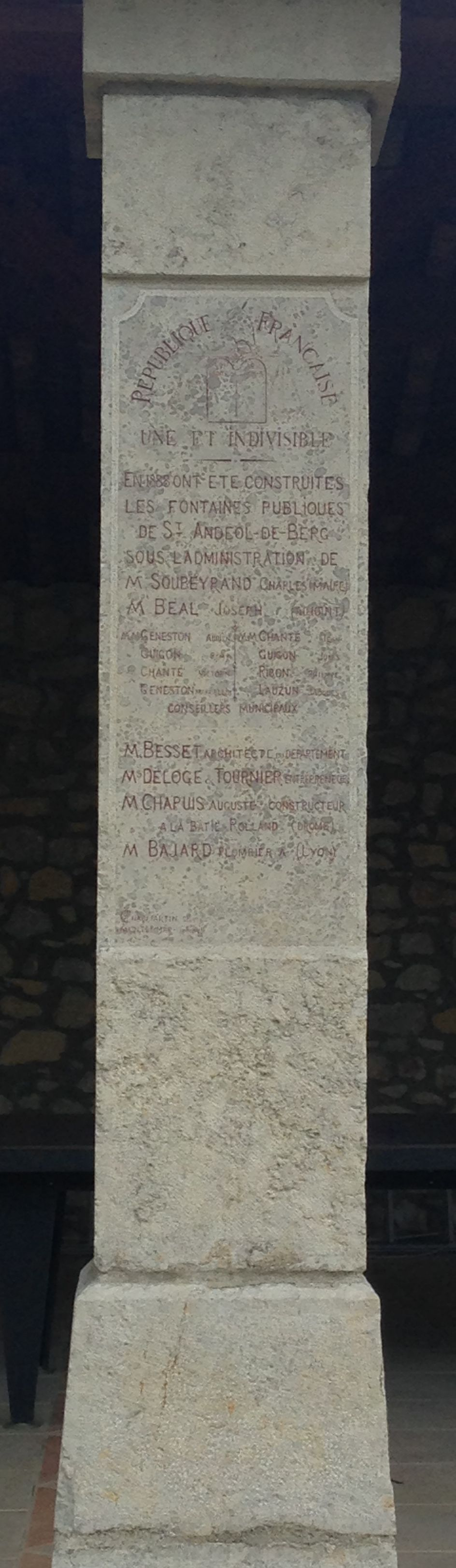
Construction des fontaines
en 1888.

Au cours du XIXe siècle, le très vaste domaine communal constitué par les Saint-Andéolais subit des amputations, en particulier à la suite des Révolutions de 1830 et 1848 (vente de certains biens à des propriétaires privés ou à l'État).
En 1856, les 402 habitants recensés à Saint-Andéol-de-Berg vivent principalement de la culture de céréales et d'élevage. On comptait en 1825 plus de mille têtes de moutons et de nombreux commerçants et artisans installés dans la commune.
Entre 1835 et 1865, une route carrossable et les ponts de Chabridières et de Péret sont construits entre le village et Villeneuve-de-Berg. Le chemin de Ladou est créé en 1842. Une mairie est édifiée en 1840 et une nouvelle église en 1855.
Une adduction d'eau est réalisée en 1887, à partir de la source de Bouyril, objet de conflits entre les moines de la Grange de Berg et les Saint-Andéolais, qui l'ont revendiquée tout au long des siècles. Des fontaines publiques sont construites en 1888 (fontaines aujourd'hui disparues ou désaffectées, mais dont la mémoire et l'importance sont soulignées par une inscription, gravée sur l'un des piliers du lavoir public (lui aussi disparu) utilisés pour soutenir le toit de la halle couverte, bâtie en 1997, à l'arrière de l'ancienne cure devenue mairie). Ces travaux très importants sont payés en grande partie grâce à la vente des chênes de la montagne de Berg et des terres du Cros de Berg.
Mais la « saignée » de la Première Guerre mondiale, le progrès et l'exode rural font que le village n'accueille plus que 180 habitants en 1921, 112 en 1946 et 50 en 1975.
L'école catholique ferme en 1914, l'abbé Denis Barbe décède en 1934 et la paroisse ne bénéficiera plus jamais d'un curé résident.
Seuls subsistent encore en 1930, un cordonnier, un coiffeur et une couturière, ainsi que trois épiceries et deux cafés qui cessent toute activité en 1940.

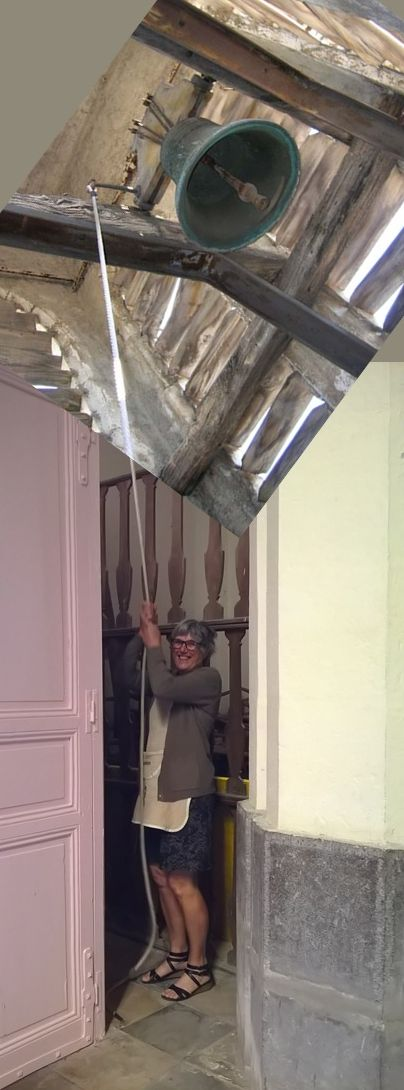
Marthe Chandanson sonne midi à la cloche en Ré de l'église,
le dimanche 16 avril 2017 (Pâques).

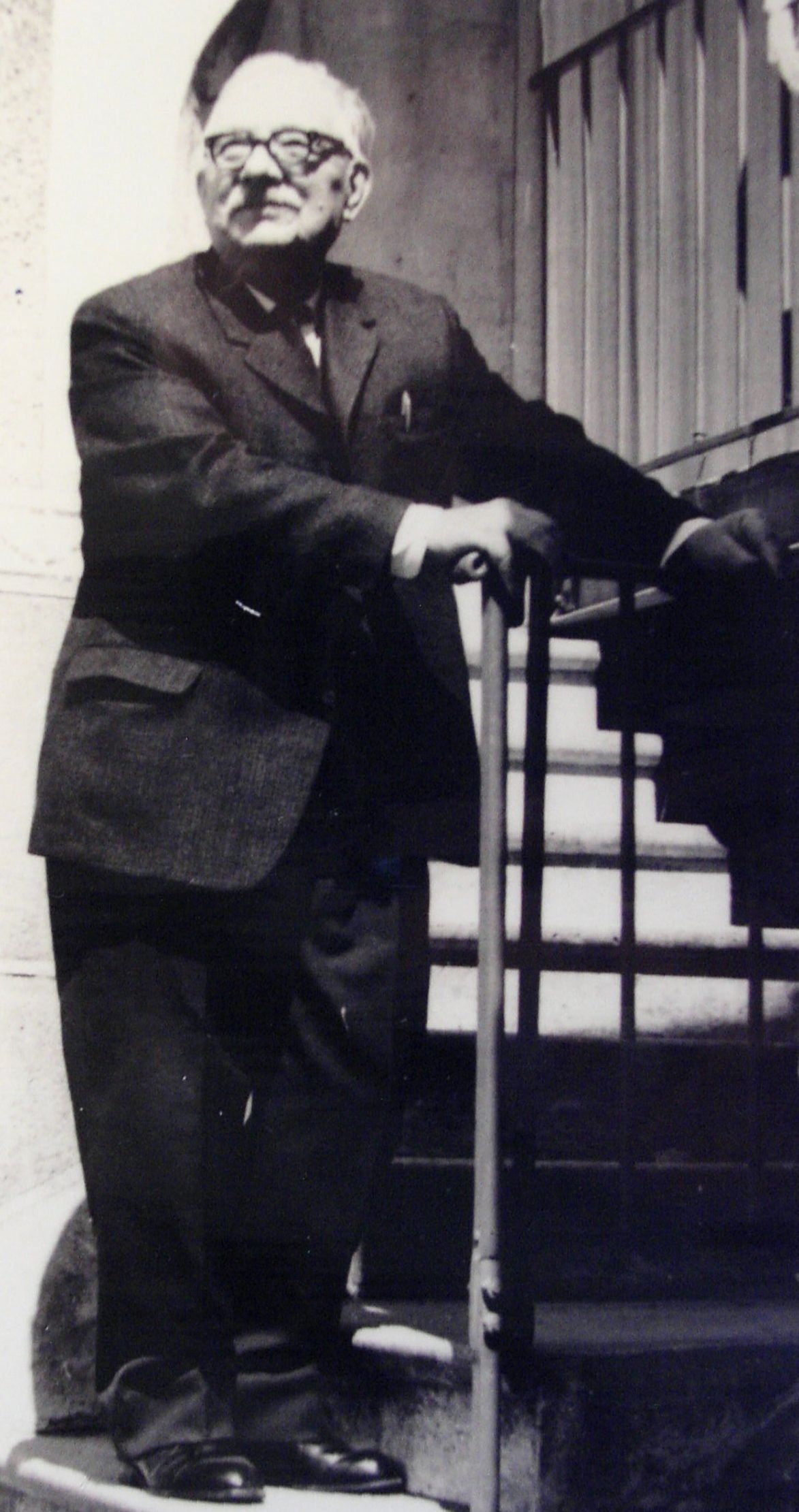
Marius Ribon
en 1968.

En 1938, Marius Ribon, le pharmacien de Villeneuve-de-Berg, descendant d'une famille présente dans le village depuis au moins le milieu du XVe siècle jusqu'en 1958, publie une Notice historique sur Saint-Andéol-de-Berg, seul ouvrage entièrement consacré à cette commune.
Malgré les difficultés, la commune continue de se moderniser : installation du téléphone en 1932, électrification en 1956, nouvelle adduction d'eau en commun avec Villeneuve-de-Berg et  tout-à-l'égout en 1966, construction du pont de Ladou et goudronnage des chemins.
L'école publique ferme à son tour à la rentrée scolaire de septembre 1971.
Des champs de lavandin et des vignes perdurent encore au XXe siècle mais, si on croise encore au bord des routes et des chemins, quelques mûriers et quelques amandiers rescapés, plus de vers à soie, plus d'élevage autre que pour une consommation familiale, plus de culture de céréales (champs petits et pierreux, pas adaptés à la mécanisation, et absence de main-d'œuvre) et plus un seul troupeau de moutons, sauf celui de la proche ferme villeneuvoise de Pierouby qui vient parfois paître sur le territoire de Saint-Andéol-de-Berg, comme en témoigne la photo qui se trouve en haut de cette page.
En juin 1963, l'armée française effectue des manoeuvres militaires à Saint-Andéol-de-Berg et dans ses environs. Est alors étudiée la faisabilité d'implanter un camp militaire, qui aurait entraîné la disparition du village. Devant les oppositions, le projet est abandonné (in Histoire des Ribon VI de Pierre Ribon).
En mai 1972, un grand centre de vacances est inauguré à Villeneuve-de-Berg, à l'entrée du village, sur les parcelles de "Pommier" et "Forcemale", vendues par une association catholique belge à une mutuelle de retraite hollandaise. Des "NL go home" apparaissent sur les routes et murs locaux et, quelques années plus tard, les Saint-Andéolais refusent l'installation sur leur commune (à Serrecourt) d'un autre centre de vacances hollandais, encore plus grand. « Comme on leur a fait des difficultés, ils sont partis à Grospierres. », regrette Jean Guigon, le maire de l'époque favorable au projet (journal Le Progrès du 27 novembre 1976).
À 16 années d'intervalle, Daniel Soubeyrand (29 ans), en 1973, et Louis Guigon (42 ans), en 1989, sont victimes de deux accidents de tracteur identiques, qui endeuillent Saint-Andéol-de-Berg et deux de ses familles, domiciliées tout en haut et tout en bas du village, à ses deux extrémités.
Au XXe siècle, le domaine municipal boisé est encore très important - 962 ha sur les 1 557 ha de superficie de la commune (62 %) - mais coûte désormais plus à la commune qu'il ne lui rapporte. La Grange de Berg et sa tour existent toujours mais appartiennent à un propriétaire privé et laïc. Saint-Andéol-de-Berg a presque triplé sa population par rapport à 1975 et s'est reconverti avec succès dans le tourisme, toujours à l'écart des voies de communication, le chemin de Ladou continuant jusqu'à Valvignères et celui de Serrecourt jusqu'à Alba-la-Romaine, mais n'étant pas très « confortables » pour les automobiles.

### XXIesiècle
En 2010, les habitants apprennent que le sous-sol de leur commune est peut-être riche en gaz de schiste, un très important gisement ayant été découvert autour de Villeneuve-de-Berg et de Valvignères. Les 26 février et 7 mai 2011, plusieurs milliers de personnes manifestent à Villeneuve-de-Berg leur opposition à une exploitation du gaz de schiste en Ardèche
,. Les projets d'exploitation sont suspendus, mais le nouveau président de la République élu en 2012, François Hollande, a déclaré alors qu'il n'était encore que candidat : « Il ne faut jamais rien écarter, surtout si des recherches démontrent qu’on peut obtenir ce gaz sans nuire à la nature. »
Le 11 novembre 2019, alors qu'ils sont en train de commémorer l'armistice du 11 novembre 1918, sur la place de l'Église, les habitants de Saint-Andéol-de-Berg ressentent les secousses d'un fort tremblement de terre, qui frappe la Drôme et l'Ardèche, qui est mesuré à une magnitude de 5,4 sur l’échelle de Richter et dont l'épicentre est proche du village,,.

## Politique et administration

### Jusqu'en 1790
Jusqu'au milieu du XVIe siècle, Saint-Andéol-de-Berg fut sous la tutelle seigneuriale. Puis, jusqu'en 1789, le village a été administré par un Conseil et des Consuls élus par lui.
À partir de 1790, c'est un maire qui dirige la commune, le statut des municipalités étant ensuite officiellement fixé par la Constitution de l'an VIII (1799), qui dote Saint-Andéol-de-Berg d'un conseil municipal de dix membres, présidé par un maire, assisté d'un adjoint.

### Municipalité
Le maire est aujourd'hui secondé par deux adjoints,.
L'ancienne cure jouxtant l'église est devenue « Mairie », le 11 novembre 1995 (après avoir été pendant quelque temps, dans les années 70, une sorte d'auberge de jeunesse communale, appelée "POINT H"), l'ancienne mairie devenant elle-même gîte d'étape, à partir du 22 juillet 2000, avant d'être reconvertie en trois logements conventionnés, en 2017. En 1997, une halle couverte est bâtie à l'arrière de la nouvelle mairie.

## Liste des maires

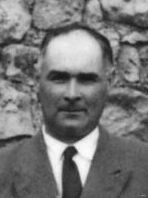
Jean Guigon
(6 novembre 1955), maire de Saint-Andéol-de-Berg,
de 1945 à 1977.

Les candidats à la mairie de Saint-Andéol-de-Berg se présentent généralement sans étiquette. Lors de l'élection présidentielle de 2012, le maire a donné son parrainage au candidat Philippe Poutou . Lors de l'élection présidentielle de 2022, le candidat Jean-Luc Mélenchon est arrivé en tête du premier tour  et le candidat Emmanuel Macron a remporté le second tour (33 voix - 55%) face à la candidate Marine Le Pen (27 voix - 45%).
Entre 1945 et 2014 (69 années), Jean Guigon a été le maire du village pendant 32 ans, Maurice Bousquet, pendant 22 ans, et Régis Ozil, pendant 10 ans.
| Période          | Période          | Identité           | Étiquette | Qualité                           |
| ---------------- | ---------------- | ------------------ | --------- | --------------------------------- |
| 20 mai 1945      | 19 mars 1977     | Jean Guigon        | SE        | Agriculteur                       |
| 19 mars 1977     | 2 septembre 1981 | Charles Chandanson | SE        | Gérant d'Auto-école               |
| 2 septembre 1981 | 19 mars 1983     | Maurice Bousquet   | SE        | Agriculteur                       |
| 19 mars 1983     | 4 juin 1983      | Michel Laurent     | SE        | Préparateur en pharmacie          |
| 4 juin 1983      | 24 mars 1989     | Maurice Bousquet   | SE        | Agriculteur                       |
| 24 mars 1989     | 15 avril 1993    | Régis Ozil         | SE        | Instituteur                       |
| 15 avril 1993    | 14 mars 2008     | Maurice Bousquet   | SE        | Agriculteur                       |
| 14 mars 2008     | 23 mars 2014     | Régis Ozil         | SE        | Gérant de gîte rural              |
| 23 mars 2014     | 28 juin 2020     | Didier Loyrion     | SE        | Responsable technique hospitalier |
| 28 juin 2020     | mandat en cours  | Didier Loyrion     | SE        | Responsable technique hospitalier |

### Fiscalité
| Taxe                                                | Taux appliqué (part communale) | Recettes dégagées en 2008 et en € |
| --------------------------------------------------- | ------------------------------ | --------------------------------- |
| Taxe d'habitation (TH)                              | 5,22 %                         | 7 000                             |
| Taxe foncière sur les propriétés bâties (TFPB)      | 5,96 %                         | 6 000                             |
| Taxe foncière sur les propriétés non bâties (TFPNB) | 55,53 %                        | 2 000                             |
| Taxe professionnelle (TP)                           | 8,15 %                         | 2 000                             |

Si le taux de la taxe foncière sur les propriétés non bâties peut sembler important, il est à mettre en relation avec la très faible valeur locative des terrains non bâtis en Ardèche qui en constitue l'assiette.
Sauf pour la taxe d'habitation, l'imposition par habitant en 2008 s'avérait légèrement inférieure à celle des communes de la strate de Saint-Andéol-de-Berg (communes de moins de 250 habitants).

### Budget
En 2008, le budget de la commune s'élevait à 164 000 € et son endettement à 113 000 €.
Les variations du montant du budget communal proviennent essentiellement de celles des investissements, car la partie fonctionnement du budget est relativement stable. Si les recettes de fonctionnement par habitant sont supérieures à la moyenne des communes de la catégorie, les charges de fonctionnement le sont aussi. Cela permet de dégager une capacité d'autofinancement par habitant double de celle des communes similaires. Pourtant l'endettement de 1 229 € par habitant en 2008 est plus du double de la moyenne des communes de cette strate (442 €/hab). Le montant d'investissement en équipement (531 €/hab) souvent double de celui des communes de cette strate expliquant sans doute cela.
| Évolution de l'endettement (en milliers d’€) : | Évolution des dépenses d’équipement (en milliers d’€): |

## Population et société

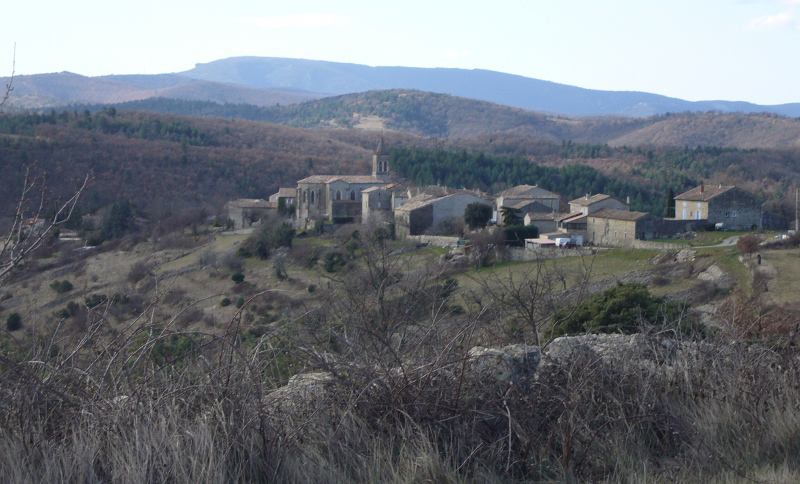
Saint-Andéol-de-Berg et la Dent de Rez au loin à gauche, en février 2011.

Fortement touchée par l'exode rural, la commune a vu sa population chuter de 402 habitants en 1856 (pic démographique correspondant à l'âge d'or de la sériciculture, dans les Cévennes) à seulement 50 en 1975. Entre 1975 et 2010, la population a presque triplé. Environ 70 % des Saint-Andéolais résident au sein même du bourg, 20 % au hameau de Ladou et 10 % se répartissent entre plusieurs quartiers épars (Berg, Mas-Giraud, Cros de Berg et Chabridières).

### Démographie

#### Évolution démographique
L'évolution du nombre d'habitants est connue à travers les recensements de la population effectués dans la commune depuis 1793. Pour les communes de moins de 10 000 habitants, une enquête de recensement portant sur toute la population est réalisée tous les cinq ans, les populations de référence des années intermédiaires étant quant à elles estimées par interpolation ou extrapolation. Pour la commune, le premier recensement exhaustif entrant dans le cadre du nouveau dispositif a été réalisé en 2007.

En 2022, la commune comptait 130 habitants, en évolution de +4,84 % par rapport à 2016 (Ardèche : +2,48 %, France hors Mayotte : +2,11 %).
| 1793 | 1800 | 1806 | 1821 | 1831 | 1836 | 1841 | 1846 | 1851 |
| ---- | ---- | ---- | ---- | ---- | ---- | ---- | ---- | ---- |
| 255  | 220  | 276  | 245  | 303  | 371  | 392  | 394  | 394  |

| 1856 | 1861 | 1866 | 1872 | 1876 | 1881 | 1886 | 1891 | 1896 |
| ---- | ---- | ---- | ---- | ---- | ---- | ---- | ---- | ---- |
| 402  | 367  | 331  | 327  | 360  | 319  | 318  | 275  | 272  |

| 1901 | 1906 | 1911 | 1921 | 1926 | 1931 | 1936 | 1946 | 1954 |
| ---- | ---- | ---- | ---- | ---- | ---- | ---- | ---- | ---- |
| 278  | 280  | 219  | 180  | 163  | 151  | 113  | 112  | 88   |

| 1962 | 1968 | 1975 | 1982 | 1990 | 1999 | 2006 | 2007 | 2012 |
| ---- | ---- | ---- | ---- | ---- | ---- | ---- | ---- | ---- |
| 82   | 87   | 50   | 85   | 99   | 94   | 122  | 126  | 128  |

| 2017 | 2022 | - | - | - | - | - | - | - |
| ---- | ---- | - | - | - | - | - | - | - |
| 123  | 130  | - | - | - | - | - | - | - |

#### Pyramide des âges
En 2021, le taux de personnes d'un âge inférieur à 30 ans s'élève à 31,4 %, soit au-dessus de la moyenne départementale (29,7 %). À l'inverse, le taux de personnes d'âge supérieur à 60 ans est de 34,3 % la même année, alors qu'il est de 32,8 % au niveau départemental.
En 2021, la commune comptait 54 hommes pour 71 femmes, soit un taux de 56,80 % de femmes, largement supérieur au taux départemental (51,22 %).
Les pyramides des âges de la commune et du département s'établissent comme suit :
| Hommes | Classe d’âge | Femmes |
| ------ | ------------ | ------ |
| 0,0    | 90 ou +      | 0,0    |
| 5,2    | 75-89 ans    | 7,9    |
| 25,9   | 60-74 ans    | 28,9   |
| 20,7   | 45-59 ans    | 15,8   |
| 17,2   | 30-44 ans    | 15,8   |
| 19,0   | 15-29 ans    | 13,2   |
| 12,1   | 0-14 ans     | 18,4   |

| Hommes | Classe d’âge | Femmes |
| ------ | ------------ | ------ |
| 1      | 90 ou +      | 2,5    |
| 9      | 75-89 ans    | 11,4   |
| 20,8   | 60-74 ans    | 21,1   |
| 21,2   | 45-59 ans    | 20,3   |
| 16,9   | 30-44 ans    | 16,5   |
| 14,2   | 15-29 ans    | 12,6   |
| 17     | 0-14 ans     | 15,6   |

### Santé
Les habitants de Saint-Andéol-de-Berg se font soigner dans les cabinets et établissements médicaux des communes voisines, principalement auprès des médecins généralistes et au sein de l'hôpital Claude-Dejean de Villeneuve-de-Berg, ou bien au centre hospitalier d'Ardèche méridionale d'Aubenas ou au centre hospitalier de Montélimar. Ils peuvent effectuer une cure aux thermes de Vals-les-Bains,.

### Enseignement

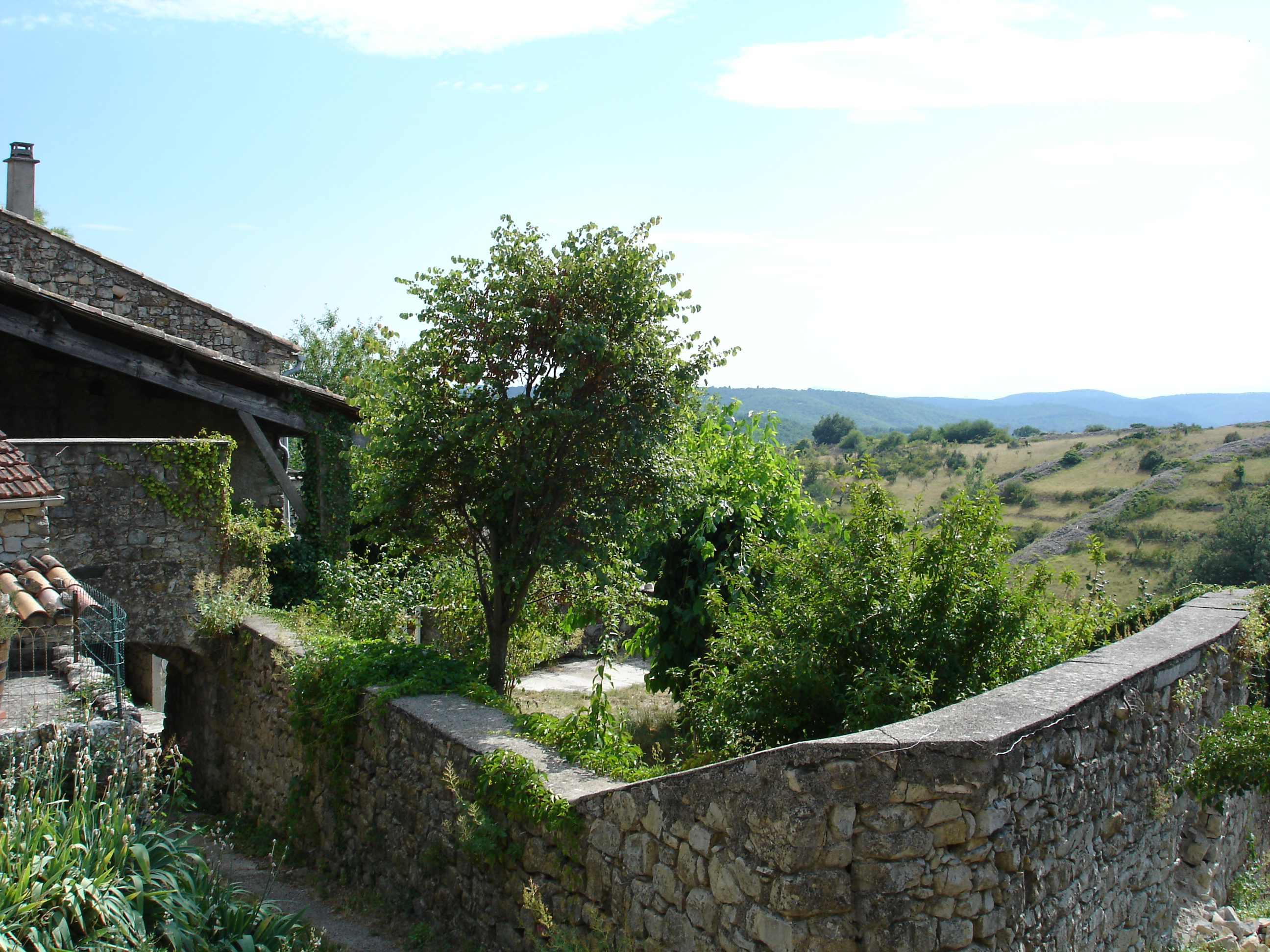
Cour de l'école (1950-1971).

Pour se rendre à la salle des fêtes communale depuis la place centrale du village, on longe en descendant, une maison blanche qui abrita l'école publique de 1950 jusqu'à sa fermeture en juin 1971 (l'observateur attentif peut encore deviner aujourd'hui l'emplacement de sa cour de récréation). On appelait « La Dame » sa dernière institutrice (professeur des écoles), madame Irène Chandanson.
La première mention de l'existence d'un enseignement à Saint-Andéol-de-Berg remonte à 1702. Précepteurs, régents de la jeunesse, maîtres d'école, instituteurs, institutrices se sont succédé. En 1850, l'école est confiée par le conseil municipal, à l'ordre des sœurs de saint Joseph de Vesseaux. En 1887, une école laïque est inaugurée et cohabite avec l'école catholique, jusqu'à la fermeture de celle-ci, en 1914.
De nos jours, les enfants de 2 à 10 ans (depuis septembre 1971) et les jeunes de 11 à 17 ans (depuis toujours) étudient dans les établissements scolaires des communes voisines, principalement à Villeneuve-de-Berg (écoles publiques - maternelle Beaufort et élémentaire Jacques-Dupré - école primaire catholique du Coiron, collège public Laboissière, maison familiale rurale) et à Aubenas (écoles, collèges et lycées publics et privés). Ils peuvent poursuivre leurs études universitaires à Valence ou à Grenoble.
Le lycée agricole public d'Aubenas porte le nom d'Olivier de Serres, père de l’agronomie, né à Villeneuve-de-Berg, auteur en 1600 du Théâtre d’agriculture et mesnage des champs, dans lequel est représenté tout ce qui est requis et nécessaire pour bien dresser, gouverner, enrichir et embellir la maison rustique.
Saint-Andéol-de-Berg fait partie de l'académie de Grenoble.

### Services publics
La mairie met à la disposition des habitants un gîte d'étape, une salle des fêtes (inaugurée le 10 mai 1986), une bibliothèque, un transport scolaire et un accès gratuit à Internet. Le bureau de poste public et la brigade de gendarmerie les plus proches sont basés à Villeneuve-de-Berg.
Le département de l'Ardèche ayant la particularité d'être le seul département métropolitain à ne compter aucune gare ferroviaire de voyageurs sur son territoire, la gare SNCF la moins éloignée est la gare de Montélimar (Drôme).

### Sports

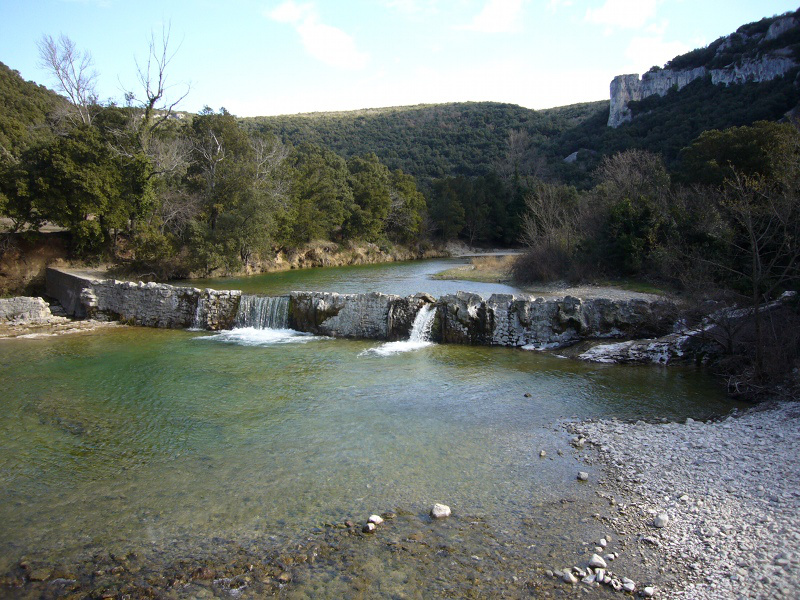
La rivière de l'Ibie
au Trou de La Lune.

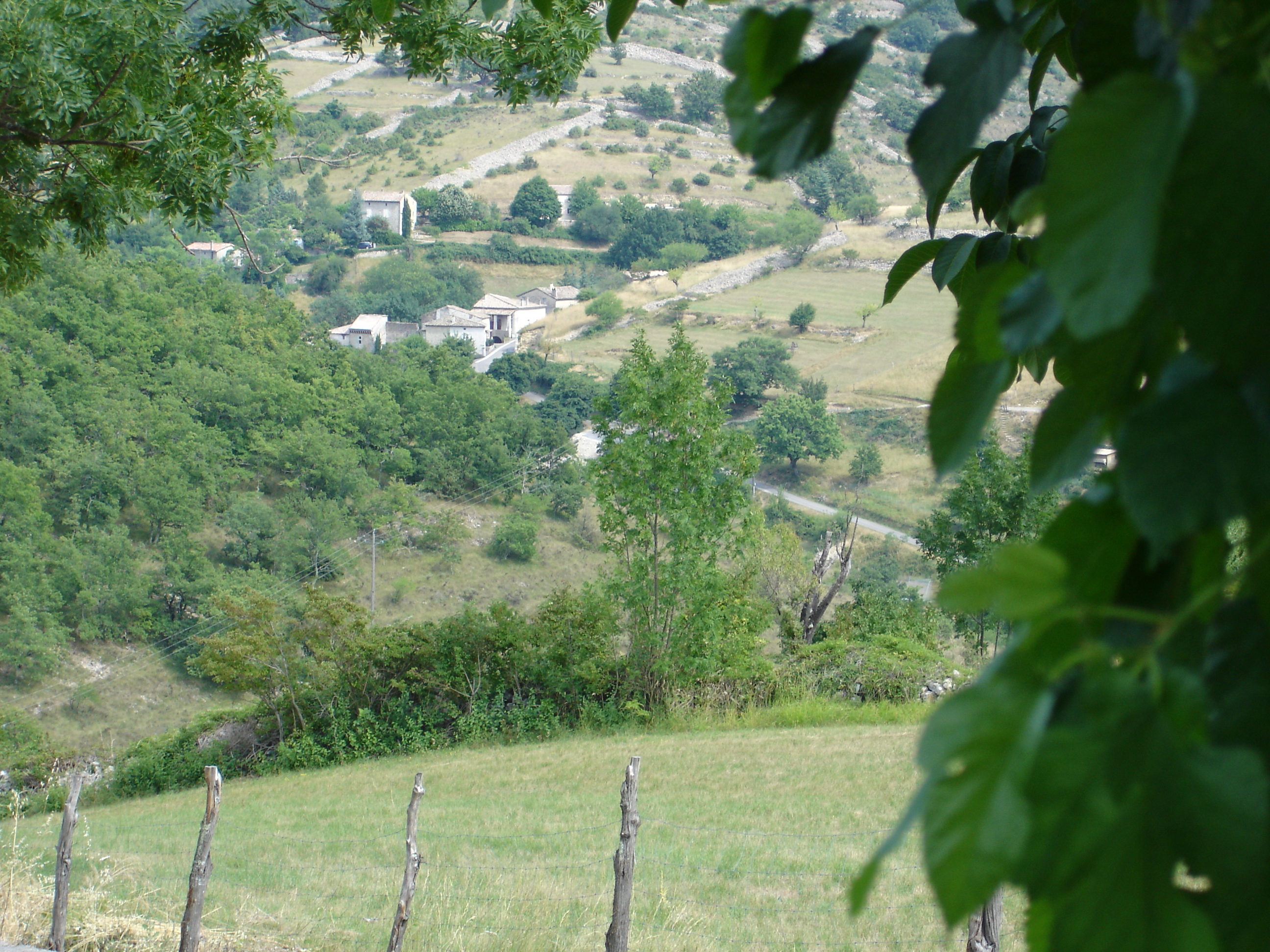
Hameau de Ladou.

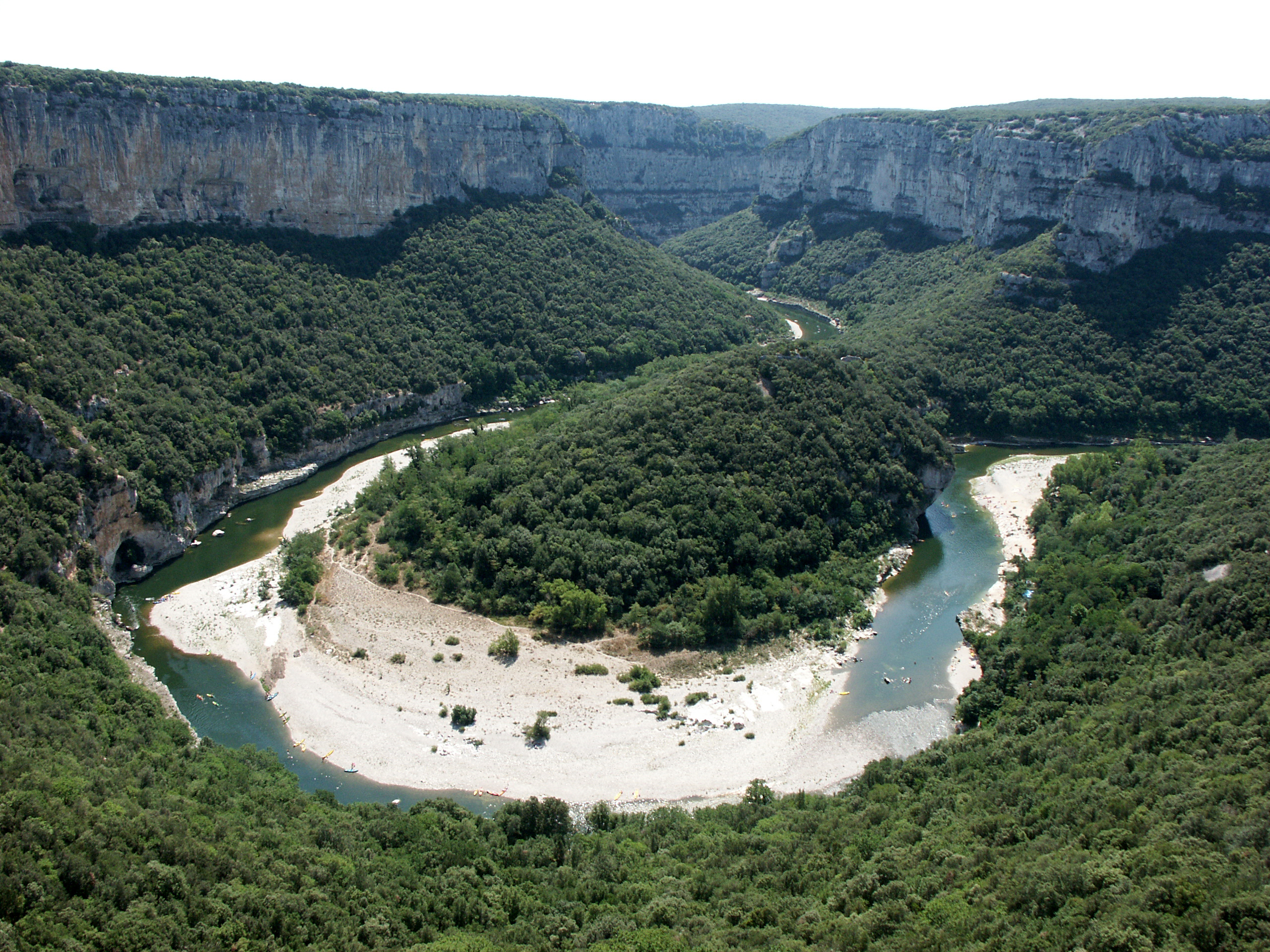
Canyon de l'Ardèche
à Saint-Remèze.

Les jeux de cartes et de boules (pétanque et boule lyonnaise, parfois appelée indûment La Longue par confusion avec son jumeau, le Jeu provençal) sont très pratiqués (lire le paragraphe Festivités ci-dessous), de même que la chasse (lièvres, perdreaux, sangliers), l'équitation, le VTT, le quad, le canyoning, la spéléologie et l'escalade sur la commune ou dans les alentours, le parapente et le parachutisme à Lussas, le pilotage d'avion et d'ULM à l'aérodrome de Lanas, le karting et le BMX à Lavilledieu et la natation (25 piscines privées en 2014, les plus proches piscines publiques étant celles d'Alba-la-Romaine, de Vals-les-Bains et d'Aubenas).
La piscine privée du Centre de vacances hollandais de Villeneuve-de-Berg nommé Pommier-Force Mâle et géré par la famille De Kort (Jacques et Guillaume, deux frères, fils d'un ancien ministre du gouvernement néerlandais), qui était ouverte au public depuis la naissance du Centre en 1972, est fermée et abandonnée à partir de 1990, de même que les deux courts de tennis voisins. Les 50 bungalows construits sur le domaine appelé Force Mâle au cadastre sont revendus à des particuliers et le camping 4 étoiles de 200 emplacements (avec sa piscine, ses deux tennis, son mini-golf, son bar...), sis sur le domaine appelé Pommier au cadastre, est racheté en 1995 par Pieter et Johannes Van Leeuwen, qui le transforment en un camping 5 étoiles, agrémenté d'un complexe nautique. Ce dernier est ouvert au public au printemps, depuis 2011, mais réservé en été aux clients du camping, 200 personnes « extérieures » par jour pouvant néanmoins y accéder à partir de 2014, année où il devient un grand parc aquatique nommé Aqua'Ardèche. Un projet d'agrandissement du camping est annoncé, avec ouverture des attractions d'eau, en été, « à tous », sans limitation,, mais il est contesté et le Plan local d'urbanisme de Villeneuve-de-Berg qui l'autorisait est annulé, le 13 novembre 2014,,. Pieter et Johannes Van Leeuwen renoncent à leur projet et revendent le camping et le parc aquatique à la chaîne Ciela village, en octobre 2016. En 2016-2017, l'aire d'accueil du camping et le rond-point par lequel on y accède à partir de la RN 102 sont modifiés, une cinquième branche d'accès, une nouvelle réception et un parking de 500 places étant aménagés. En février 2018, à la suite d'une enquête publique, le commissaire-enquêteur donne finalement un avis favorable à une extension du camping, qui n'est en réalité qu'une régularisation mais, entre-temps, la commune et les « locaux » ont perdu les 200 entrées extérieures par jour, qui étaient autorisées en été par les frères Van Leeuwen, de même que l'ouverture illimitée à tous  qu'ils avaient promise, si agrandissement...

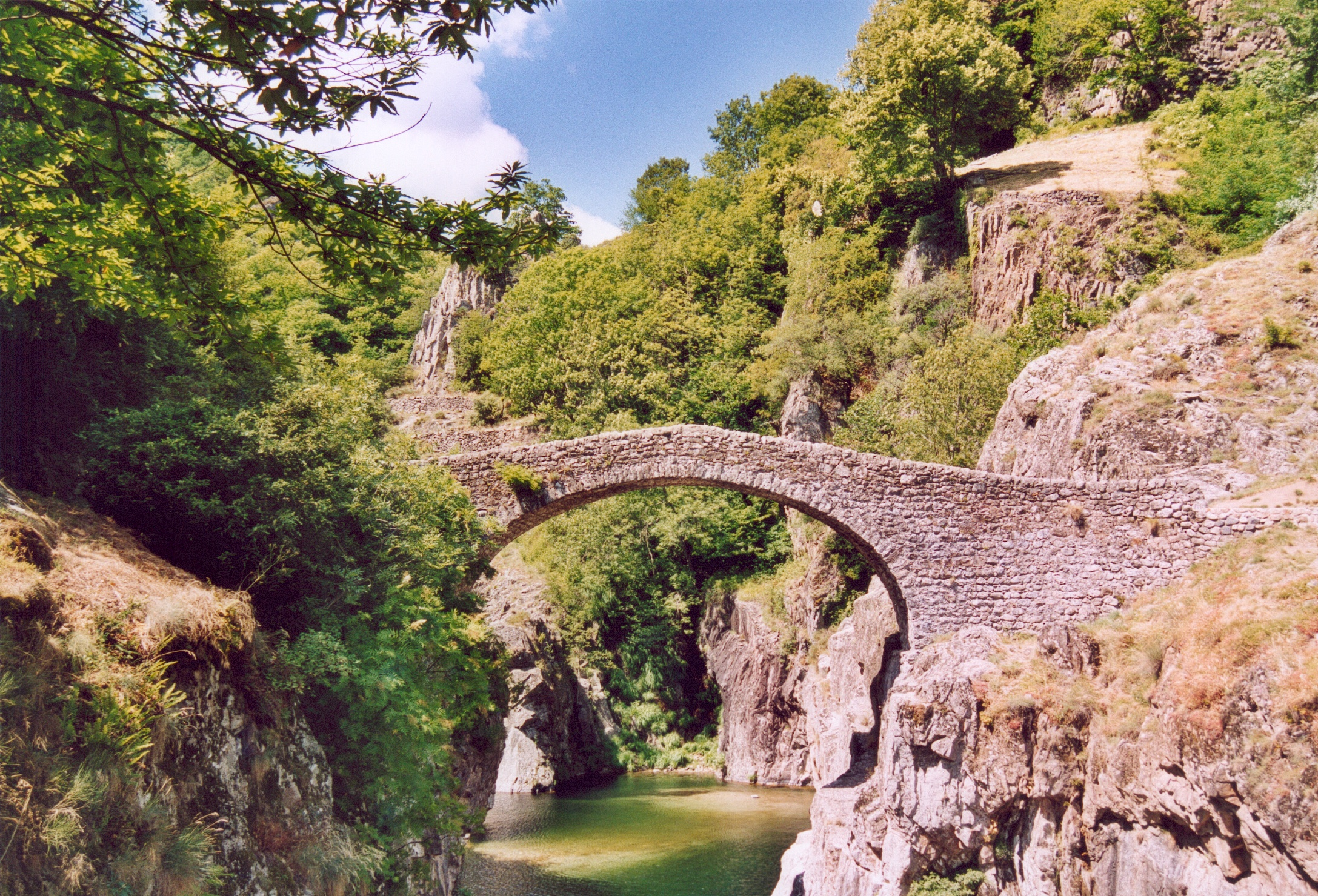
Le Pont du Diable, à Thueyts.

Des sentiers de randonnée serpentent à travers les bois, à partir du village (circuit de six kilomètres). La « dent de Rez » (la « Dent de Scie » dominant le plateau des Gras à 719 m d'altitude - cette "rez", c'est reïssa, la scie en occitan) est un traditionnel but de promenade des Saint-Andéolais, situé à 11 km à vol d’oiseau et visible du village, comme le rocher d'Abraham (1 498 m), distant de 34 km,.
Un court de tennis public est à la disposition des habitants, à Ladou (hameau à l'écart du village), ce qui perpétue d'une certaine manière, l'ancienne tradition locale du jeu de paume, très en vogue jusqu'à la Première Guerre mondiale.
La pêche, le canoë-kayak (La descente des gorges) et la baignade se pratiquent beaucoup dans l'Ardèche (à Vogüé, Balazuc, Vallon-Pont-d'Arc, Ruoms, Labeaume ou sous le Pont du Diable de Thueyts, dans l'Ibie (au Trou de la Lune), ou bien dans le Rounel (cliquer sur Hydrographie), lorsqu'à la suite de précipitations très abondantes il lui arrive d'offrir quelques trous d'eau, ce qui est très rare,,.
En hiver, les Saint-Andéolais peuvent atteindre en à peine trente minutes La Croix de Bauzon (Ardèche - 57 kilomètres) et profiter de ses pistes de ski,. En été, ils peuvent rejoindre en moins d'une heure et demie le Grau-du-Roi (Gard - 187 kilomètres), et bénéficier de ses plages au bord de la Mer Méditerranée.

### Médias
La commune est située dans la zone de distribution de trois organes de la presse écrite :
- L'Hebdo de l'Ardèche

Il s'agit d'un journal hebdomadaire français basé à Valence et couvrant l'actualité de tout le département de l'Ardèche.
- Le Dauphiné libéré

Il s'agit d'un journal quotidien de la presse écrite française régionale distribué dans la plupart des départements de l'ancienne région Rhône-Alpes, notamment l'Ardèche. La commune est située dans la zone d'édition de Privas.
- En 2025, La Tribune de Montélimar[150] n'est plus diffusée en version papier, mais continue d'informer en version numérique hebdomadaire (5 éditions : Région - Ardèche - Drôme - Tricastin - Provence)[151].

### Cultes
L'église (propriété de la commune) et la communauté catholique de Saint-Andéol-de-Berg sont rattachées à la paroisse catholique de « Sainte Marie de Berg et Coiron », elle même rattachée au diocèse de Viviers.

### Festivités

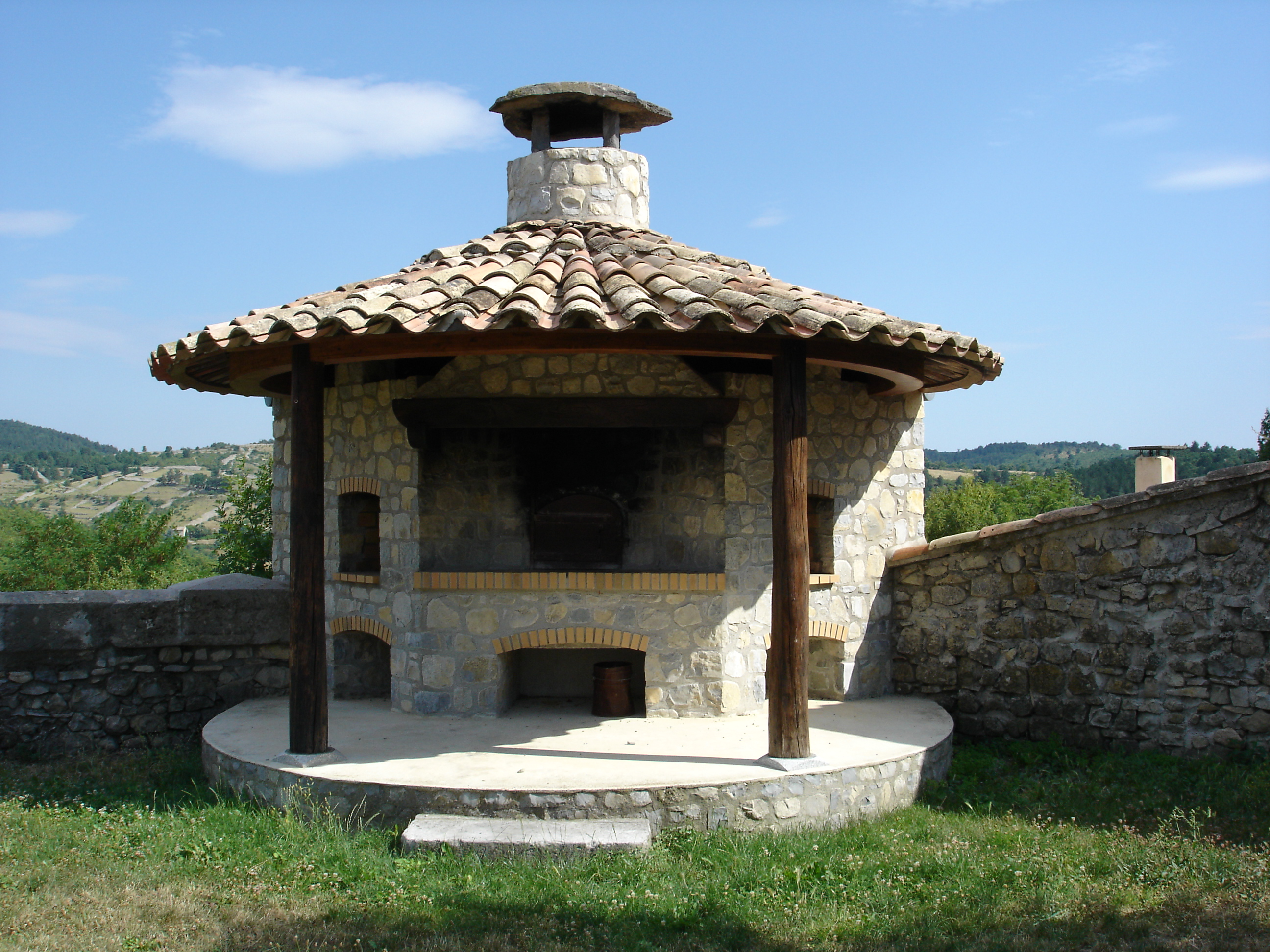
Four public du village.

Jusqu'en 1879, la vogue de Saint-Andéol-de-Berg se déroule le premier dimanche du mois de mai, correspondant ainsi avec la fête religieuse de saint Andéol (1er ou 4 mai), patron du village, et avec la récolte des vers à soie. En 1880, le conseil municipal, constatant que cette récolte est de ce fait compromise « par l'amour de l'amusement » et que d'autre part « la période est mal choisie pour favoriser les rapports que la commune a avec les localités voisines toutes occupées par la récolte de la soie », décide d'organiser la fête du village « à une saison où toutes les récoltes sont ramassées » et où donc « aucune ne souffrira des temps perdus », et la transfère au dimanche qui suit le 16 août(Délibération du 15 février 1880).
Selon Pierre Ribon, au début du XXe siècle, le jour de la vogue, il y avait un bal organisé sur leur aire respective par les deux cafés concurrents, le café "Geneston" et le café "Lasporte", installés l’un en face de l’autre et séparés par un passage pour charrettes creusé entre les deux aires (Aire : du latin area, désigne un espace où l'on bat le blé ou une autre surface libre au sol, à côté d'une maison); les cavaliers buvaient et mangeaient dans les deux salles de café et dansaient sur la musique d'un orchestre commun, installé sur un « pont » en planches construit sur le passage, les deux cafés se partageant les frais.
Depuis l'été 1979, année de la création d'un Comité des fêtes, une bombine est servie sur la place centrale par les habitants, le samedi et le dimanche soir de la Fête (Recette). D'abord concoctée dans l'ancien four public, près de l'ancienne mairie, elle l'est désormais dans le nouveau, construit sur la place et inauguré lors de la Fête du mois d'août 1998. Elle est dégustée par les convives, sur la place agrandie (suppression du lavoir public et du jardin de la cure) et sous la halle couverte, inaugurées à l'occasion de la Fête du mois d'août 1997,,. Maurice Bousquet, maire du village pendant 22 années, avait pour habitude de servir lui-même à chaque invité, un verre d'eau de vie qui terminait le repas et précédait le bal et la finale du concours de boule. En effet, chaque soir, un bal traditionnel avec orchestre (musette et moderne) et de la marquisette sont également au menu de la fête du village, de même qu'un concours de pétanque le samedi après-midi et un concours de boule lyonnaise le dimanche après-midi.
Cette dernière se pratique sur la place centrale du village,, dont les trois terrains de jeu publics ont longtemps été complétés par des « Jeux » épiques, tracés la veille ou le matin du concours, à même la route, en différents endroits de la commune (jusqu'à Serrecourt certaines années !). Désormais, six nouveaux « Jeux » publics sont mis à la disposition des joueurs, dans un bel « amphithéâtre » situé en bas du village, achevé pour la Fête 2006.
En raison de la Pandémie de Covid-19, la Fête du village est annulée en 2020 et 2021, mais renaît en 2022, un seul jour, le samedi 20 août, avec au programme, concours de pétanque (22 triplettes), bombine (plus de 200 participants), glacier, bal avec DJ.

## Économie

### Agriculture et emploi

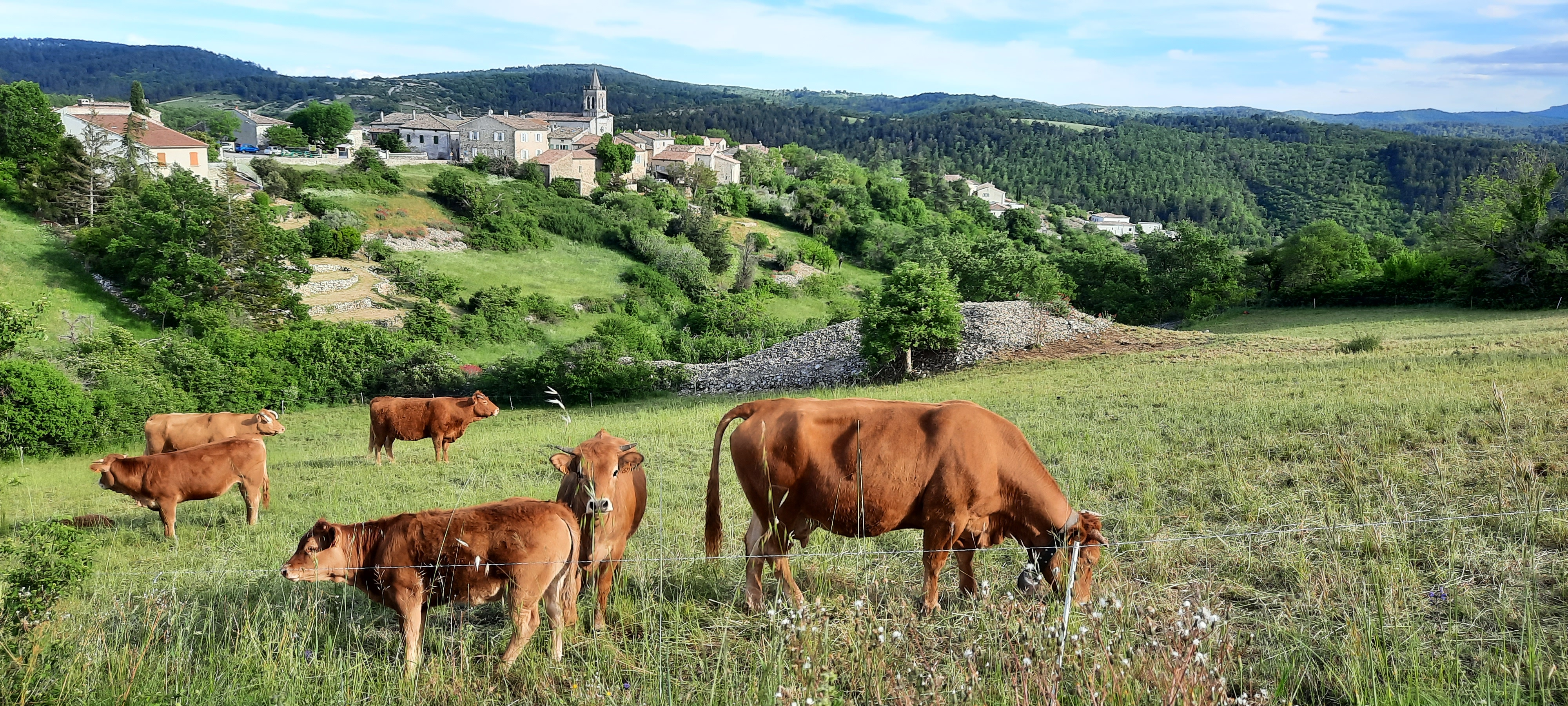
Boeufs, vaches et veaux de la ferme de Pierouby broutant au village, le 8 mai 2023

Historiquement, Saint-Andéol-de-Berg fut un pays :
- d'élevage, surtout de moutons, mais aussi de porcs, de chèvres, de vaches, de bœufs, de poules, de lapins… et de vers à soie[93], le mûrier étant, après le châtaignier, « l'arbre d'or » des Cévennes voisines et de l'Ardèche,
- de bois (pins, chênes),
- d'arbres fruitiers (amandiers, noyers, pêchers, cerisiers),
- de céréales (blé), de vignes, de lavande,Champ de lavande
en Provence.
- de vin rouge et de vin de noix,
- de truffes noires,
- de caillettes,
- de saucisson sec pur porc,

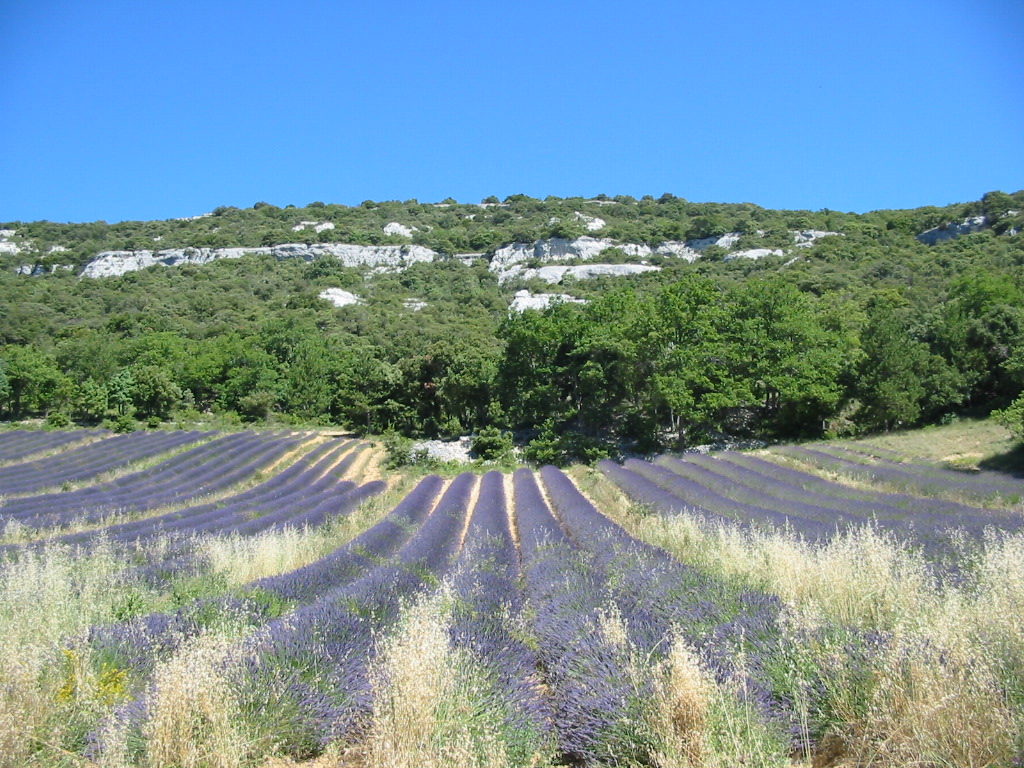
Champ de lavande
en Provence.

- de châtaignes, souvent appelées marrons : en confiture, en crème (purée de marrons mélangée avec du chocolat), en pâtisserie (barquette de marrons), cuites à l'eau,
- de fromages blancs au lait de vache ou de chèvre, en faisselle (appelés « tommes fraîches » par les Saint-Andéolais),
- de fromages au lait de chèvre (picodon)…

En 2006, des « Biques du Picodon » sculptées par Pierre-Louis Chipon ont été installées à l'entrée de Villeneuve-de-Berg.

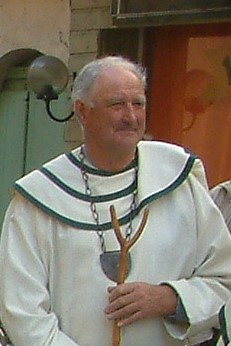
Maurice Bousquet en habit de Grand Maître de la Confrérie du Picodon

Maurice Bousquet, Maire de Saint-Andéol-de-Berg pendant 22 ans, élevé à l'Honorariat en janvier 2019, Officier du Mérite agricole, est le Grand Maître de la Confrérie du Picodon, de 2004 à 2019,.

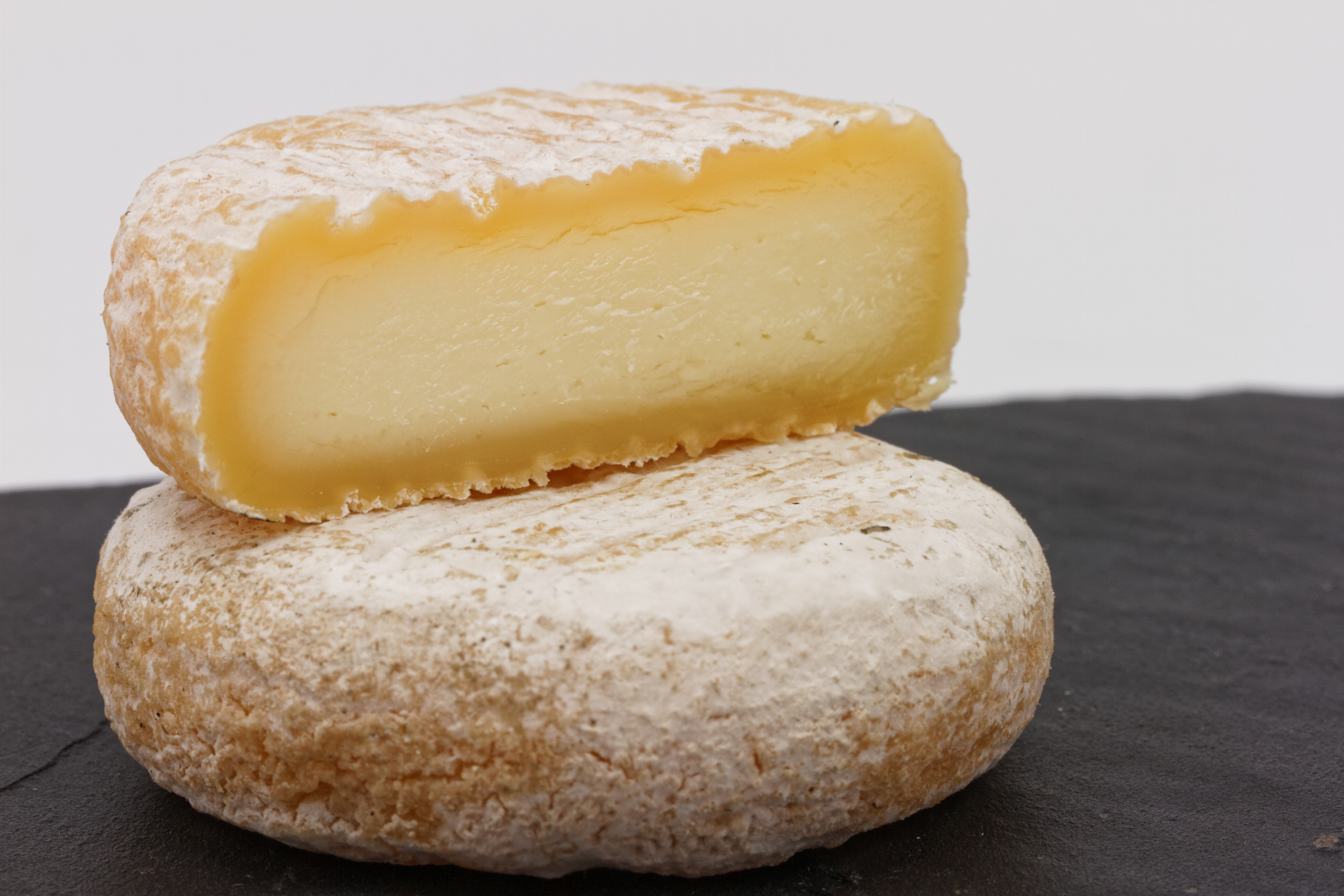
Picodon

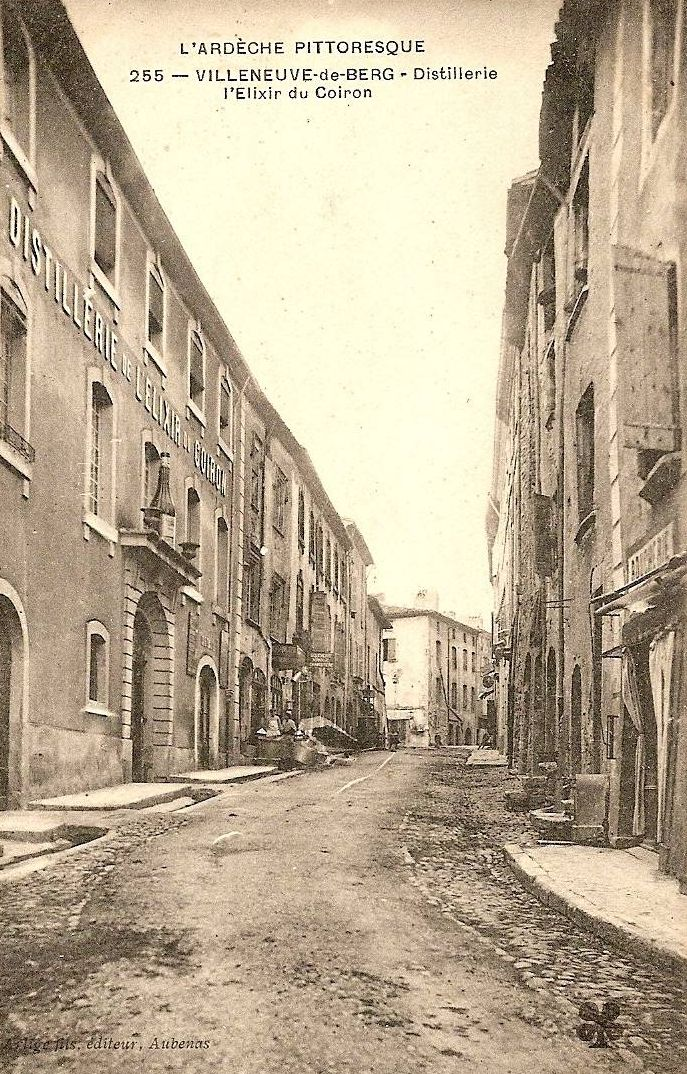
Distillerie Deleuze
(Élixir du Coiron).

Aucun commerce n'étant établi dans le village, les Saint-Andéolais fréquentent les magasins des communes voisines (principalement, Villeneuve-de-Berg et Aubenas). On y trouve des spécialités régionales comme la pogne, l'eau de Vals, les produits Clément Faugier ou L’Élixir du Coiron, liqueur jaune faisant 43° d'alcool (ou verte, 45°), adoucie au miel, issue d'un élixir de vie élaboré en 1249 par Bénédictus de Nuraie et composé d'une cinquantaine de plantes infusées et macérées. Produite au XIXe siècle, à Villeneuve-de-Berg même, par la distillerie Deleuze (dans ce qui fut le Palais des Astars-Barruel, au 58 Grand-Rue), elle est depuis 1930 fabriquée par Eyguebelle.
Au début du XXe siècle, subsistaient en particulier l'épicerie de la maison Ribon, située en bas du village (devenue en 1953 la maison Barbe-Ribon), le café-épicerie de la maison Lasporte, situé à côté de la mairie d'avant 1995 et devenu plus tard la maison Laurent (qui fit office jusqu'en 1983 de cabine téléphonique publique et de secrétariat de mairie) et le café Geneston, situé dans la maison voisine (devenue plus tard la maison Chandanson).
Dans les années 1960, deux épiciers de Villeneuve-de-Berg et un de Saint-Germain (à qui les enfants vendaient les kilos d'escargots ramassés les jours de pluie) venaient chaque semaine à Saint-Andéol-de-Berg proposer leurs marchandises de maison en maison, prévenant de leur arrivée en klaxonnant. Un poissonnier de Sampzon (près de Ruoms) faisait aussi régulièrement le déplacement, annonçant sa présence à l'aide d'un clairon. Quand le boulanger de Villeneuve-de-Berg cessa de venir deux fois par semaine, des villageois volontaires et bénévoles prirent le relais pendant quelques années et livrèrent en pain, à tour de rôle, chaque habitant qui le souhaitait. À cette époque aussi, les rares familles citadines en vacances estivales dans le village, appréciaient le privilège de se nourrir des produits fermiers que les paysans leur proposaient (œufs, poulets, lapins, légumes, fruits, laits, fromages, vins).

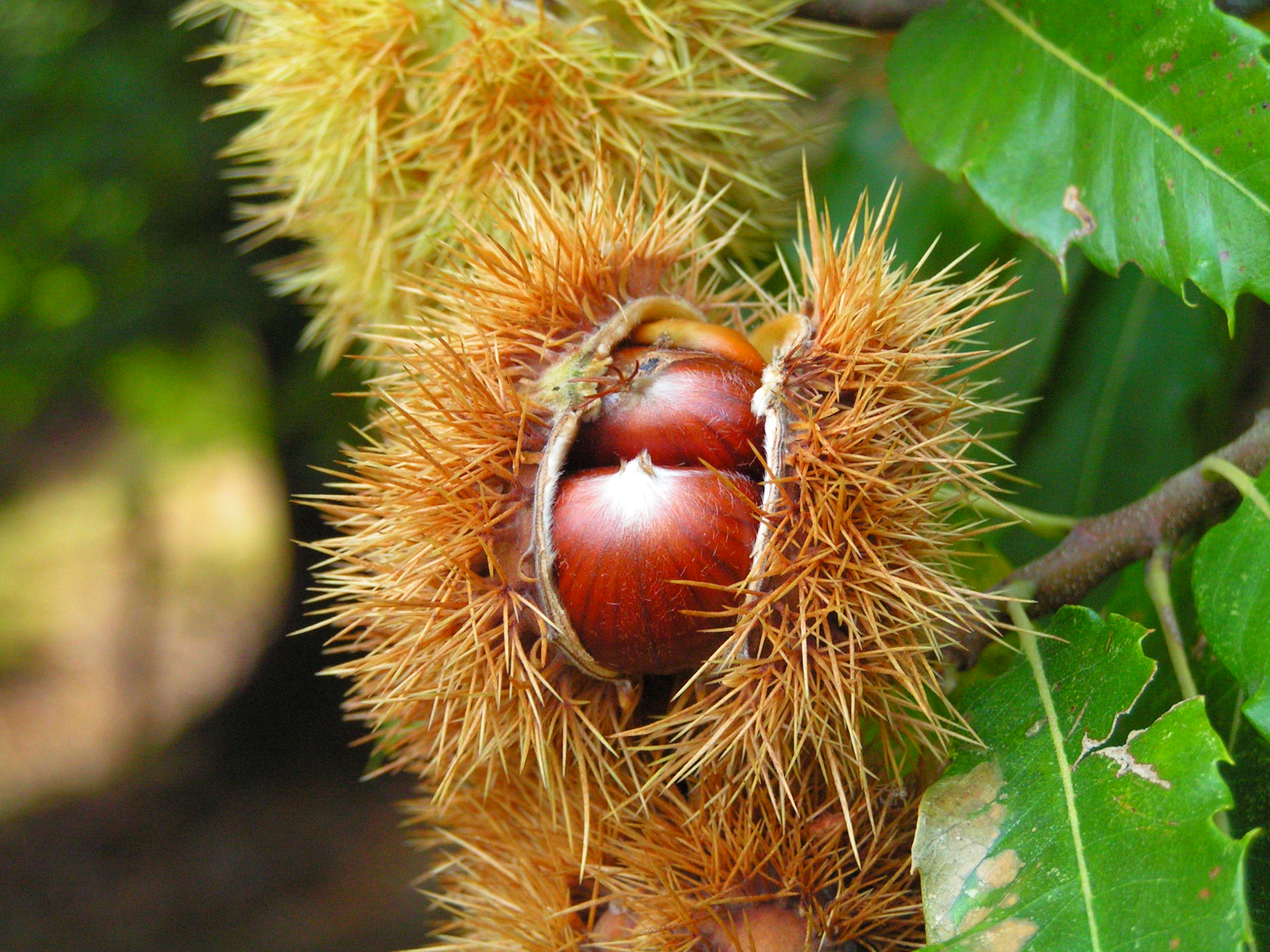
Châtaignes
dans leur bogue.

En 2007, environ 67 % des actifs sont des salariés appartenant à la fonction publique ou titulaires d'un CDI et 33 % sont travailleurs indépendants ou employeurs. Le taux d'activité était de 75 % en 2007 (contre 72,9 % en 1999). Le taux de chômage s'élevait à 8,3 % des actifs en 2007 (contre 11,9 % en 1999). Les retraités et les préretraités représentaient 11,9 % des 15-64 ans en 2007 (contre 10,2 % en 1999).

### Tourisme
Le tourisme est très développé à Saint-Andéol-de-Berg et dans les environs. Le village compte 40 % de résidences secondaires, restaurées par des Français ou des Néerlandais. Les habitants et la commune ayant également rénové des maisons et transformé des granges et des étables, gîtes ruraux, meublés, chambres d'hôtes avec table et gîtes d'étape accueillent les touristes qui recherchent l'authenticité, le calme, le soleil, la beauté d'une nature sauvage, le parfum de la lavande, le chant des cigales et la richesse de la cuisine locale, que vantent les guides touristiques du parc naturel régional des Monts d'Ardèche créé le 9 avril 2001.

#### Ressources culturelles proches

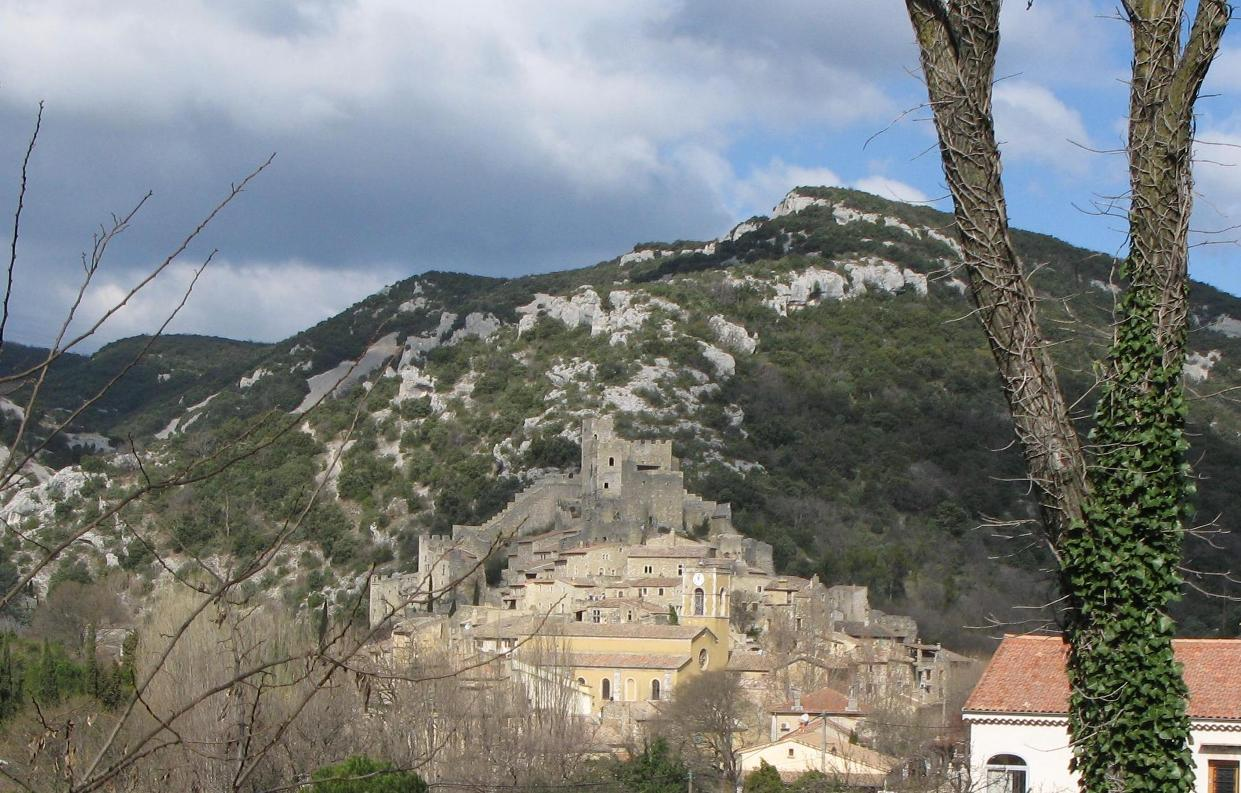
Le village
de Saint-Montan.

De nombreux villages de charme et de caractère se trouvent à proximité de Saint-Andéol-de-Berg, comme Saint-Montan, Sceautres ou Antraigues-sur-Volane, le village de Jean Ferrat. Un habitat troglodytique est bien conservé à Saint-Gineis-en-Coiron, sur le site des Balmes de Montbrun. Le village féodal abandonné de Rochecolombe est en cours de restauration. Le caveau des vignerons des coteaux de Montfleury (près duquel se trouve la gare où passait le Train touristique de l'Ardèche méridionale) se visite à Villeneuve-de-Berg, de même qu'un Petit musée du Bizarre à Lavilledieu,, un site archélogique à Alba-la-Romaine, un musée du vin à Ruoms, de la lavande à Saint-Remèze, de la soie à Lagorce, de la châtaigne à Joyeuse, de la Résistance au Teil et d'Alphonse Daudet à Saint-Alban-Auriolles…
Un musée est aussi ouvert à Mirabel, dans l'ancien Domaine du Pradel d'Olivier de Serres, devenu une annexe du lycée agricole d'Aubenas. Un parc d'attractions aéronautiques fut basé à Lanas (village où repose Henri Charrière, dit Papillon, près de sa mère, institutrice). À Lussas, on trouve l'oppidum de Jastres-Nord, l'un des 700 dolmens de l'Ardèche,, et les États Généraux du film documentaire, créés en 1989 par Jean-Marie Barbe,  et l'association Ardèche Images, née en 1979,. Près de Vallon-Pont-d'Arc, que l'on rejoint par la route de la sauvage et grandiose Vallée de l'Ibie ou par celle des panoramiques Gorges de l'Ardèche, se trouvent la grotte de l'Aven d'Orgnac et celle de Chauvet, non loin du Pont d'Arc. Les rencontres de lutherie et de musique médiévales de Largentière durent tout le mois d'août et Le festival en musiques de Labeaume se prolonge tout l'été.
Un château domine Vogüé, village classé parmi les plus beaux villages de France, comme Balazuc. Le château d'Aubenas est classé au titre des monuments historiques. Bourg-Saint-Andéol est la deuxième ville parmi les communes de la région Auvergne-Rhône-Alpes (après Lyon) où l'on recense le plus de monuments classés et protégés.

## Culture locale et patrimoine

### Lieux et monuments

#### L'égliseSaint-Andéol

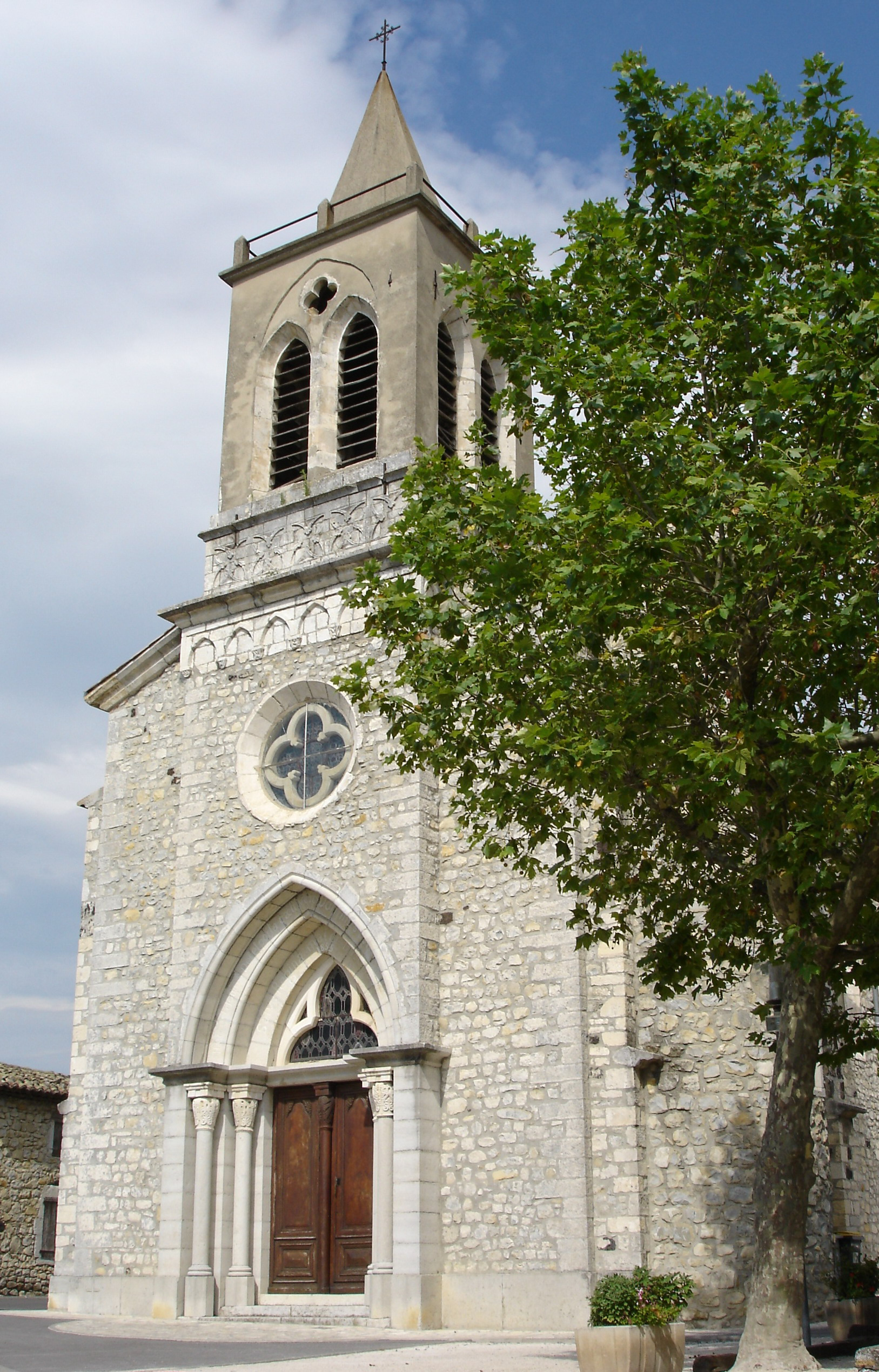
Façade de l'église Saint-Andéol
12 juillet 2009.

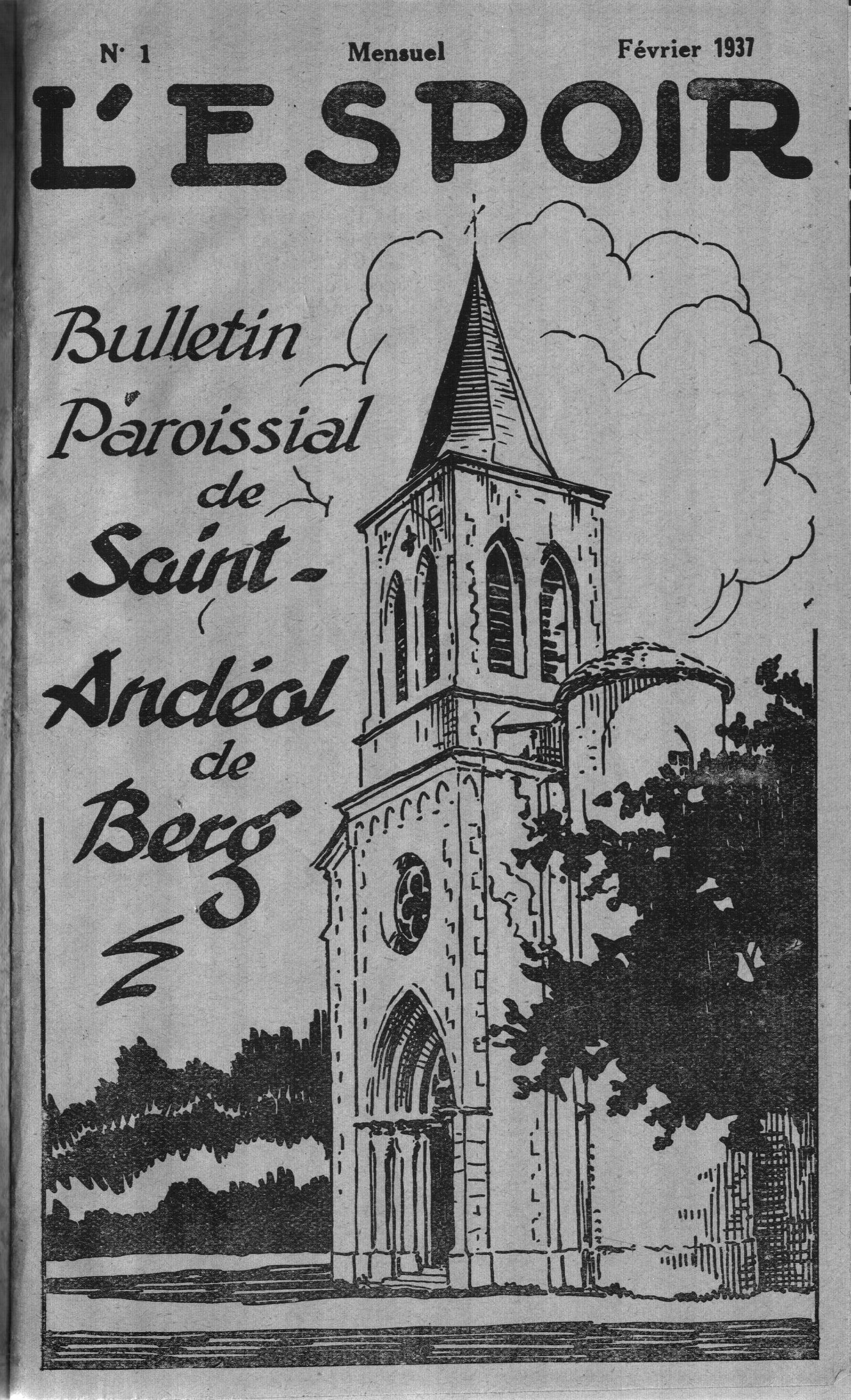
Bulletin paroissial (1937-38-39).

Saint-Andéol-de-Berg est un village de tradition catholique qui fait partie du diocèse de Viviers.
La première pierre de l'église actuelle (succédant à celle bâtie au XIIe ou au XIIIe siècle, quasiment au même endroit), visible à gauche du portail d’entrée, a été bénie le 24 juillet 1854. « Le gros-œuvre fut achevé en 1855 et l'édifice livré au culte. " Du style ogival de l’architecture primaire du XIIIe siècle ", suivant les termes mêmes de l’architecte (M. Reymondon), il est situé à une altitude de 375 mètres. » (1856 : pic démographique de Saint-Andéol-de-Berg : 402 habitants).
Au-dessus du portail d'entrée de style gothique, les phrases latines suivantes sont gravées sur les arcs brisés : « Hæc domus dei et porta cæli vere domine est in locoisto / Salve regina matermisericordiæ / 1855" (Le Seigneur se trouve vraiment dans ce lieu qui est la maison de Dieu et la porte du Ciel / Salut, O Reine, Mère de miséricorde / 1855 »).

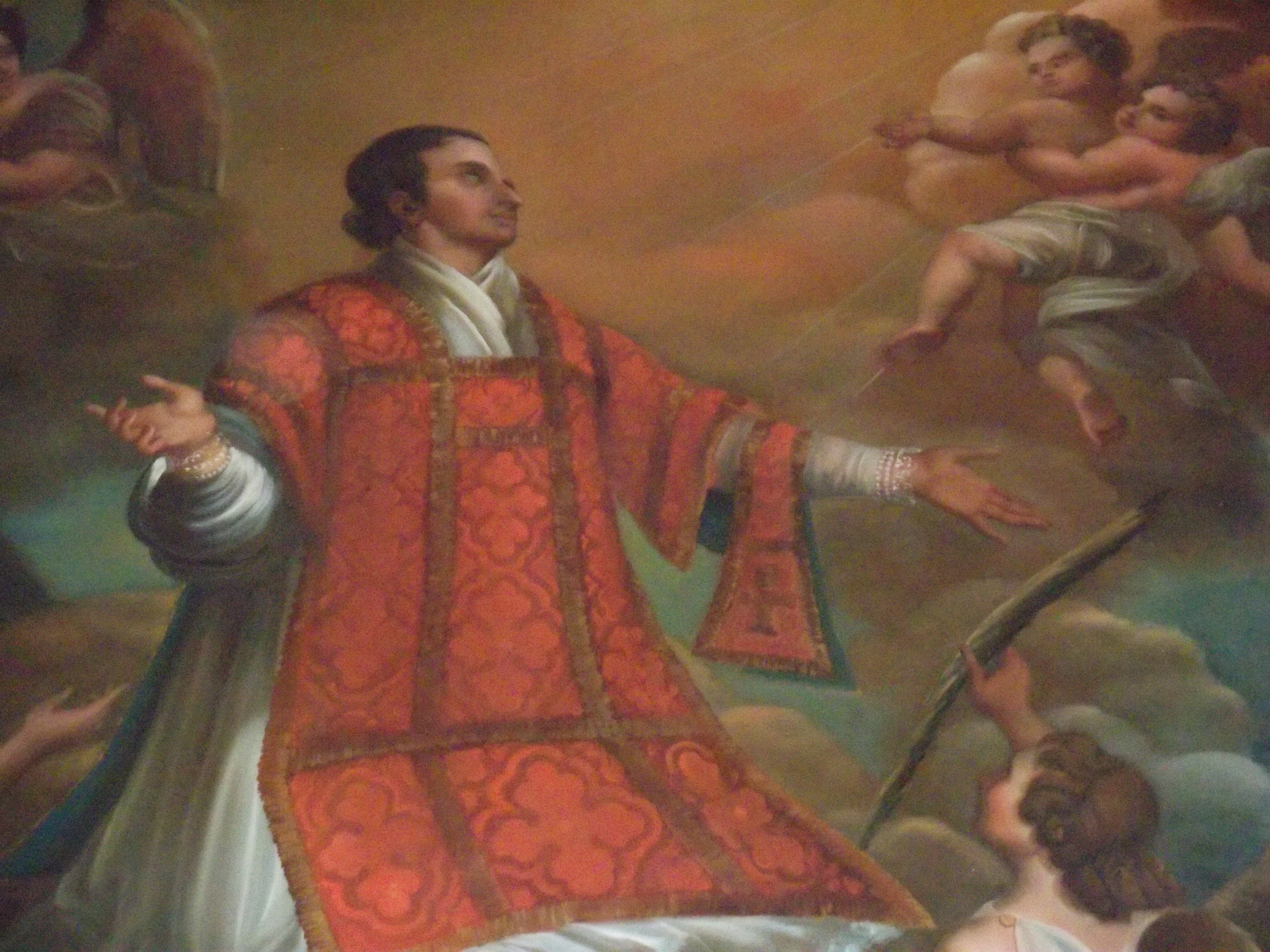
Élévation de saint Andéol.

On peut lire sur les chapiteaux des deux premières colonnes de la nef, les inscriptions suivantes : à droite, Anno Domini MDCCCLV (« Année du Seigneur 1855 ») et, à gauche, « Maire - Eti. Guigon / J.B. Vacher - Curé » (Étienne Guigon étant le maire de Saint-Andéol-de-Berg et Jean-Baptiste Vacher en étant le curé, en 1855).
1855 étant l’année de la promulgation du dogme de l’Immaculée Conception, la chapelle de gauche fut l’une des premières à être élevée en l’honneur de la Vierge Marie, qui prit la place de saint Léonard à qui une chapelle était dédiée dans l'ancienne église. « On dit que l'impératrice Eugénie, offrit l’ostensoir. »
Un tableau - daté du XIXe siècle, sans titre, d'un auteur inconnu - exposé dans la chapelle située à droite du transept, représente l'élévation d'Andéol au rang de « saint martyr », un ange lui tendant la palme symbole de son martyre, sous le parrainage de saint Joseph (tenant son traditionnel bâton fleuri), représenté par une statue en bois doré placée devant le tableau. Cette peinture à l'huile ressemble à celle qui se trouve dans l'église de Bourg-Saint-Andéol et qui s'intitule Le Triomphe de saint Andéol. Deux statues en bois doré du XIXe siècle se font face en haut du chœur : celle de gauche représente saint Léonard (premier saint de la Couronne de France, Seigneur-Dieu de la vieille Bavière), celle de droite représente saint Andéol tenant une palme dans sa main gauche (cliquer sur Représentations de saint Andéol : tableaux et statues).

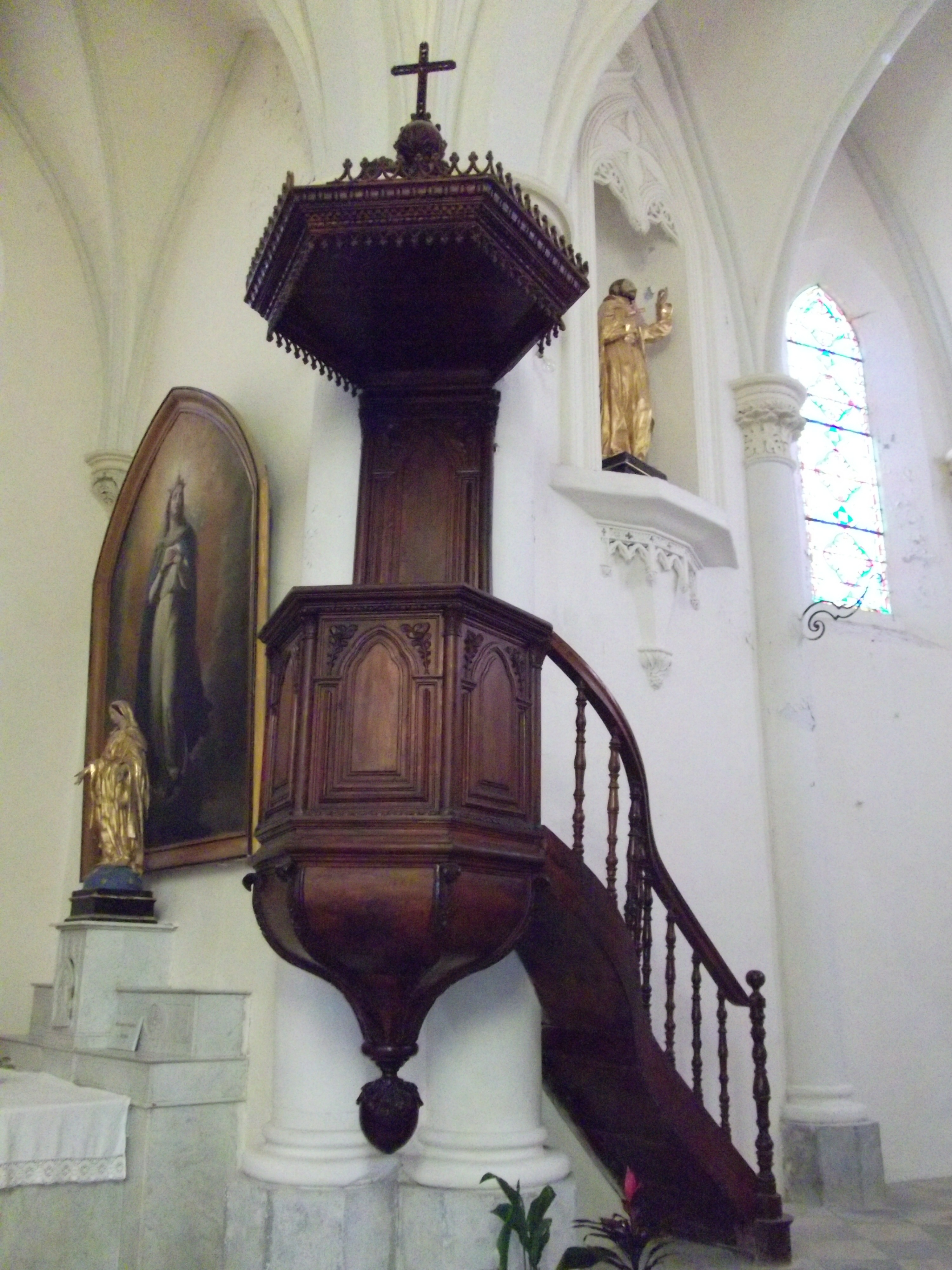
La chaire à prêcher entre la chapelle de la Vierge et la statue de saint Léonard.

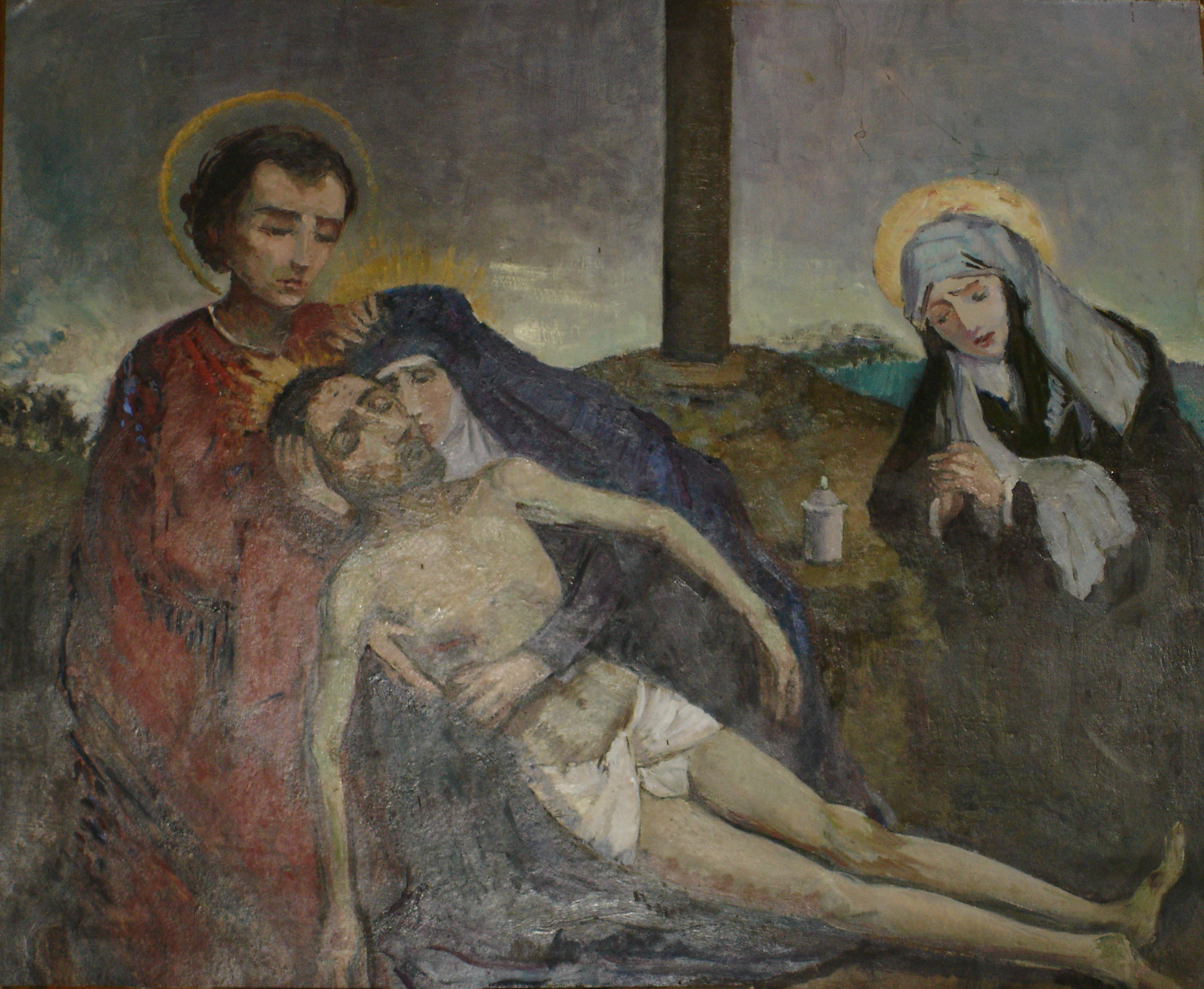
Descente de Croix
par Rosette Clapier
(chapelle à gauche du transept).

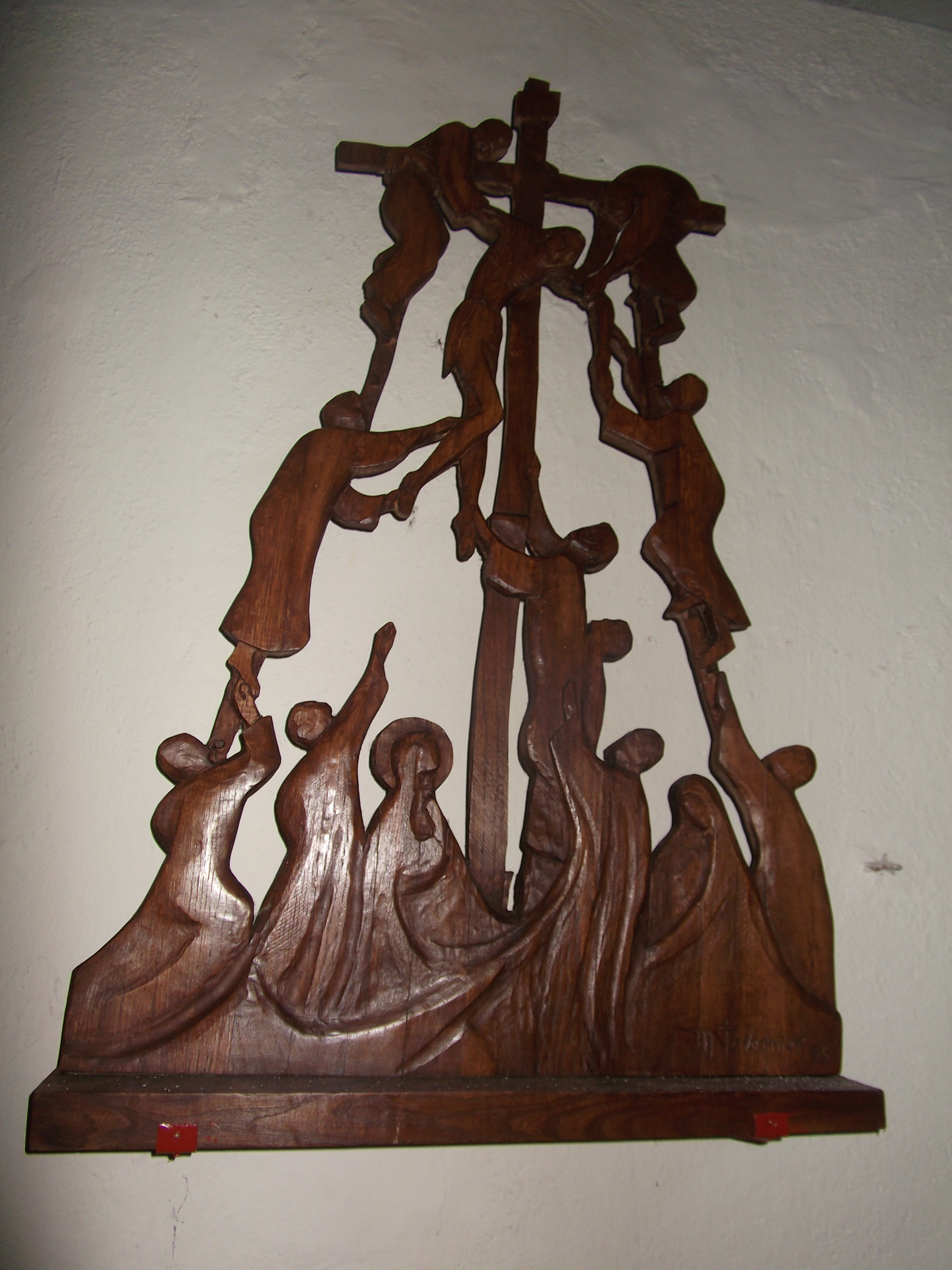
Descente de Croix
par Maurice Tavernier
(chapelle à droite du transept).

En 1913, à l’initiative de l’abbé Denis Barbe, dernier curé résident de Saint-Andéol-de-Berg, une souscription publique permit l'installation d'une nouvelle cloche, sonnant le Ré, fondue à Lyon (Fonderie BURDIN sise au 22 rue Condé, dans le 2e arrondissement, en face de l'église Sainte-Croix, qui possède un carillon de 15 cloches de ce même fondeur) et sur laquelle on peut lire : « Burdin Aîné, fonderie 1913 - D. Barbe curé St-Andéol-de-Berg - SANCTA MARIA ORA PRO NOBIS » (Sainte Marie priez pour nous). La souscription ouverte « pour l'achat de la cloche paroissiale » fut signée par 47 familles (de 2 à 30 Francs) et rapporta un montant de 418 Francs/Or. En 2017, chaque jour, Marthe Chandanson, secrétaire de mairie de 1983 à 2009, sonne Midi à la cloche de l'église, comme le faisaient avant elle sa tante, Paulette Bousquet et Madeleine ou Auguste Laurent (secrétaire de mairie de janvier 1958 à 1983), tous les quatre secondés parfois par les enfants du village (Saint-Andéolais ou vacanciers), se disputant la faveur de les aider (cf. photo ci-dessus, dans la section contemporaine du chapitre "Histoire").
« On dit que la cloche de l’ancienne église, fondue en 1744, fut provisoirement sauvée de la réquisition, pendant la Révolution française, grâce aux habitants qui l’enterrèrent dans une pièce de terre située au-dessus du pré de Landreau, avant de finalement la livrer au district du Coiron. Elle fut transportée ensuite à La Voulte-sur-Rhône, pour y être fondue et transformée en canon. » Cet épisode est sans doute à l'origine de la légende encore vivante, d'un trésor enfoui dans le pré de Landreau.

De 1934 à 1990, c’est monsieur l'abbé Louis Debroas qui dessert la paroisse du village. De février 1937 à juin 1939, il publie 29 numéros d'un bulletin paroissial mensuel intitulé L'Espoir.
La chaire à prêcher est inscrite au titre des monuments historiques.

« Le 23 septembre 1953, à 23 heures, un cyclone balaya une partie du Bas-Vivarais, en particulier Saint-Andéol-de-Berg. Le clocher de l'église fut arraché et les vitraux cassés. L'abbé Debroas ouvrit une souscription et commanda les travaux. »
Les vitraux furent remplacés par Jean-Marie Balayn (° 1924 – † 2013), de Loriol, maître en vitraux d'art. Le clocher fut refait en béton par l'entreprise Comte de Villeneuve-de-Berg.

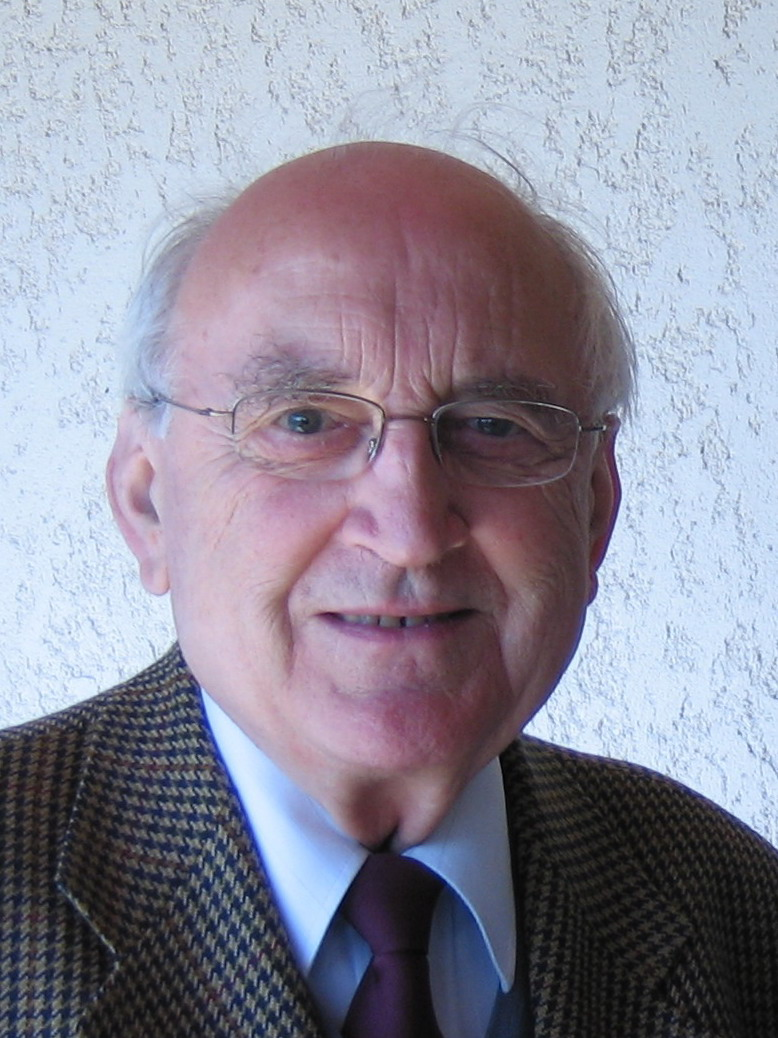
Jean Ribon (14-5-2006).

On en profita pour changer le Chemin de croix. Les quatorze stations furent sculptées sur bois par l'artiste lyonnais, Maurice Tavernier, natif du Puy-en-Velay (1926-2018), dont c'est la première création, en 1957.

Le 8 juin 2013, Maurice Tavernier demande à André Barbe (1924-2022), qui l'avait recommandé cinquante-six années plus tôt à l'abbé Debroas, de remettre aux Saint-Andéolais une Descente de croix qu’il a sculptée sur bois et qu’il offre à l'église de Saint-Andéol-de-Berg et à ses habitants, au soir de sa carrière,. Le 17 octobre 2013, quelques jours avant la fête de la Toussaint, elle est installée par Maurice Bousquet, à la suite du Chemin de croix, dans la chapelle dédiée à saint Andéol, située à droite du transept, en face du tableau représentant aussi une Descente de Croix, peint en 1945 par Mme Rosette Clapier (1915-1977) et exposé dans la chapelle dédiée à la Vierge, située à gauche du transept.
À l'issue de la messe de Pâques célébrée par le Père Jean Ribon (chancelier, économe et archiviste de l'évêché de Viviers,,), le 11 avril 2004, Maurice Bousquet, maire de Saint-Andéol-de-Berg, a informé l'assistance de la réfection en cours du toit de l'église et lui a présenté la statue en bois de la Vierge Marie, installée jusqu'alors à l'extérieur, devant le vitrail situé au-dessus du portail d'entrée de l'église, et récemment déplacée à l'intérieur, à droite de la nef, à la croisée du transept. Sa complète restauration a été réalisée par Jean Javaillon (résident du village) et par Bernard Silhol (menuisier à Villeneuve-de-Berg), et financée par une paroissienne de la commune.
Depuis Noël 2006, un élégant parvis dallé, réalisé par l’entreprise Rieusset-Vital de Villeneuve-de-Berg et par Jean-Pierre Chandanson (employé communal), agrémente l'entrée de l'église et, en soirée, l'abat-son du clocher et la rosace sont éclairés de l'intérieur et douze luminaires enterrés illuminent les trois façades de l'édifice (rénovées en 1991 par Rieusset-Vital).

En 2014, la mairie fait fabriquer et poser sur l'abat-son, de nouvelles lames en bois, identiques aux anciennes.

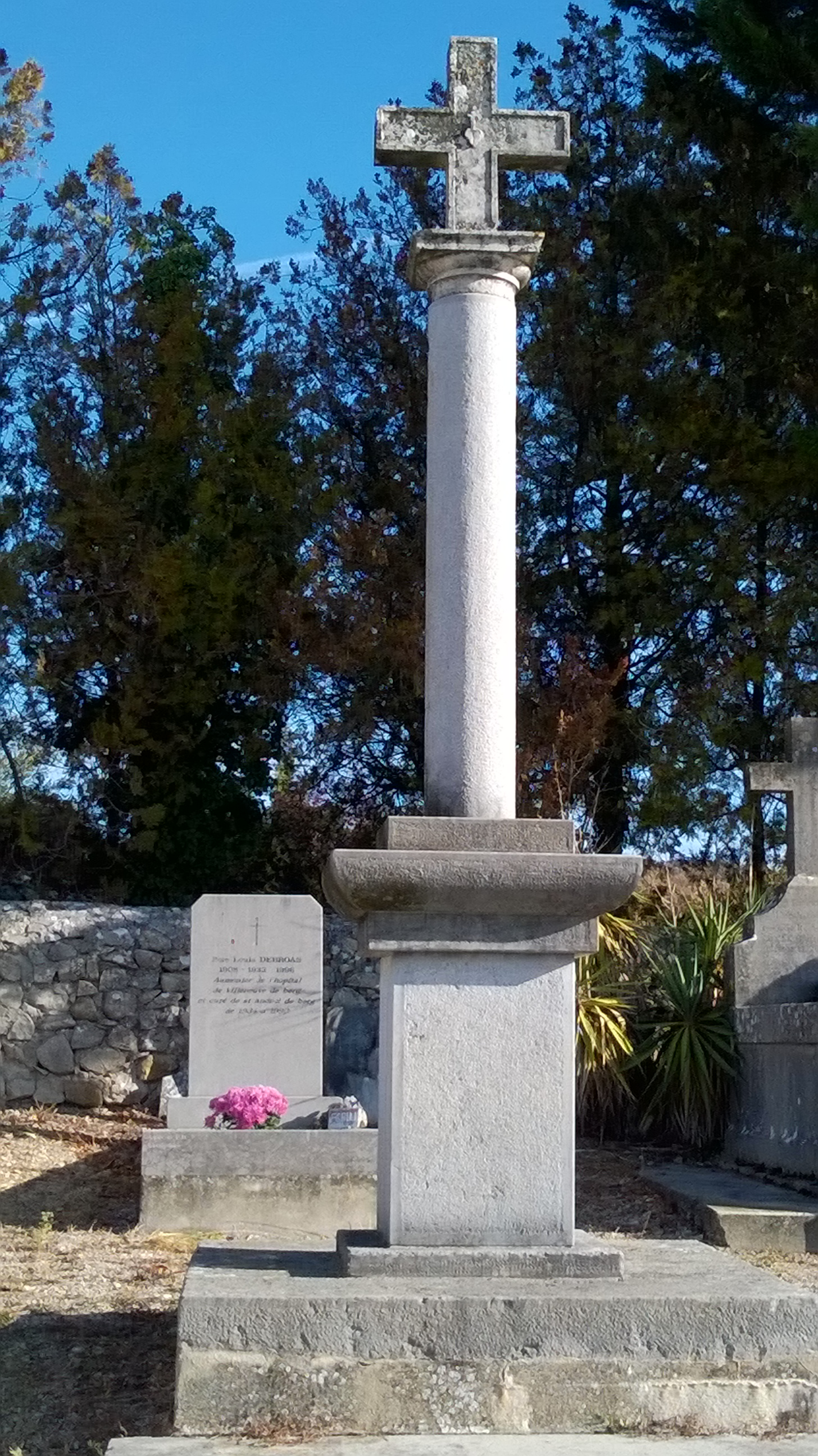
Croix du cimetière.
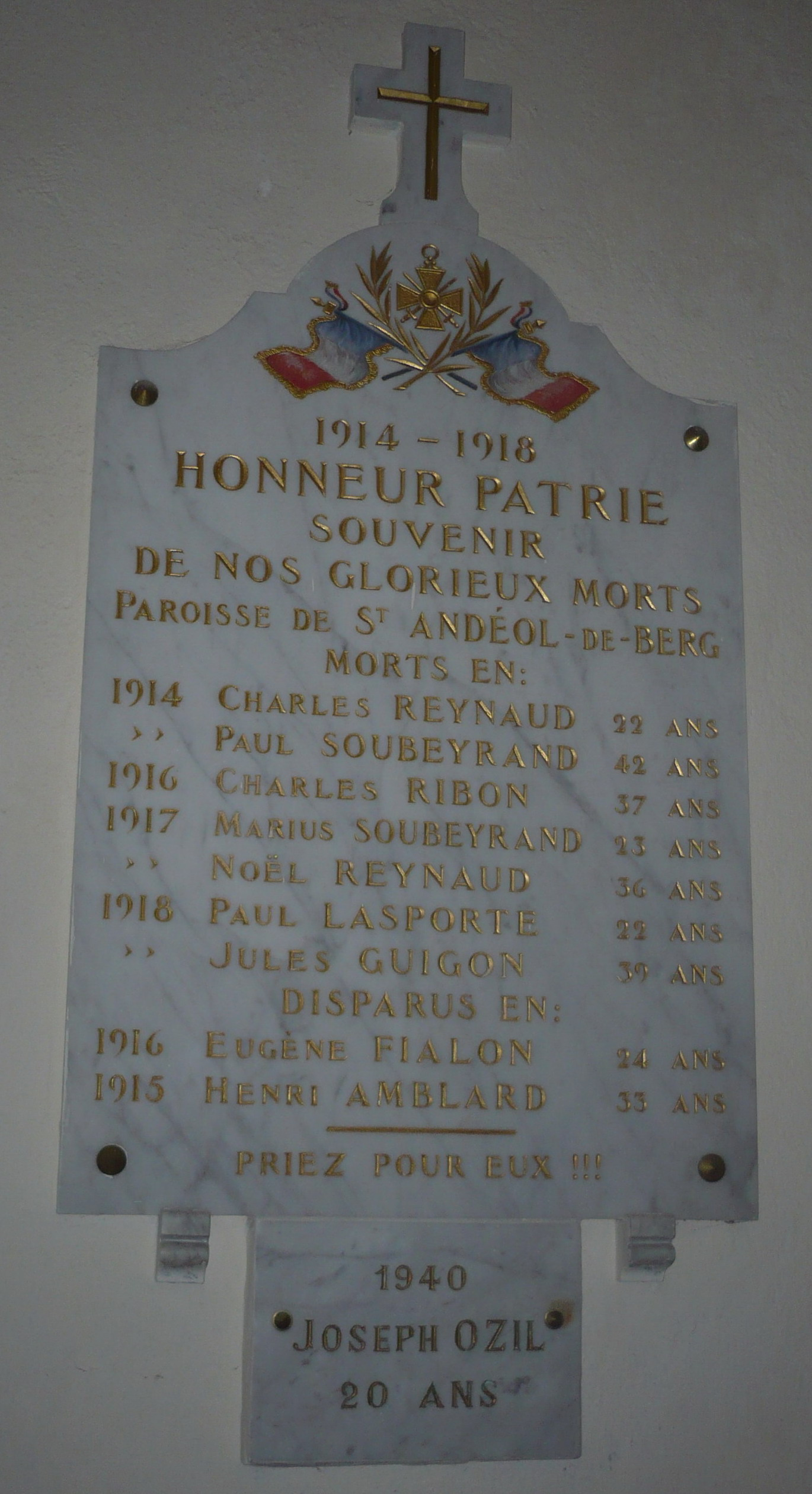
Plaque commémorative 14-18 / 39-45 de la paroisse.
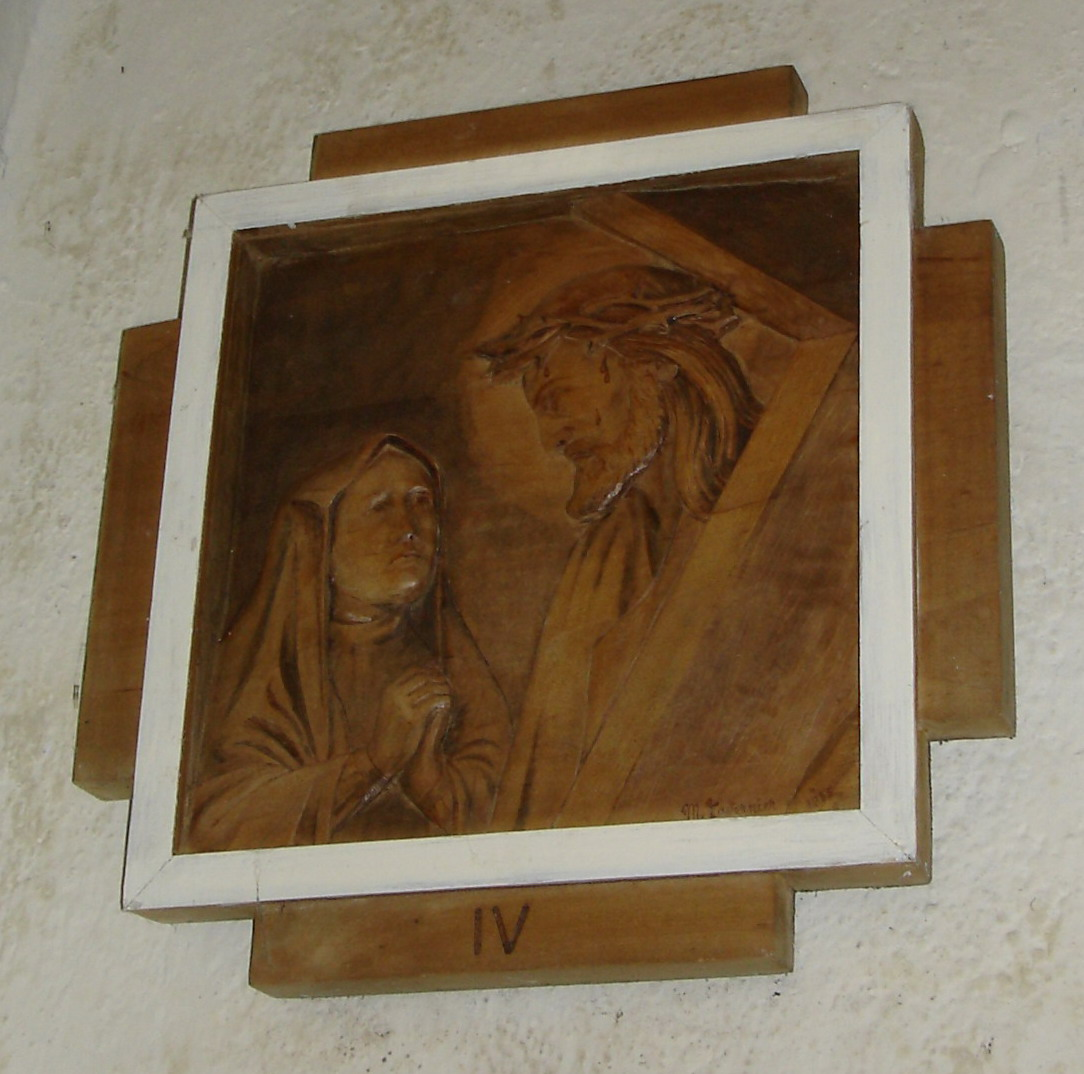
Chemin de croix (1957).
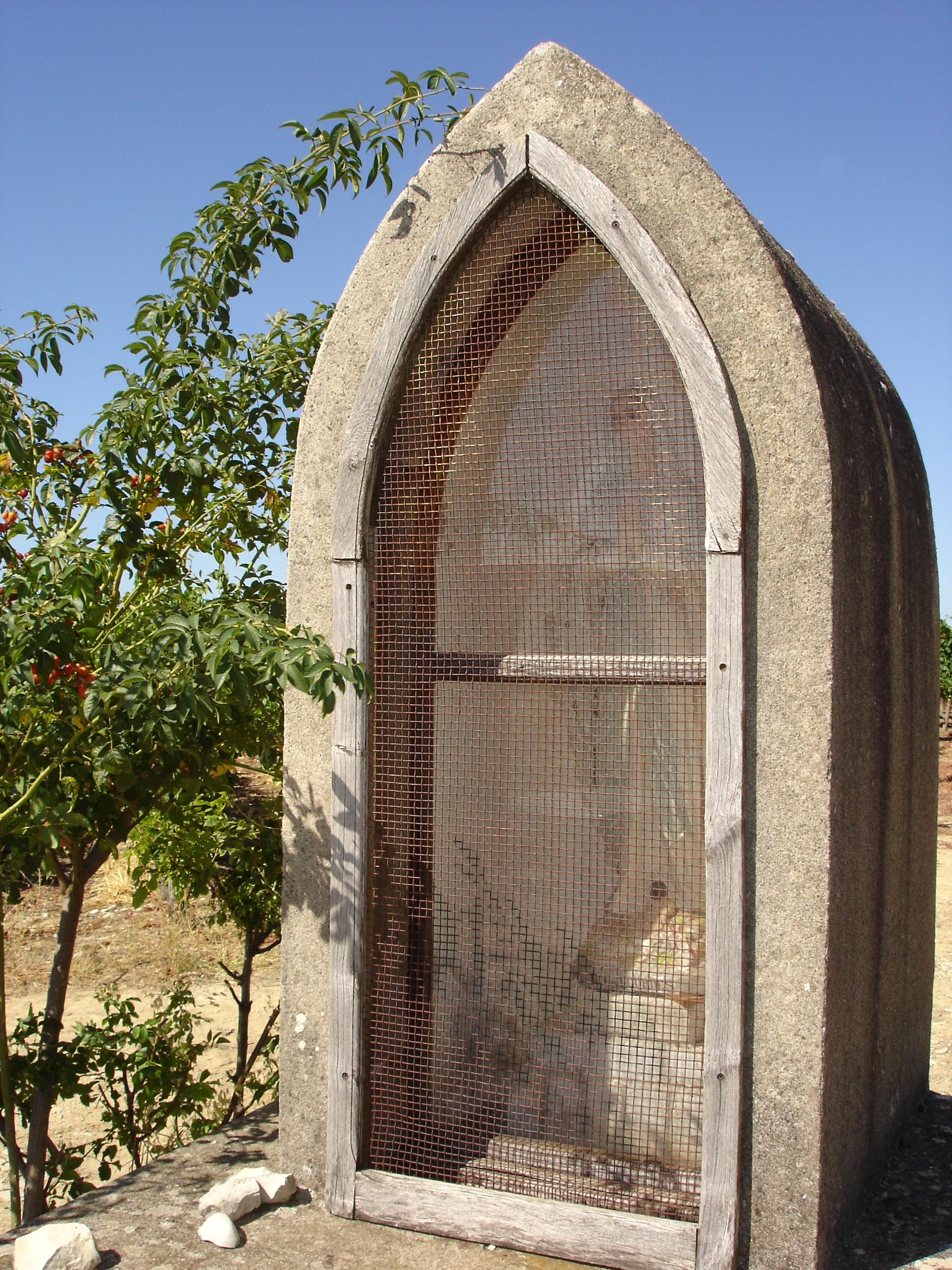
Oratoire des Chabannes.
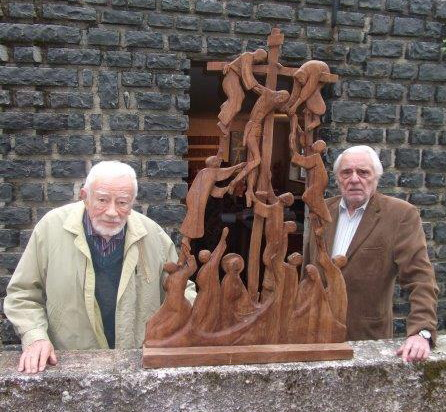
Don d'une Descente de croix confié à André Barbe par Maurice Tavernier (8 juin 2013).
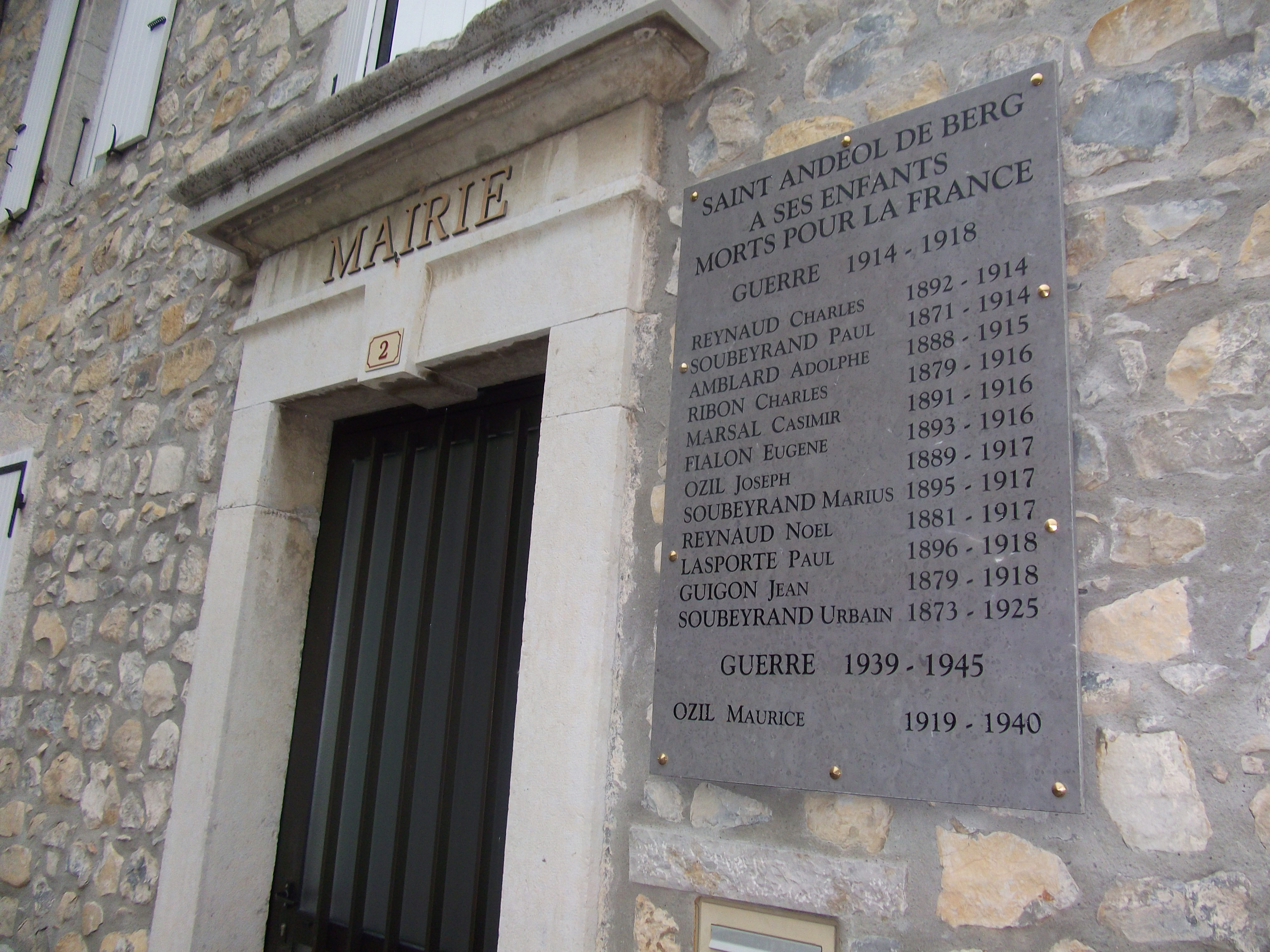
Plaque commémorative 14-18 / 39-45 de la mairie.

#### L'oratoire des Chabannes
Le 6 novembre 1955, jour de la fête religieuse de saint Léonard (selon le site Infocatho), le centenaire de l’église actuelle (dédiée à saint Andéol bien sûr) et sa rénovation furent célébrés en présence de Mgr Couderc, évêque de Viviers.
 À cette occasion, une statue de la Sainte Vierge, venue de Lourdes, fut transportée très solennellement jusqu’à un oratoire situé sur le chemin des Chabannes. Ce monument privé avait été édifié pour l'abriter, par Clément Comte et Léon Brioude, à la demande de madame Aline Guigon, mère de onze enfants et épouse du maire, Jean Guigon, lui-même arrière-petit-fils du maire de 1855, à la suite de sa promesse à Notre-Dame de Lourdes de lui faire construire un oratoire et d’y faire déposer sa statue, si elle exauçait son vœu de faire revenir sains et saufs de la guerre de 39-45, ses six frères et son mari mobilisés. Elle avait en mémoire la guerre de 14-18, au cours de laquelle son beau-père et deux de ses oncles par alliance avaient trouvé la mort au champ d’honneur, tout comme de nombreux habitants du village (voir les Plaques commémoratives ci-dessous),.

#### Les croix

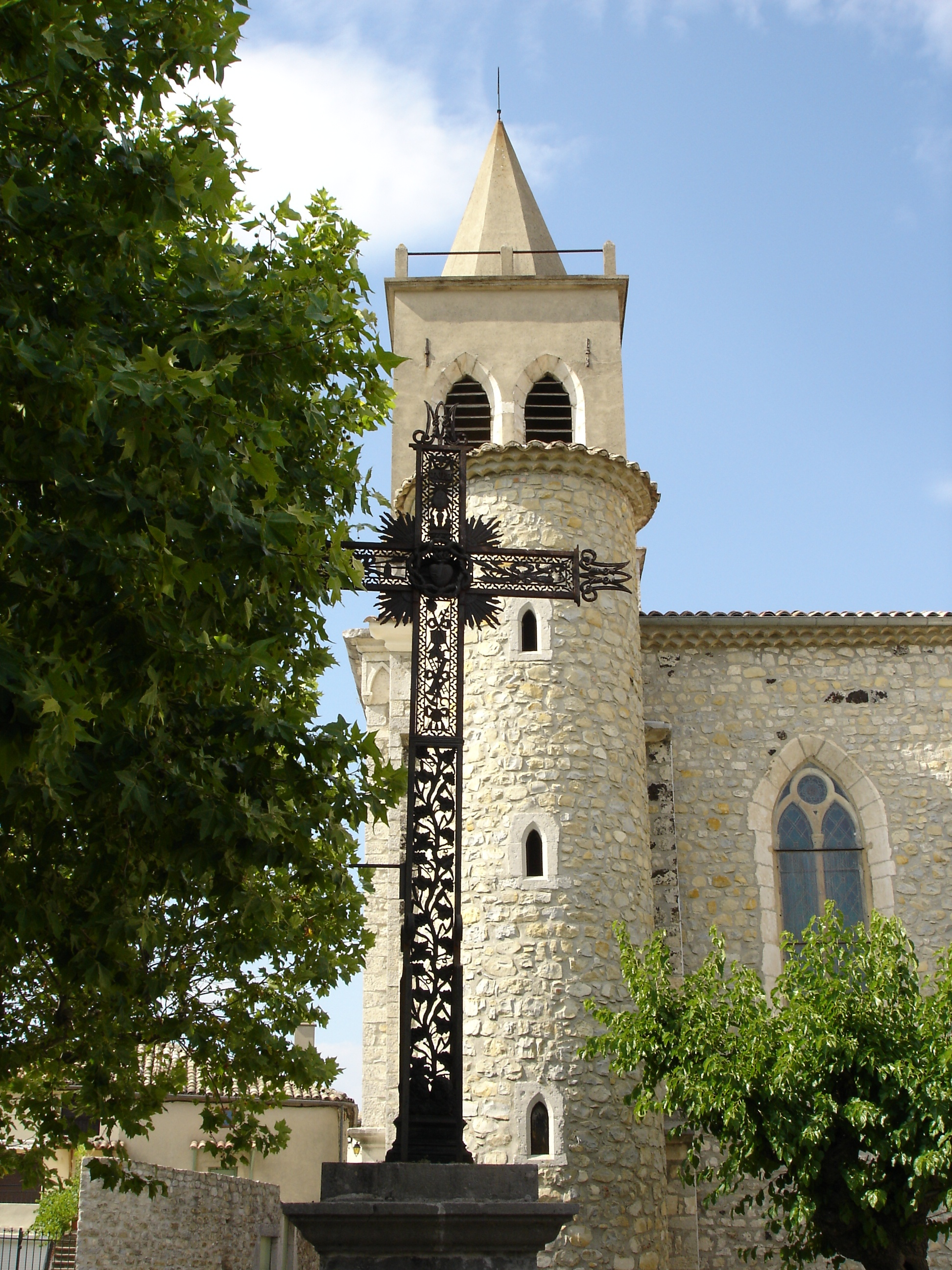
Croix de la place centrale.

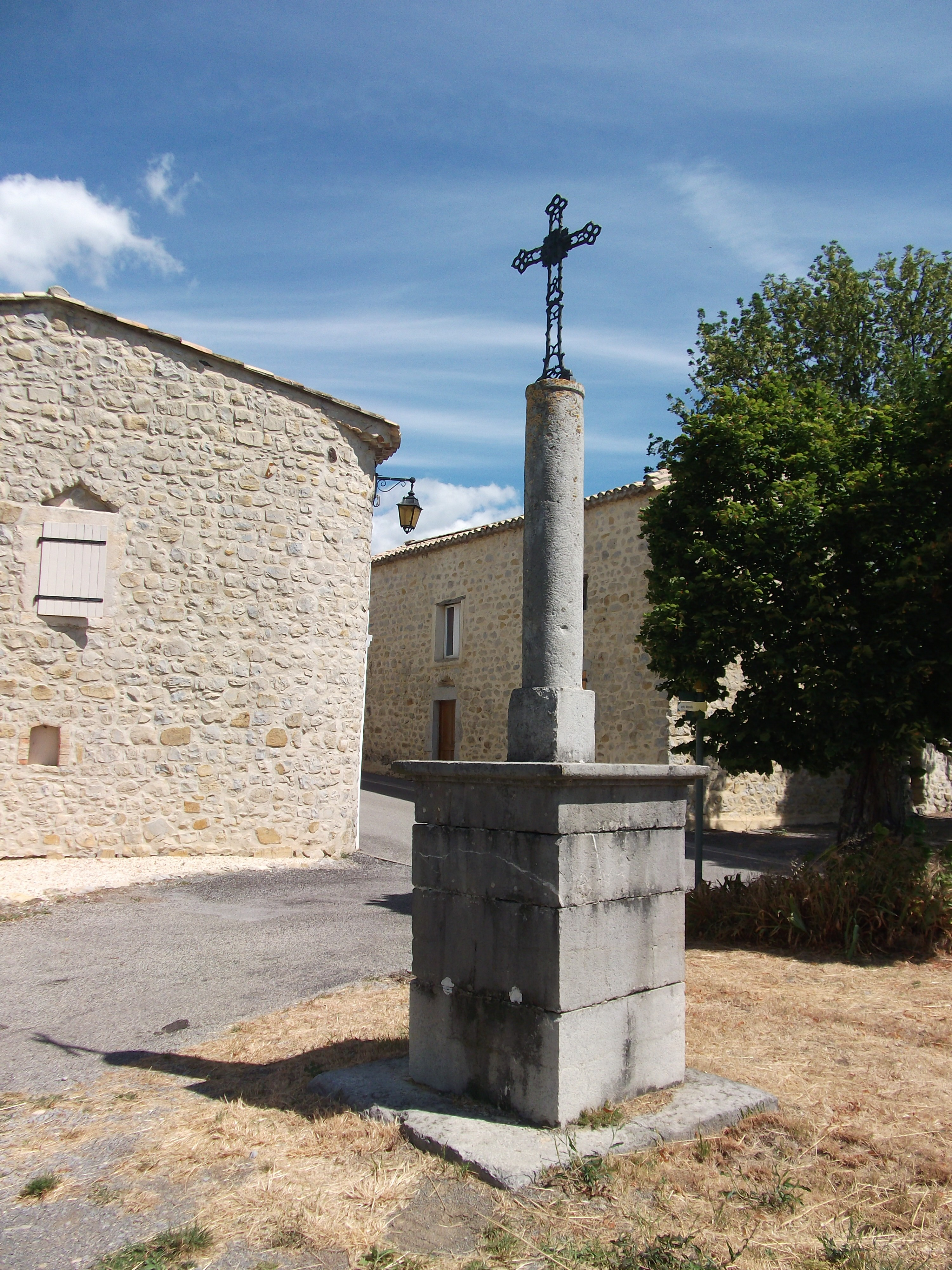
Croix des Pourettes, voisine de nombreux mûriers jusqu'à la fin du XXe siècle.

Certains lieux de Saint-Andéol-de-Berg sont marqués par une croix monumentale : la croix du Clorond, à l'entrée du village, la croix érigée sur la place de l'Église, pour rappeler l'emplacement de l'ancien cimetière et de l'ancienne église, la croix qui signale l'entrée du hameau de Ladou, la croix située à la jonction de la rue du Pigeonnier et de la route de Masgiraud, la nouvelle croix du cimetière (1997), la croix des Pourettes, où l'abbé Debroas conduisait parfois les fidèles catholiques en procession, dans les années 1960. Cette dernière protège le carrefour où se croisent, tout près de l'Hieyro dé Clastré, la rue des Pourettes qui se continue en route de Ladou et l'impasse des Fresnes qui se continue en impasse de Patafla.
Selon Pierre Ribon, les croix qui sont situées aux endroits où routes et chemins se coupent ou bien se rejoignent, y ont peut-être remplacé des autels gallo-romains, censés « protéger des esprits malins, feux follets, lutins, fantômes, mauvais génies qui risquaient d'induire l'homme en erreur », en des lieux réputés dangereux.

#### Les hommages aux morts
Aucun monument aux morts ne se dresse dans le village. Une plaque commémorative en marbre honore les paroissiens tués pendant les deux guerres mondiales (1914-18 et 1939-45), sur le bas-côté nord de l'église, tout de suite en entrant. Une nouvelle plaque, réparant les oublis de la première, est apposée sur le mur de la mairie, le 3 août 2014 (100 ans jour pour jour après la déclaration de la guerre mondiale de 1914), en hommage à tous les Saint-Andéolais morts pour la France (Monuments aux morts de l'Ardèche).

#### Le cimetière

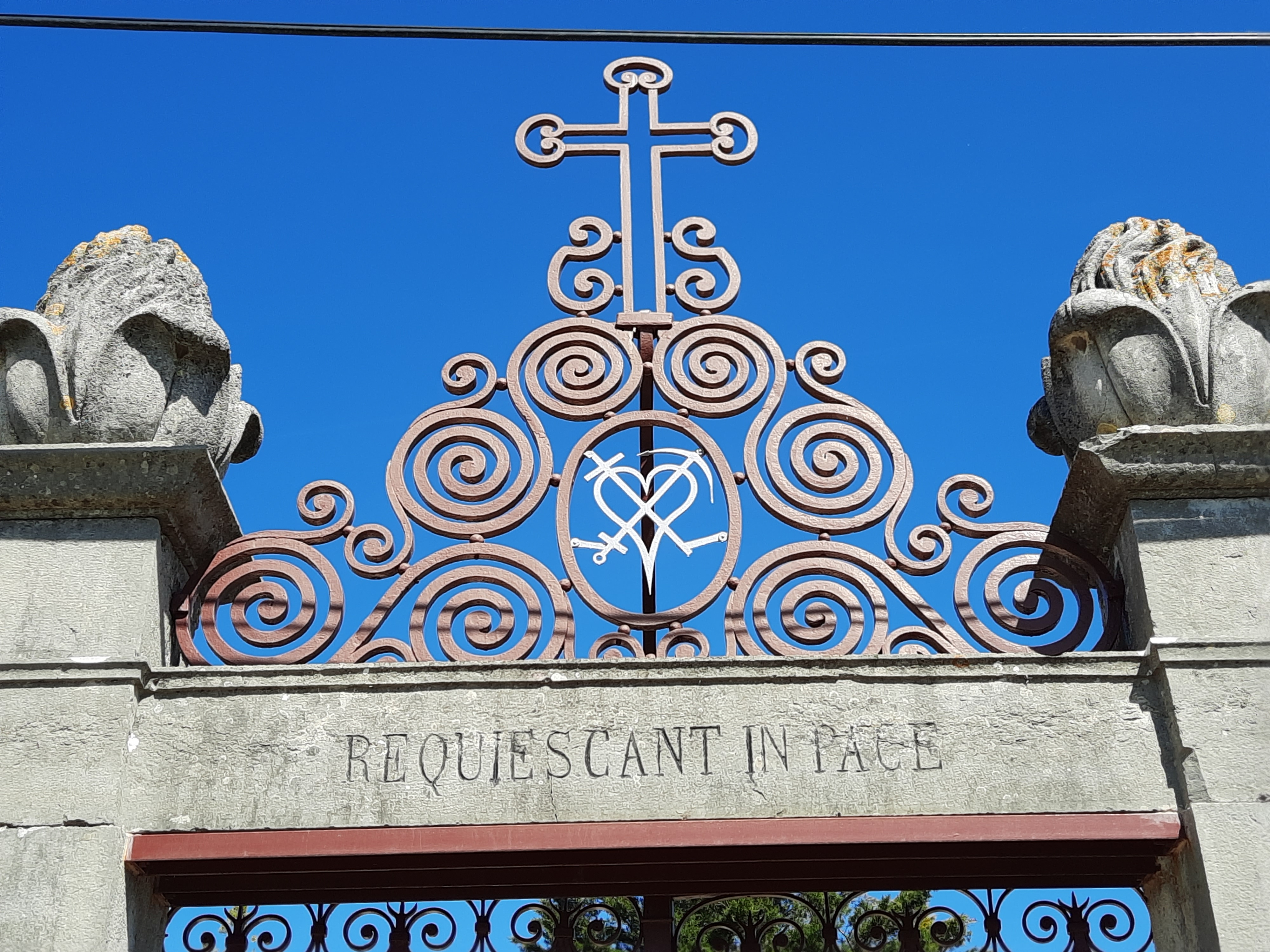
Haut du portail du cimetière

Le cimetière utilisé de nos jours a été béni le 15 décembre 1841, à 11 heures du matin, par Étienne Blache, curé de Saint-Pons délégué par l’évêque de Viviers, assisté de Jean-Baptiste Vacher, curé de Saint-Andéol-de-Berg. Il a remplacé l’ancien cimetière qui était situé entre la croix de la place centrale et l'église actuelles. La translation des restes de l'un à l'autre a été effectuée en 1842.

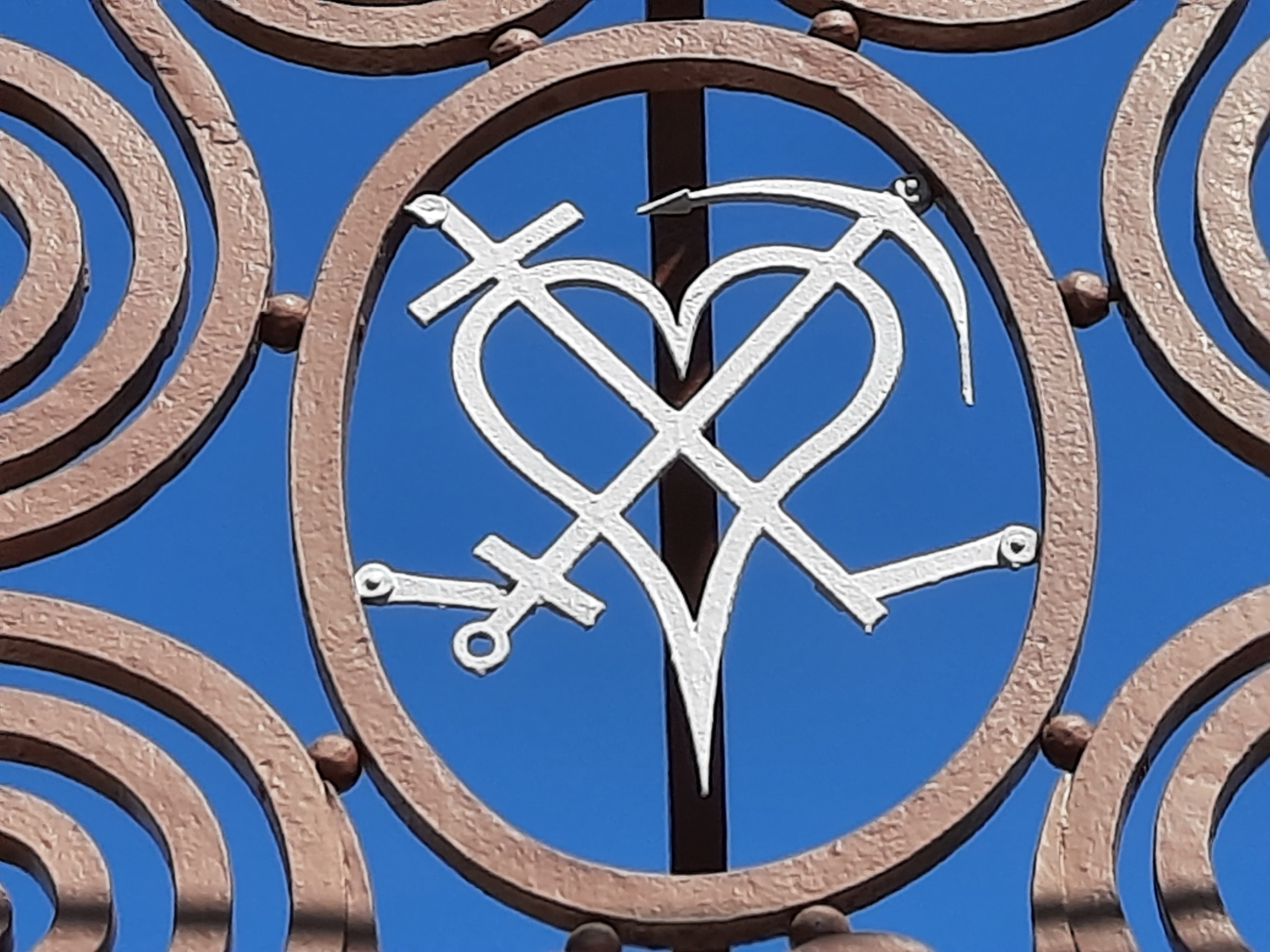
Le cœur, la croix et l’ancre

Le portail du cimetière est surmonté de l'inscription latine REQUIESCANT IN PACE (Qu'ils reposent en paix) et d'une croix en fer forgé, encadrée par deux glands de chêne en pierre sculptée (le chêne, arbre sacré évoquant la force, l’immortalité et la fertilité, et son fruit, lui-aussi considéré comme sacré, étant le symbole de la force latente de l'arbre, en puissance, le gland, à moitié enveloppé par une calotte, mais dépassant celle-ci, représentant le nourrisson qui émerge de l’utérus), croix sous laquelle figure un cœur entouré d’une croix et d’une ancre de marine, l’ensemble, également en fer forgé, symbolisant traditionnellement les trois vertus théologales du christianisme, telles qu’on les trouve représentées également dans la croix camarguaise, : la foi (la croix), c'est-à-dire la disposition à croire aux vérités révélées, l'espérance (l'ancre), c'est-à-dire la disposition à espérer la béatitude (la félicité éternelle des élus au paradis), la charité (le cœur), aussi dite « amour », c'est-à-dire l'amour de Dieu qui vient à nous et le nôtre qui va vers lui, selon les chrétiens.

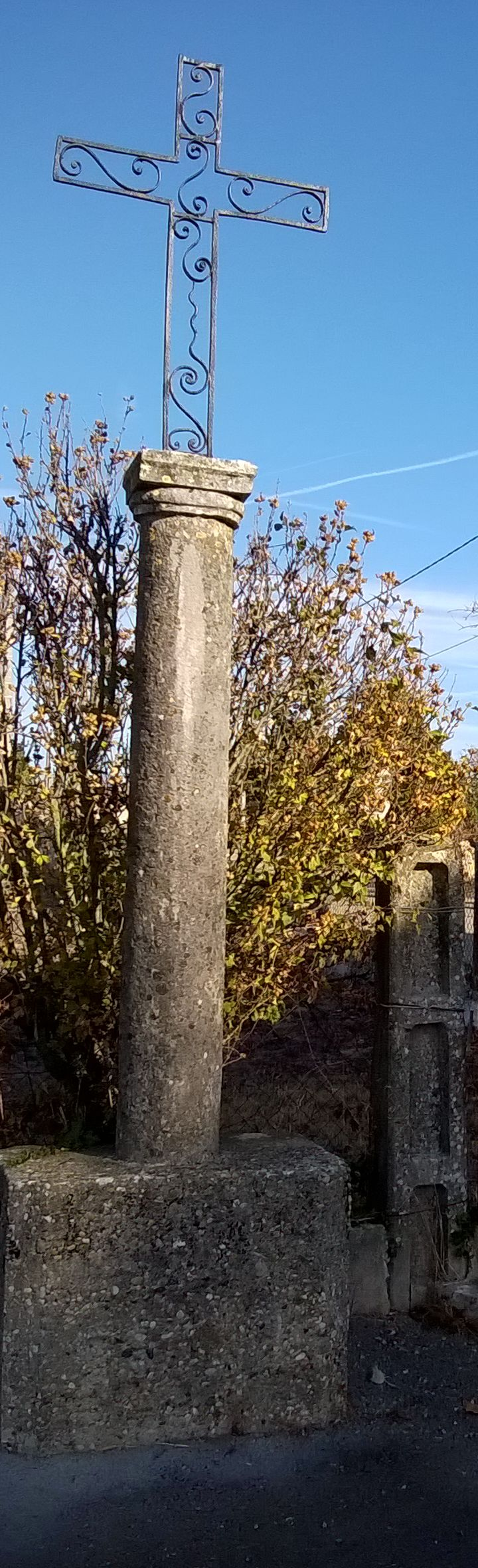
Croix
de la route
de Masgiraud.

### Personnalités historiques liées à la commune
Certains seigneurs et nobles de Saint-Andéol-de-Berg et des environs ont su défendre leurs vassaux, lors des récurrents conflits de territoires qui les ont opposés aux moines puis aux laïcs de la Grange de Berg. Quelques-uns d'entre eux appartenaient à de grandes familles :
- Du XIIIe au  XVIe siècle :
  - Blonde des Deux-Chiens, baronne d'Aps[Note 8], de la famille d'Adhémar par alliance (lire le paragraphe Héraldique ci-dessus)[82],[207],[208],[209], nièce de Pons II des Deux-Chiens (ou "de Douchanès" ou "de Douchanet"[réf. nécessaire]) et Gaufride de Chamaret, petite-fille de Pons I et Bronne de Verfeuil[85] (Béatrix de Verfeuil, fille de Jean de Verfeuil, dame d’Aps et de Verfeuil[83]).
  - Philippe et Joachim des Astars, coseigneurs de Saint-Andéol et de Mirabel[91],[92].
- Du XVIIe au  XIXe siècle :
  - Le marquis Charles-Auguste de La Fare (° 1644 – † 1712), baron de Balazuc, seigneur de Saint-Maurice-d'Ibie et poète (famille de La Fare).
  - La marquise Isabeau-Louise-Françoise de Blou (° 1665 – † 1732) : « Elle conserva jusqu'à sa mort ses possessions à Saint-Andéol-de-Berg, qui échurent ensuite à son cousin le marquis de Bernis »[29] : nièce de Isabeau de Blou, mariée en 1657 à Jean-Louis de Pierre (Famille de Pierre) et grand-mère du cardinal de Bernis (investis par les Adhémar de fiefs à Saint-Andéol-de-Berg[Note 29], les seigneurs de Blou-Laval[210] y jouent un rôle important durant les XVIe et XVIIe siècles[29]. Leurs armes se blasonnaient d'argent au cyprès arraché[211] de sinople[212],[213] et figurent sur le blason de leur berceau familial de Thueyts (château de Blou), où elles côtoient celles de la branche des Blou de Serrecourt).
  - Jean-André de Malmazet (° 1706 - † 1796), chevalier, baron de Saint-Andéol, Mercoiras, Ladou, Le Clu, etc., seigneur vicomte de Tournon et autres places, fait comte héréditaire du Saint-Empire par bulle du pape Pie VI, capitaine, viguier d'épée, commandant pour le Roy à Villeneuve-de-Berg, coseigneur haut justicier du dit Villeneuve et de Vénasque et Saint-Didier (famille Malmazet de Saint-Andéol)[214],[215],[216],[217],[218].
  - Louis-Alexandre de Launay (° 1753 – † 1812), comte d'Entraigues, pamphlétaire, diplomate et agent secret.

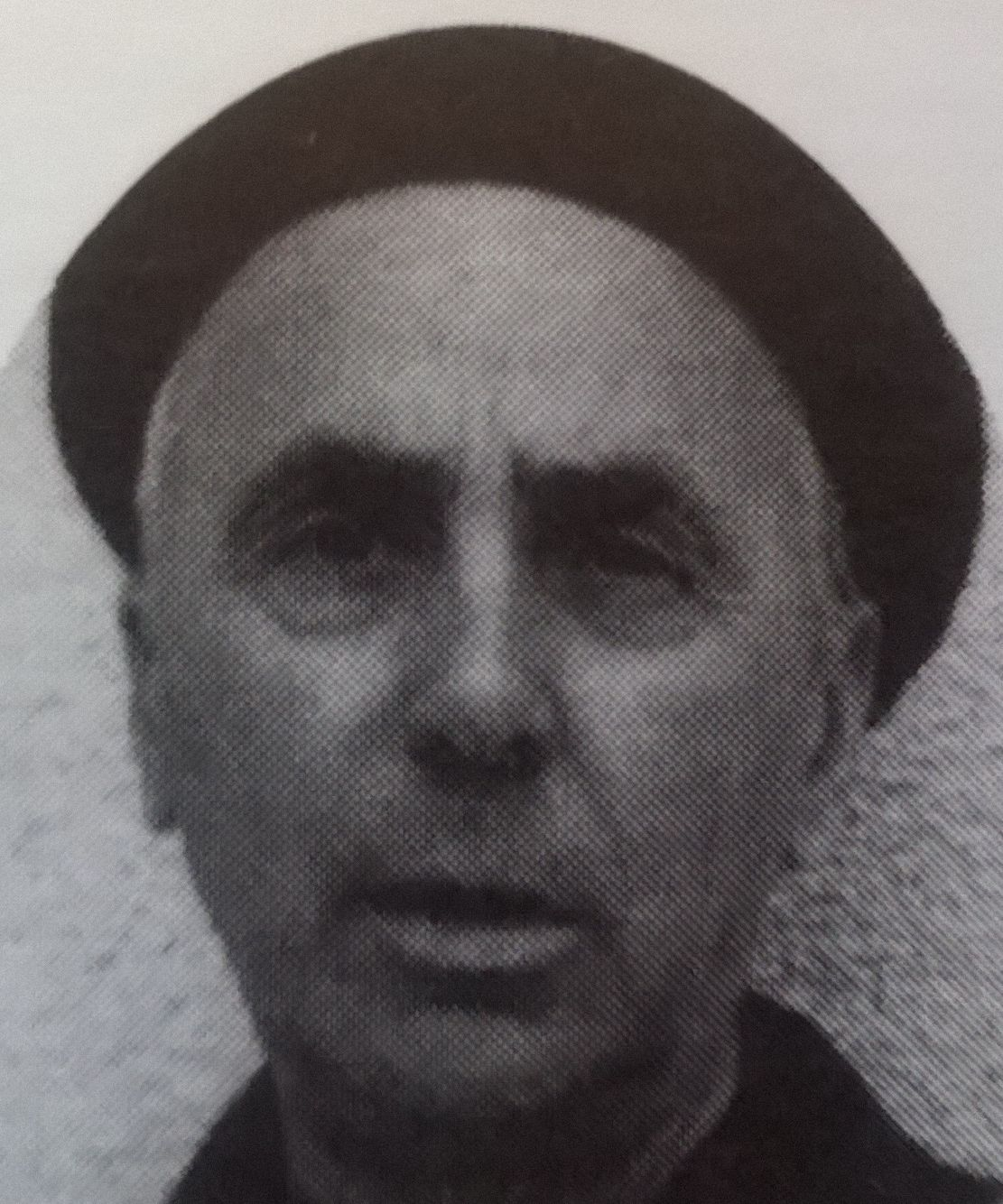
Louis Debroas

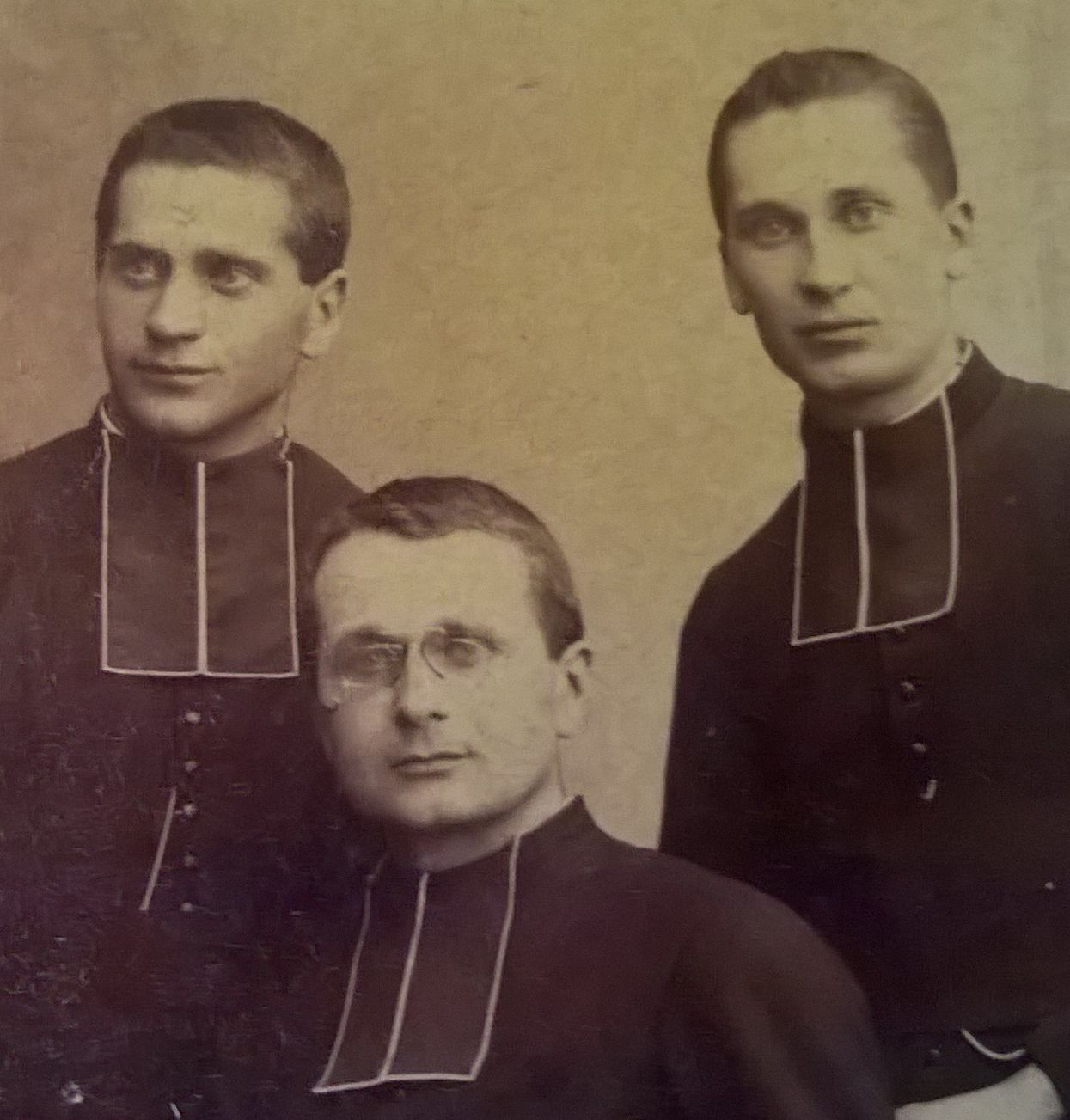
Denis Barbe entouré de ses frères Cyprien (à g.)
et Adrien (à dr.)

### Notices biographiques
1. ↑  Carl von Gontard (° 1731 – † 1791) : arrière-petit-fils d'Étienne Gontard (commerçant calviniste à Grenoble et conseiller au parlement du Dauphiné, dont les fils ont fui la France pour rejoindre Francfort-sur-le-Main (Frankfurt am Main), attirés en Allemagne par l’édit de Potsdam, à la suite de la révocation de l’édit de Nantes par Louis XIV, en 1685), lui-même descendant d'Eymard Gontard, vassal très catholique (en 1137, son ancêtre Loup Gontard favorisa par la donation d'un territoire, la fondation de l'Abbaye Notre-Dame d'Aiguebelle) du suzerain Giraud Adhémar VII, qui lui concéda en 1334 le fief de Granges (sis à l'endroit d'un carrefour de voies romaines appelé « Logis de Berre ») qui devint ensuite Les Granges-Gontardes (baronnie de la Garde-Adhémar), la famille ayant d'autre part cédé en 1332, les terres qu'elles possédaient à Saint-Andéol-de-Berg, dont Hugues Gontard était un coseigneur, vassal ayant fait hommage à Giraud Adhémar VII, suzerain de Saint-Andéol-de-Berg, fils de Blonde de Deux-Chiens
2. ↑  Antoine-Honneste d'Adhémar de Monteil de Brunier (° 1710 – † 1785) : fils d'Omer de Brunier d'Adhémar, lui-même fils de Jean-Louis de Brunier d'Adhémar (qui renonça le 21 février 1670, moyennant 4 000 livres, à tous ses droits et prétentions sur Aps, ancienne baronnie de Saint-Andéol-de-Berg), lui-même DESCENDANT direct de Jacques de Brunier, marié le 9 juillet 1508, au château de Grignan, à Catherine Adhémar de Monteil de Grignan, baronne d'Aps (la descendance prenant le surnom prestigieux d’Adhémar, voire d'Adhémar de Monteil, certains le plaçant même à la première place de leurs patronymes !), elle-même DESCENDANT direct de Giraud Adhémar VI et de Blonde des Deux-Chiens, mariés en 1282, suzerains de Saint-Andéol-de-Berg. Antoine-Honneste d'Adhémar est parfois confondu avec son frère cadet Alexandre d’Adhémar de Monteil de Brunier (1714-vivant en 1791), marié à Anne Dorothée, comtesse de Bouzey, tous les deux évoqués plusieurs fois dans l'article Dombrot-sur-Vair, parents de Jean Christophe Alexandre de BRUNIER, marié avec la tante de Patrice de Mac Mahon, duc de Magenta, Président de la République de 1873 à 1879 (lire Une primitive oubliée de l'école des cœurs sensibles, par G. Noël (Plon-Nourrit / Paris 1913) où G. Noël confond les deux frères et fait de l'aîné le père du cadet !).
3. 1 2  Denis Barbe (° 1875 – † 1934) : dernier curé résident de Saint-Andéol-de-Berg, pendant vingt-sept années, de 1907 à 1934, il est né le 9 octobre 1875 à Saint-Pierre-la-Roche et décédé le 20 novembre 1934 à Saint-Andéol-de-Berg, où il repose depuis dans le cimetière.
4. 1 2 3  Louis Debroas (° 1908 – † 1996) : né le 17 novembre 1908 à Valgorge, ordonné prêtre le 2 juillet 1932 à Viviers, aumônier de l'hôpital de Villeneuve-de-Berg et curé desservant la paroisse de Saint-Andéol-de-Berg à partir de 1934, jusqu'à sa retraite le 22 octobre 1990. Fait chapelain d'honneur de la cathédrale de Viviers le 6 novembre 1935, puis chanoine d'honneur le 30 mai 1962. Il est décédé le 19 janvier 1996 à Villeneuve-de-Berg. Il repose au cimetière de Saint-Andéol-de-Berg.
5. ↑  Jean Ribon (° 1928 – † 2010) : né le 6 février 1928 à Villeneuve-de-Berg, descendant d'une famille présente pendant au moins 500 ans à Saint-Andéol-de-Berg (depuis le milieu du XVe siècle jusqu'en 1958). Prêtre, conseiller épiscopal diocésain élu et réélu par ses pairs de 1977 à 1983, chancelier et archiviste de l'évêché de Viviers pendant vingt-sept années (de 1983 à 2010), économe du diocèse de Viviers de 1983 à 2003, auprès de trois évêques : Mgr Jean Hermil, Mgr Jean Bonfils et Mgr François Blondel. Secrétaire perpétuel de l'Académie des Sciences, Lettres et Arts de l'Ardèche de 2006 à 2010. Directeur de la Revue du Vivarais de 1981 à 1987 et président de son conseil d'administration de 1987 à 2010. Membre fondateur de l’Association des Amis de la Chapelle de Trachin d’Annonay, qui a restauré cette église. A conduit la restauration totale de l’église Saint-François d'Annonay en 1982. Responsable de la Commission diocésaine d’Art sacré de 1979 à 1993 (à ce titre, Membre de la Commission nationale d’Art sacré et membre de la Commission du patrimoine historique, archéologique et ethnologique de la région Rhône-Alpes). Responsable de nombreux chantiers immobiliers diocésains dont en particulier, parmi les plus importants, la rénovation de la Maison Sainte-Marthe, maison de retraite des prêtres à Aubenas (1991), l'aménagement du nouvel évêché dans l'ancienne mairie de Viviers et la création de sa chapelle (1986-1988). A publié Reflets de l'Ardèche, aux Éditions E.& R. La Bouquinerie (Valence, 2007) et de nombreux articles d'histoire civile et religieuse, notamment dans la Revue du Vivarais, dans la Revue des enfants et amis de Villeneuve-de-Berg et dans les publications de l'association Mémoire d'Ardèche et Temps Présent. Coauteur en 1977, sous la direction de l'abbé Jean Charay, de la Petite Histoire de l'église diocésaine de Viviers. Président des enquêteurs, le père Jean Ribon était auprès de Jean-Paul II, l’un des 40 concélébrants de la cérémonie solennelle de béatification de l'Ardéchois Pierre Vigne, à l’issue de laquelle il a salué le pape et lui a baisé la main, à Rome, le 3 octobre 2004. Il est décédé à Aubenas, le 18 août 2010. Il repose au cimetière de Saint-Andéol-de-Berg, près de sa mère et de son père Marius Ribon (cf. Bibliographie).

### Iconographie: détails de l'église

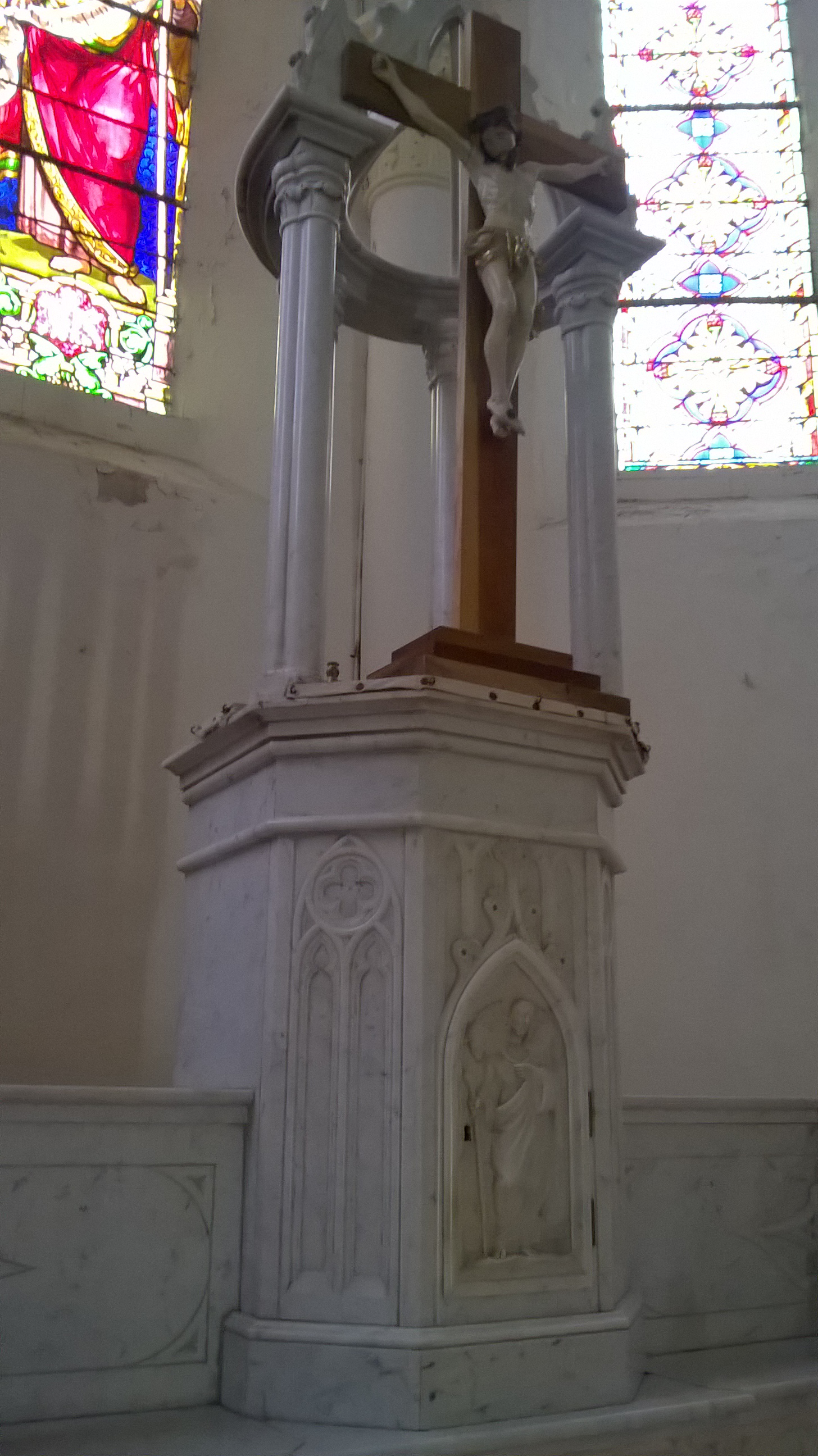
Tabernacle du maître-autel.
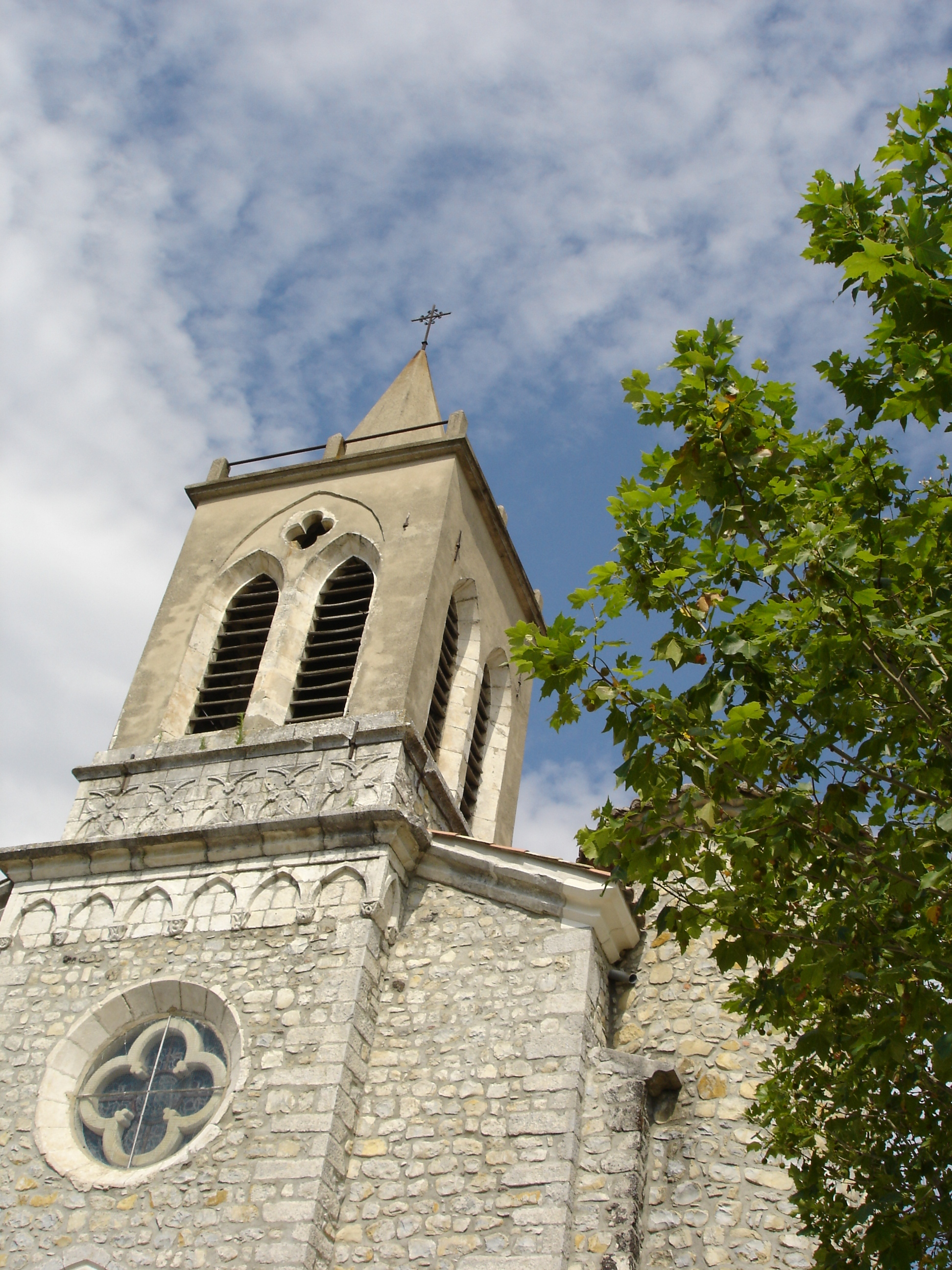
Abat-son du clocher (2009).
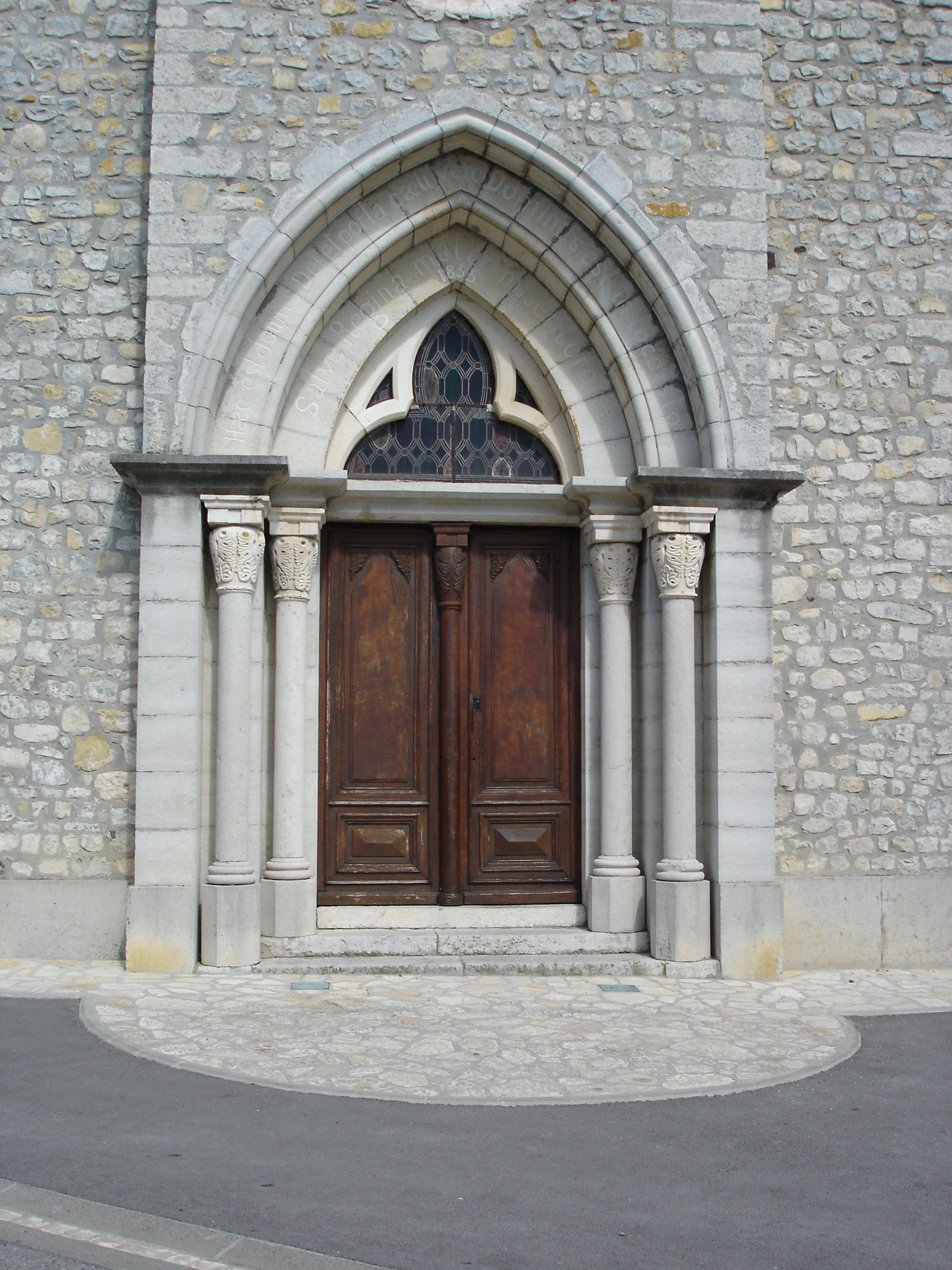
Portail d'entrée.
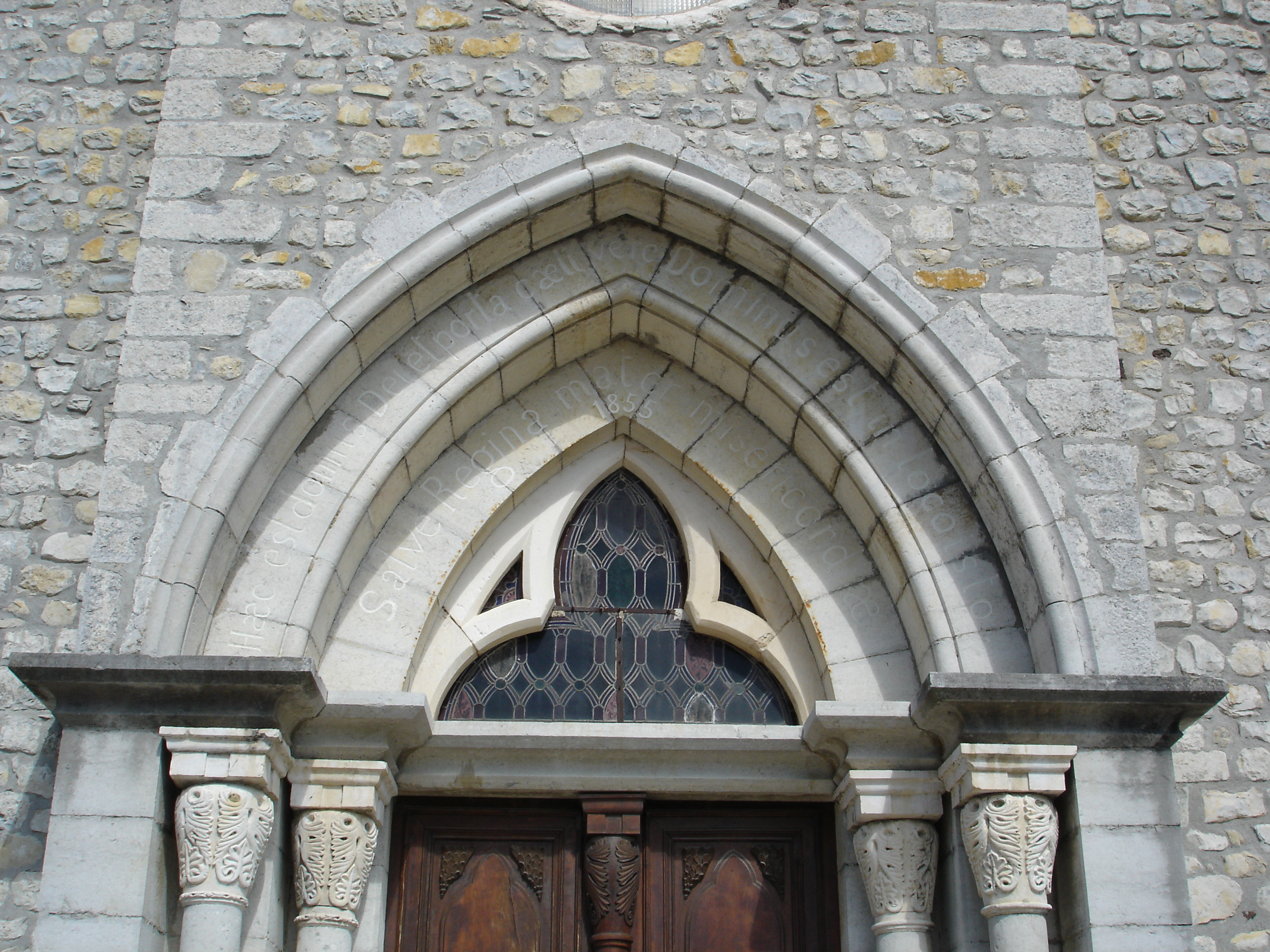
Voussures, arcs brisés, colonnes.
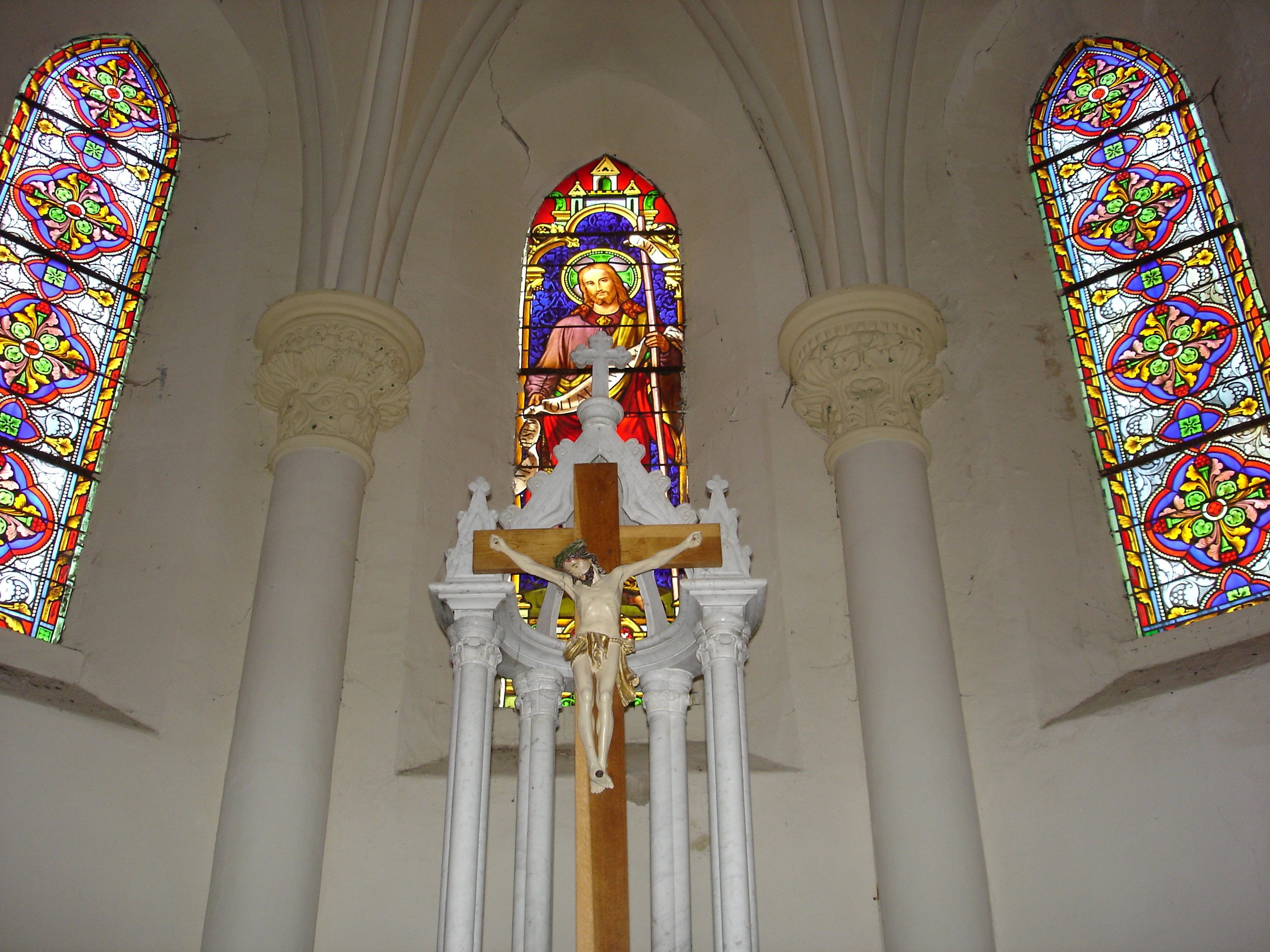
Chœur.

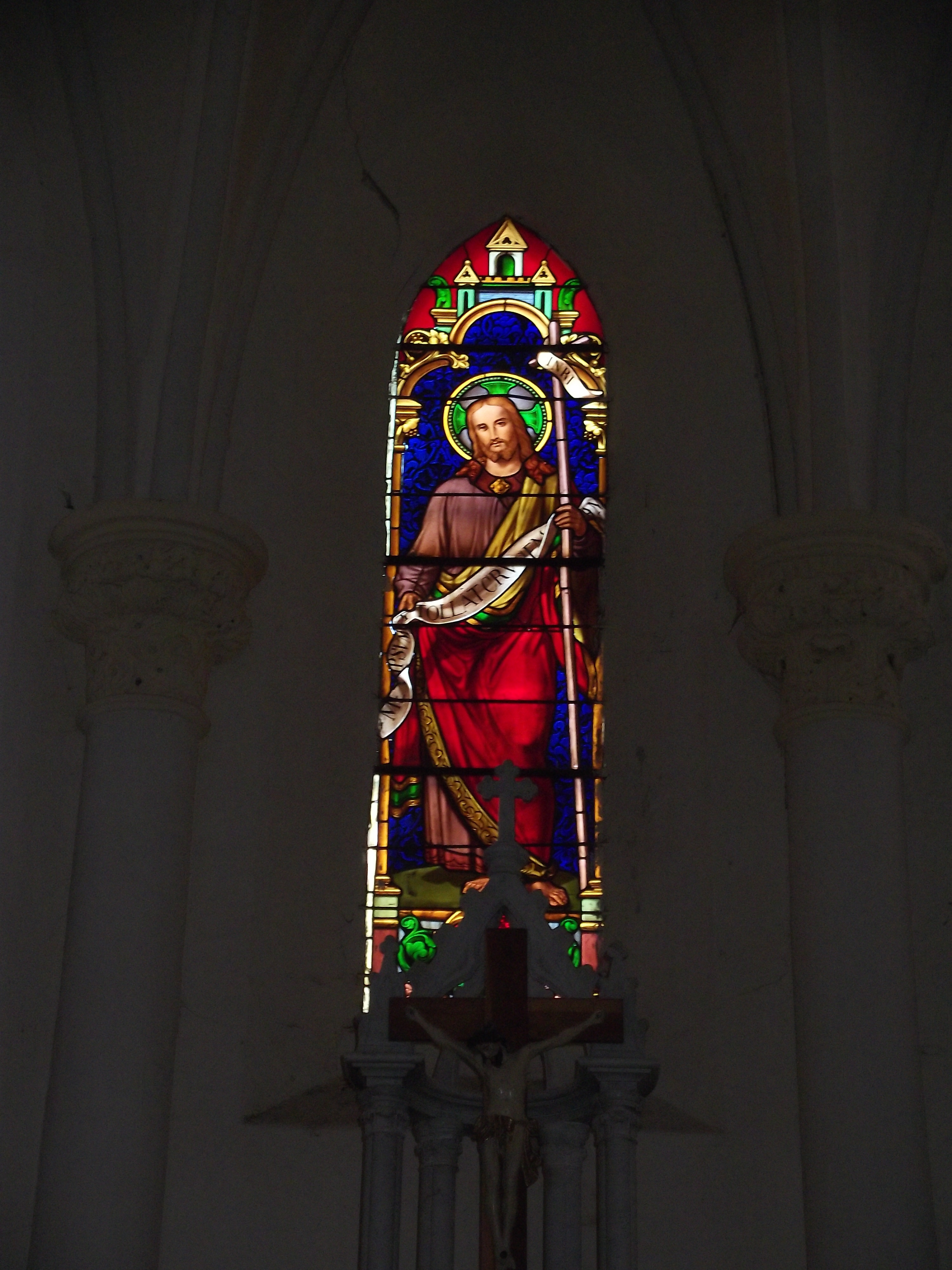
Vitrail au-dessus du maître-autel.
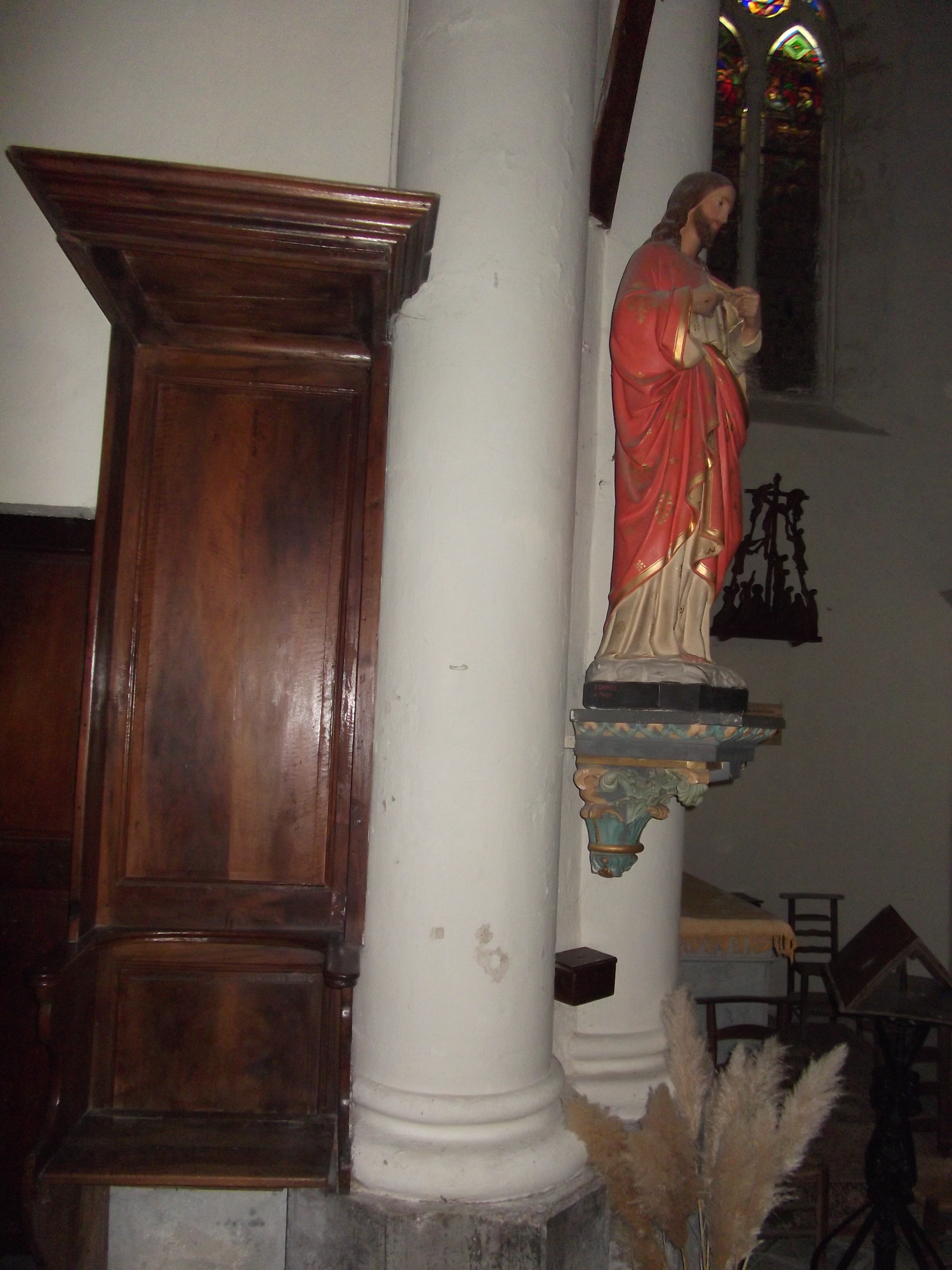
Siège du curé.
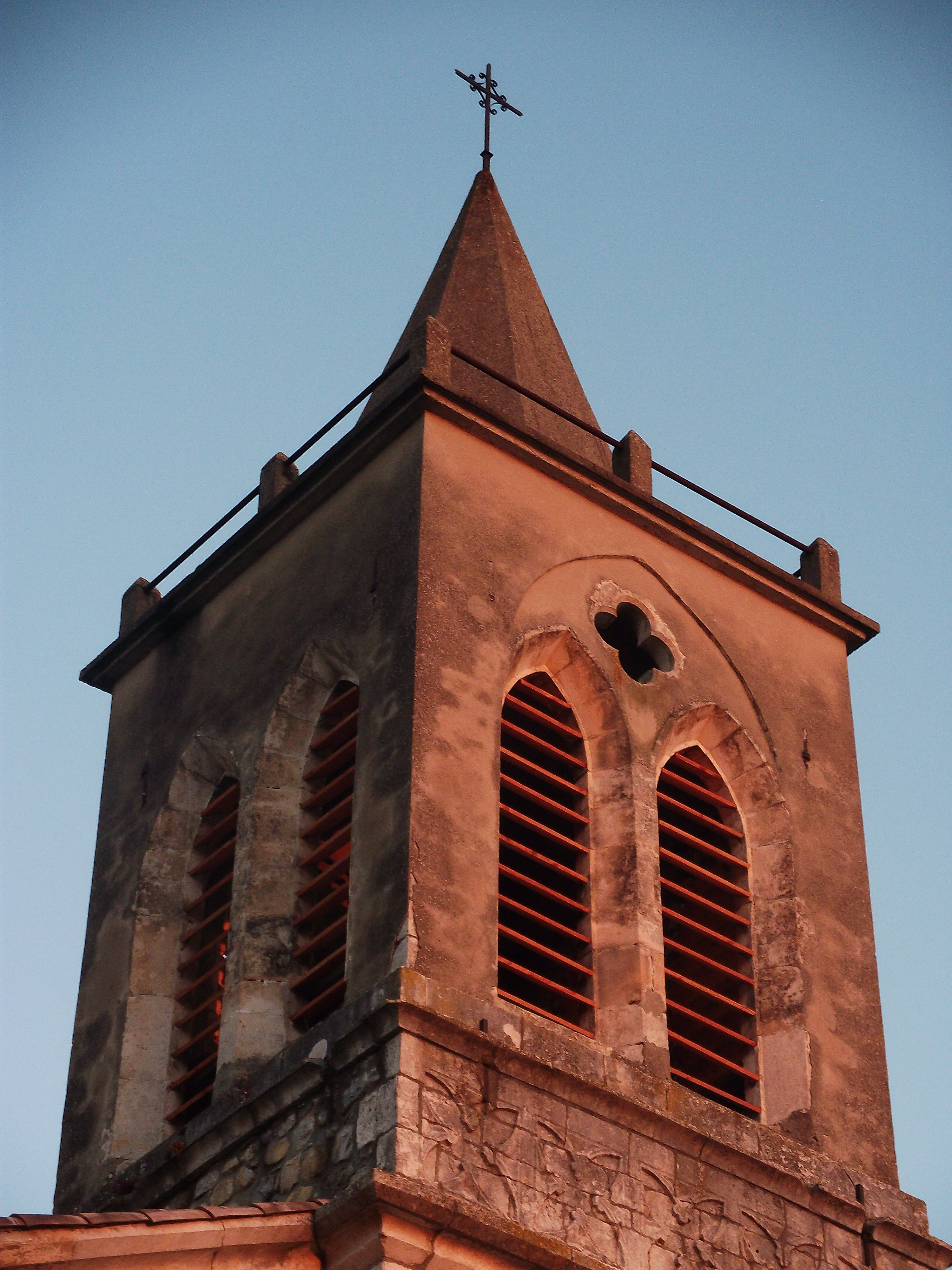
Nouvelles lames de l'abat-son du clocher (2014).
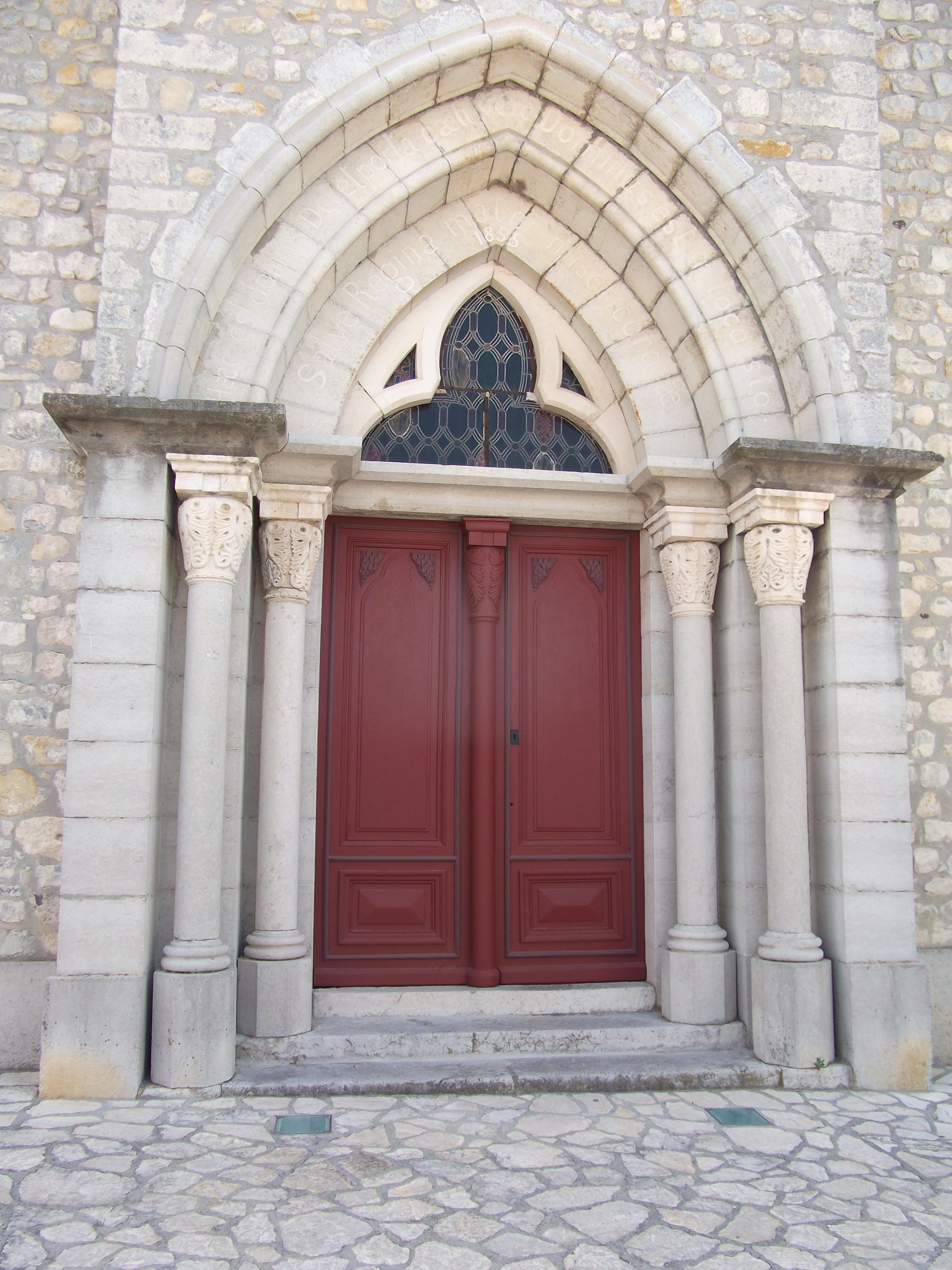
Porte de l'église rénovée à l'automne 2014.
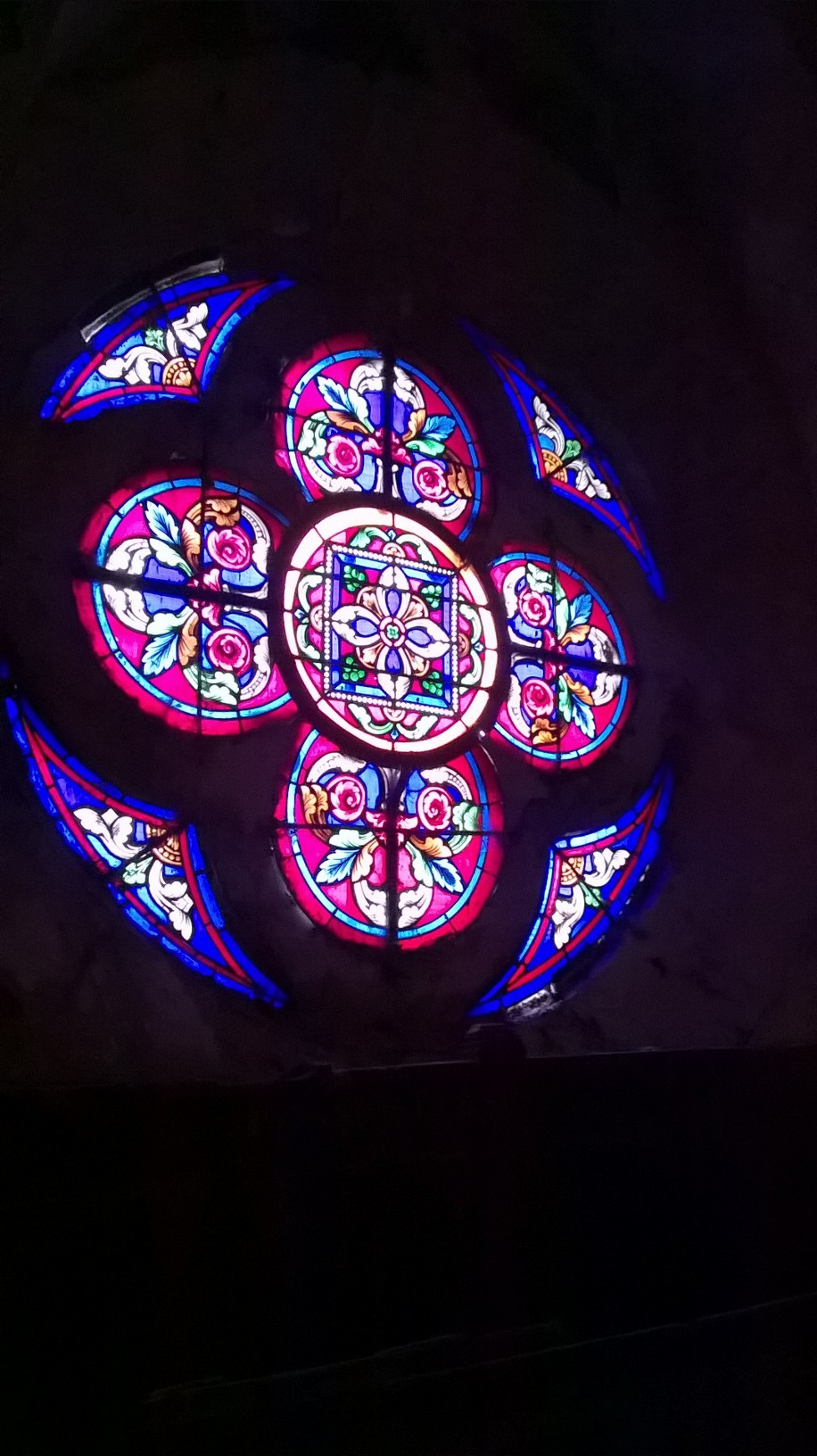
Rosace.

### Bibliographie

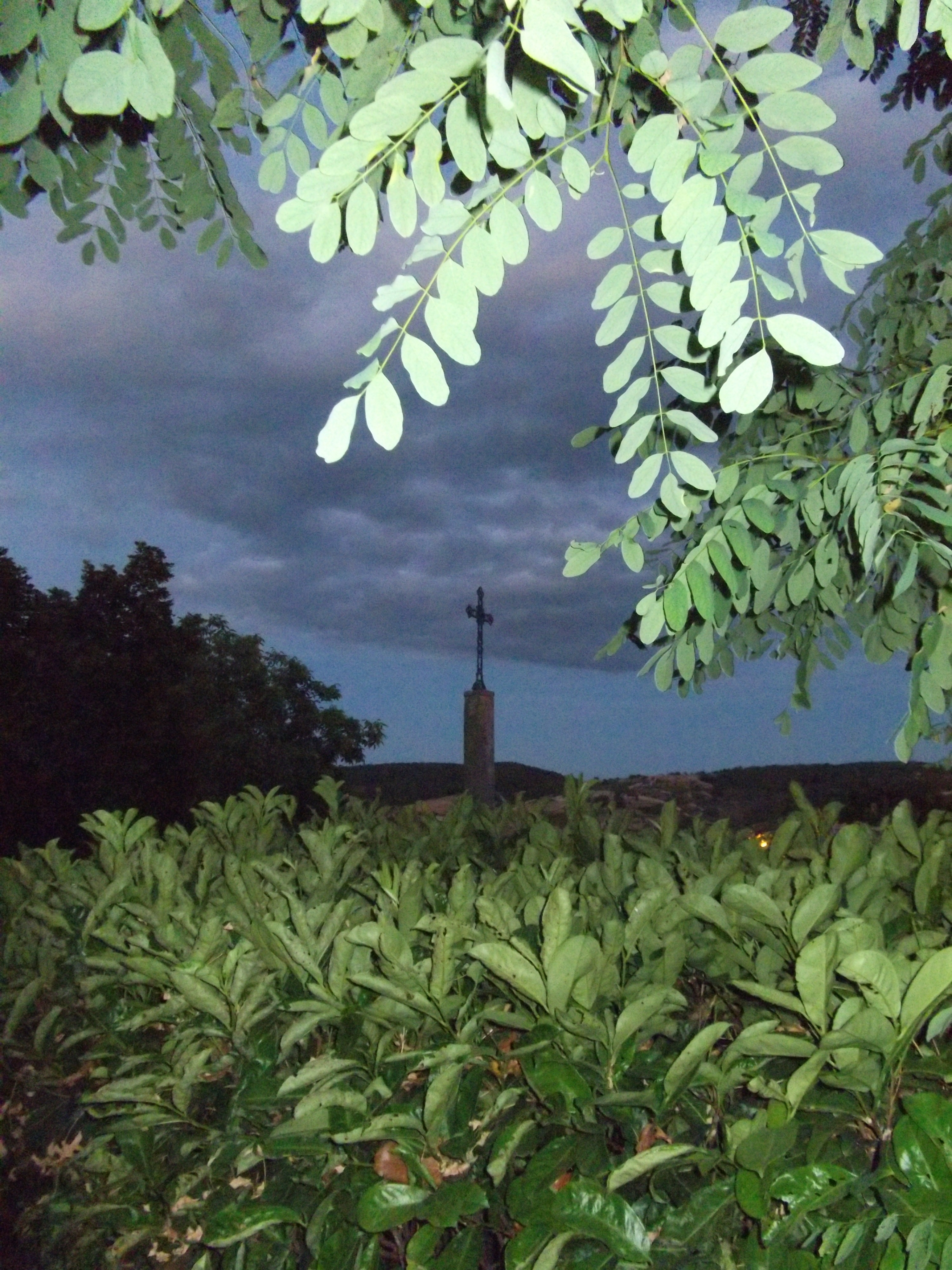
Croix des Pourettes.

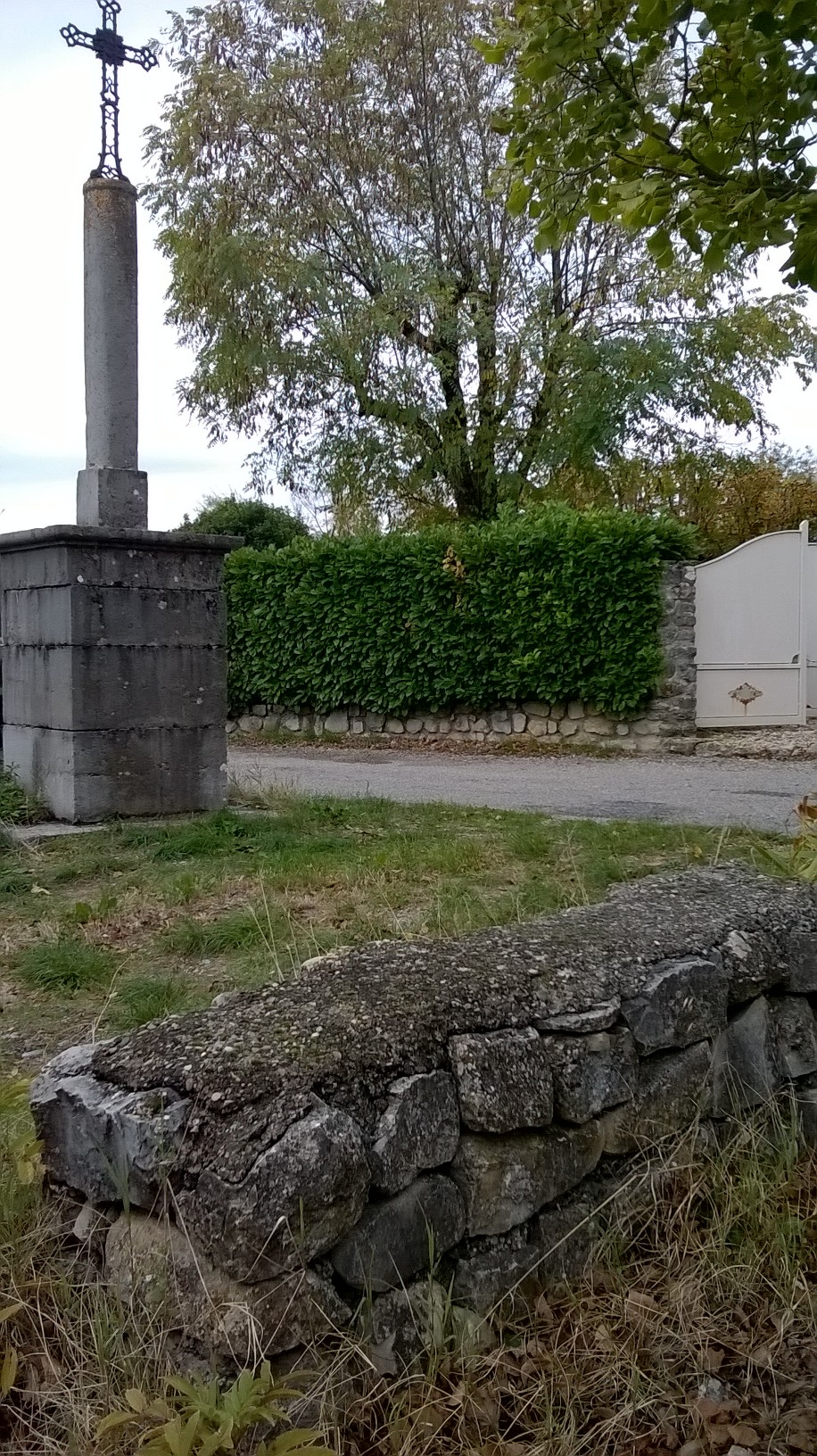
Au 1er plan, le banc public des Pourettes, créé par Paul Bousquet et Marthe Ribon,
au cours de la seconde
moitié du XXe siècle.

#### Livre dédié
Il existe un seul livre uniquement consacré à Saint-Andéol-de-Berg. Il a été écrit en 1938, par Marius Ribon (° 1889 – † 1970), pharmacien à Villeneuve-de-Berg, né à Saint-Andéol-de-Berg, en 1889, fils d'Antonia Clary (1863-1958) et d'Andéol Ribon (1857-1924), descendant d'une famille présente pendant plus de 500 ans à Saint-Andéol-de-Berg (depuis le milieu du XVe siècle jusqu'en 1958), mari de Thérèse Lasporte (° 1893 – † 1980), née à Saint-Andéol-de-Berg, père de Paul, Odette, Marthe, Jean et Pierre :
- Marius Ribon, Saint-Andéol-de-Berg - Notice historique, Éditions Habauzit, Aubenas, 1938

#### Ouvrages, revues et articles
- Joannis Columbi, Opuscula Varia, p. 559 : territoire de Berg, Saint-Andéol-de-Berg, Villeneuve-de-Berg, Lyon, 1658.
- Abbé Mollier, Recherches historiques sur Villeneuve-de-Berg, Aubanel frères, Avignon, 1866.
- Abbé Onésime Mirabel, Saint Andéol et son culte, Éditions Victor Palmé, Paris, 1868.
- Léon Clugnet, Patois de Gilhog (Ardèche), Ernest Leroux éditeur, Paris, 1883.
- Docteur Francus (Albin Mazon), Voyage au pays Helvien, Privas, Imprimerie Typographique du Patriote, 1885 (lire en ligne)
- Albin Mazon, Églises du Vivarais, tome II, p. 208, mas de Borne, et p. 239, prieuré de Saint-Andéol, Privas, 1893.
- Louis Lambert, Chants et chansons populaires du Languedoc recueillis et publiés avec la musique notée et la traduction française, Tome deuxième, Montpellier - Imprimerie centrale du midi, 1905.
- Albert Grimaud, Histoire de Villeneuve-de-Berg, Éditions Habauzit, Aubenas, 1942.
- Charles Coste, Vieille paroisse en Vivarais : Saint-Andéol-de-Vals, Imprimerie Humbert et fils, Largentière, 1950.
- Franck Delarbre et Albert Grenier, Alba Augusta Helviorum : la seigneurie d'Aps, Imprimerie Bénistant, Le Teil, 1958.
- Abbé Jean Charay, Aubenas en Vivarais, Tomes 1 et 2, Éditions Habauzit, 1950.
- Abbé Pierre Arnaud, Valvignères en Helvie, Imprimerie Lucien Volle, Privas, 1963.
- Franck Delarbre et Albert Grenier, Brochure Alba Augusta Helviorum, 1968.
- Abbé Pierre Arnaud, Armorial du château d’Alba, Imprimerie Lucien Volle, Privas, 1974.
- Jean Ribon, Saint-Andéol-de-Berg, et Michel Barbe, Les maisons en pierre, in Revue de la Société des Enfants et Amis de Villeneuve-de-Berg, 1976.
- Abbé Jean Charay, travail d'équipe, Petite histoire de l'église diocésaine de Viviers, Imprimerie Lienhart, Aubenas-en-Vivarais, 1977.
- Michel Barbe, Le Pommier Forcemale a 5 ans, article publié dans le journal La Tribune de Montélimar, le 21 juillet 1977.
- Pierre Ribon, Guérisseurs et remèdes populaires dans la France ancienne. Cévennes, Vivarais, Éditions Horvath, 1983.
- Fernande Maza-Pushpam, Les régionalismes de Mariac. Regard sur le français parlé à Pont-de-Fromentières, Ardèche, Éditions littéraires et linguistiques de l'Université de Grenoble, 1992.
- Jean Volane (Auguste Bourret), L. Gout, J. Roux, Histoire de l'Ardèche (Vivarais & Helvie), texte original de 1908, Éditions E. & R. La Bouquinerie, Valence, 1997.
- Claudine Fréchet, Dictionnaire du parler de la Drôme, Éditions Empire et Royaume, La Bouquinerie, Valence, 1997.
- Pierre Ribon, Voyage en Basse-Ardèche, Éditions E. & R. La Bouquinerie, Valence, 1998
- Jean Moulin, Habitat et communications dans le pays de Berg, Éditions La Fontaine, Valence, 2000.
- Jean Ribon, Reflets de l'Ardèche, Éditions E. & R. La Bouquinerie, Valence, 2007.
- Pierre Ribon, Une Bastide Occitane : Villeneuve-de-Berg (Villanova-dé-Berco) - Habitants, maisons, rues, lieudits, Éditions E.& R. - Valence - 2011.
- Revue du Vivarais, année 1893, Aps féodal et ses dépendances par l'abbé Fillet (no 8 du 15 août, no 9 du 15 septembre, no 10 du 15 octobre, no 11 du 15 novembre, no 12 du 15 décembre)
- Revue du Vivarais, Tome CXVI, no 4, octobre-décembre 2012 : Hommage à Jean Ribon (Secrétaire perpétuel de l'Académie des Sciences, Lettres et Arts de l'Ardèche 2006-2010).
- Maurice Bousquet, Tranches de vie à Saint-Andéol-de-Berg, in Revue de la Société des Enfants et Amis de Villeneuve-de-Berg, 2012.
- Maurice Bousquet, Concours agricoles et médailles, in Revue de la Société des Enfants et Amis de Villeneuve-de-Berg, 2014.
- Maurice Bousquet, L'eau potable à Saint-Andéol-de-Berg, in Revue de la Société des Enfants et Amis de Villeneuve-de-Berg, 2017.

#### Sur Internet
- La Chapelle de Trachin d'Annonay par Jean Ribon et Maurice Frappa
- Église de Viviers, revue bimensuelle de l'église catholique ardéchoise, organe officiel de l’évêché de Viviers : Béatification de Pierre Vigne le 3 octobre 2004 - Dossier de Gilles FOUBERT constitué à partir d'articles de Jean Ribon.